# 2000 a jogalkotásban
2000-ben az alábbi jogszabályokat alkották meg:

## Magyarország (Forrás:Magyar Közlöny)

### Törvények
- 2000. évi I. törvény Szent István államalapításának emlékéről és a Szent Koronáról
- 2000. évi II. törvény 	 az önálló orvosi tevékenységről
- 2000. évi III. törvény 	 az Észak-atlanti Szerződés Szervezete tagállamai között a nukleáris információkkal kapcsolatos együttműködésről szóló, Párizsban, 1964. június 18-án kelt Megállapodás megerősítéséről és kihirdetéséről
- 2000. évi IV. törvény 	 az információ biztonságáról szóló, Brüsszelben, 1997. március 6-án kelt NATO Megállapodás megerősítéséről és kihirdetéséről
- 2000. évi V. törvény 	 a Magyar Népköztársaság és a Ciprusi Köztársaság között, Budapesten, 1989. május 24-én aláírt Konzuli Egyezmény kihirdetéséről
- 2000. évi VI. törvény 	 a Magyar Köztársaság és a Kazak Köztársaság között Almatiban, 1995. március 9-én aláírt Konzuli Egyezmény kihirdetéséről
- 2000. évi VII. törvény 	 a Magyar Köztársaság Kormánya és a Norvég Királyság Kormánya között a minősített katonai információk védelméről, Oslóban, 1999. október 12-én aláírt Egyezmény megerősítéséről és kihirdetéséről
- 2000. évi VIII. törvény 	 a Magyar Köztársaság és az Ukrán Szovjet Szocialista Köztársaság között Budapesten, 1991. május 31-én aláírt Konzuli Egyezmény kihirdetéséről
- 2000. évi IX. törvény 	 a Magyar Köztársaság Kormánya és Ukrajna Kormánya között a katasztrófák és súlyos balesetek megelőzése és azok következményeinek felszámolása érdekében történő együttműködésről és kölcsönös segítségnyújtásról szóló, Budapesten, 1998. október hó 27. napján aláírt Egyezmény kihirdetéséről
- 2000. évi X. törvény 	 egyes törvényi rendelkezések hatályba léptetéséről, módosításáról, illetve hatályon kívül helyezéséről
- 2000. évi XI. törvény 	 a Kossuth-díjról és a Széchenyi-díjról szóló 1990. évi XII. törvény, valamint a Magyar Köztársaság kitüntetéseiről szóló 1991. évi XXXI. törvény módosításáról
- 2000. évi XII. törvény 	 az Észak-atlanti Szerződés Szervezete, a nemzeti képviselők és a nemzetközi titkárság jogállásáról szóló, Ottawában, 1951. szeptember 20-án kelt Megállapodás megerősítéséről és kihirdetéséről
- 2000. évi XIII. törvény 	 az egyes elkobzott dolgok közérdekű felhasználásáról
- 2000. évi XIV. törvény 	 a büntetőeljárási jogszabályok módosításáról és kiegészítéséről
- 2000. évi XV. törvény 	 a Magyar Köztársaság és az Albán Köztársaság között a beruházások ösztönzéséről és kölcsönös védelméről Tiranában, 1996. január 24-én aláírt Megállapodás kihirdetéséről
- 2000. évi XVI. törvény 	 a Magyar Köztársaság és az Argentin Köztársaság között a beruházások elősegítéséről és kölcsönös védelméről Budapesten, 1993. február 5-én aláírt Megállapodás kihirdetéséről
- 2000. évi XVII. törvény 	 a Magyar Köztársaság és a Fülöp-szigeteki Köztársaság között a kettős adóztatás elkerüléséről és az adóztatás kijátszásának megakadályozásáról a jövedelemadók területén Budapesten, 1997. június 13-án aláírt Egyezmény kihirdetéséről
- 2000. évi XVIII. törvény 	 a Magyar Köztársaság és a Horvát Köztársaság között a kettős adóztatás elkerüléséről a jövedelem- és a vagyonadók területén Barcson, 1996. augusztus 30-án aláírt Egyezmény kihirdetéséről
- 2000. évi XIX. törvény 	 a Magyar Köztársaság és a Portugál Köztársaság között a kettős adóztatás elkerüléséről és az adóztatás kijátszásának megakadályozásáról a jövedelemadók területén Lisszabonban, 1995. május 16-án aláírt Egyezmény kihirdetéséről
- 2000. évi XX. törvény 	 a Magyar Köztársaság és a Szingapúri Köztársaság között a beruházások ösztönzéséről és védelméről Szingapúrban, 1997. április 17-én aláírt Megállapodás kihirdetéséről
- 2000. évi XXI. törvény 	 a Magyar Köztársaság és a Szingapúri Köztársaság között a kettős adóztatás elkerüléséről és az adóztatás kijátszásának megakadályozásáról a jövedelemadók területén Szingapúrban, 1997. április 17-én aláírt Megállapodás és az azt kiegészítő Jegyzőkönyv kihirdetéséről
- 2000. évi XXII. törvény 	 a választási eljárásról szóló 1997. évi C. törvény, valamint az országos népszavazásról és népi kezdeményezésről szóló 1998. évi III. törvény módosításáról
- 2000. évi XXIII. törvény 	 a harmadik államoknak az Észak-atlanti Szerződés Szervezetéhez rendelt képviseletei és képviselői jogállásáról szóló, Brüsszelben, 1994. szeptember 14-én kelt Megállapodás megerősítéséről és kihirdetéséről
- 2000. évi XXIV. törvény 	 a Magyar Köztársaság Kormánya és a Moldovai Köztársaság Kormánya között a Magyar Köztársaság, illetve a Moldovai Köztársaság területén jogellenesen tartózkodó személyek átadásáról és átvételéről szóló, Budapesten, 1997. június 4-én aláírt Megállapodás kihirdetéséről
- 2000. évi XXV. törvény 	 a kémiai biztonságról
- 2000. évi XXVI. törvény 	 a műemlékvédelemről szóló 1997. évi LIV. törvény módosításáról
- 2000. évi XXVII. törvény 	 a személyi jövedelemadó meghatározott részének az adózó rendelkezése szerinti felhasználásáról szóló 1996. évi CXXVI. törvény módosításáról
- 2000. évi XXVIII. törvény 	 a Magyar Köztársaság és a Lett Köztársaság között létrejött Szabadkereskedelmi Megállapodás kihirdetéséről
- 2000. évi XXIX. törvény 	 a Magyar Köztársaság és Mongólia között a baráti kapcsolatokról és az együttműködésről szóló, Budapesten, 1998. január 28-án aláírt Szerződés kihirdetéséről
- 2000. évi XXX. törvény 	 a Magyar Köztársaság és a Németországi Szövetségi Köztársaság között a szociális biztonságról szóló, 1998. május 2-án, Budapesten aláírt Egyezmény kihirdetéséről
- 2000. évi XXXI. törvény 	 az Európa Tanács 50. számú, egy Európai Gyógyszerkönyv kidolgozásáról szóló Egyezményéhez, valamint az arra vonatkozó 134. számú Jegyzőkönyvhöz történő csatlakozás megerősítéséről és kihirdetéséről
- 2000. évi XXXII. törvény 	 a vámjogról, a vámeljárásról, valamint a vámigazgatásról szóló 1995. évi C. törvény módosításáról
- 2000. évi XXXIII. törvény 	 a Munka Törvénykönyvéről szóló 1992. évi XXII. törvény, a köztisztviselők jogállásáról szóló 1992. évi XXIII. törvény, a közalkalmazottak jogállásáról szóló 1992. évi XXXIII. törvény, a bírák jogállásáról és javadalmazásáról szóló 1997. évi LXVII. törvény, az igazságügyi alkalmazottak szolgálati jogviszonyáról szóló 1997. évi LXVIII. törvény, az ügyészségi szolgálati viszonyról és az ügyészségi adatkezelésről szóló 1994. évi LXXX. törvény módosításáról
- 2000. évi XXXIV. törvény 	 a koncesszióról szóló 1991. évi XVI. törvény módosításáról
- 2000. évi XXXV. törvény 	 a növényvédelemről
- 2000. évi XXXVI. törvény 	 az Észak-atlanti Szerződés Szervezete Biztonsági Beruházási Programjában való részvételhez szükséges törvénymódosításokról
- 2000. évi XXXVII. törvény 	 a Gazdasági Együttműködési és Fejlesztési Szervezet (OECD) tagállamai, valamint Argentína, Brazília, Bulgária, Chile és Szlovákia által Párizsban, 1997. november 21-én elfogadott – a külföldi hivatalos személyek megvesztegetése elleni küzdelemről szóló – Egyezmény kihirdetéséről
- 2000. évi XXXVIII. törvény 	 a Magyar Köztársaság nemzeti jelképeinek és a Magyar Köztársaságra utaló elnevezésnek a használatáról szóló 1995. évi LXXXIII. törvény módosításáról
- 2000. évi XXXIX. törvény 	 a köztársasági elnök, a miniszterelnök, az Országgyűlés elnöke, az Alkotmánybíróság elnöke és a Legfelsőbb Bíróság elnöke tiszteletdíjáról és juttatásairól
- 2000. évi XL. törvény 	 a Budapest Sportcsarnok újjáépítéséről
- 2000. évi XLI. törvény 	 a lakások és helyiségek bérletére, valamint az elidegenítésükre vonatkozó egyes szabályokról szóló 1993. évi LXXVIII. törvény módosításáról
- 2000. évi XLII. törvény 	 a vízi közlekedésről
- 2000. évi XLIII. törvény a hulladékgazdálkodásról
- 2000. évi XLIV. törvény 	 a polgármesteri tisztség ellátásának egyes kérdéseiről és az önkormányzati képviselők tiszteletdíjáról szóló 1994. évi LXIV. törvény módosításáról
- 2000. évi XLV. törvény 	 a mezőgazdasági üzemi balesetek esetén járó kártérítésről szóló, a Nemzetközi Munkaügyi Konferencia 1921. évi 3. ülésszakán elfogadott 12. számú Egyezmény kihirdetéséről
- 2000. évi XLVI. törvény 	 az ólomfehérnek a festőiparban való alkalmazásáról szóló, a Nemzetközi Munkaügyi Konferencia 1921. évi 3. ülésszakán elfogadott 13. számú Egyezmény kihirdetéséről
- 2000. évi XLVII. törvény 	 az ipari üzemekben biztosított heti pihenőnapról szóló, a Nemzetközi Munkaügyi Konferencia 1921. évi 3. ülésszakán elfogadott 14. számú Egyezmény kihirdetéséről
- 2000. évi XLVIII. törvény 	 a kényszer- vagy kötelező munkáról szóló, a Nemzetközi Munkaügyi Konferencia 1930. évi 14. ülésszakán elfogadott 29. számú Egyezmény kihirdetéséről
- 2000. évi XLIX. törvény 	 a gyermekek és fiatalkorúak ipari munkára való alkalmasságát megállapító orvosi vizsgálatról szóló, a Nemzetközi Munkaügyi Konferencia 1946. évi 29. ülésszakán elfogadott 77. számú Egyezmény kihirdetéséről
- 2000. évi L. törvény 	 a gyermekek és fiatalkorúak nem-ipari munkára való alkalmasságát megállapító orvosi vizsgálatról szóló, a Nemzetközi Munkaügyi Konferencia 1946. évi 29. ülésszakán elfogadott 78. számú Egyezmény kihirdetéséről
- 2000. évi LI. törvény 	 az iparban és a kereskedelemben történő munkaügyi ellenőrzésről szóló, a Nemzetközi Munkaügyi Konferencia 1947. évi 30. ülésszakán elfogadott 81. számú Egyezmény kihirdetéséről
- 2000. évi LII. törvény 	 az egyesülési szabadság és a szervezkedési jog védelméről szóló, a Nemzetközi Munkaügyi Konferencia 1948. évi 31. ülésszakán elfogadott 87. számú Egyezmény kihirdetéséről
- 2000. évi LIII. törvény 	 a munkaerőpiaci szolgáltatás szervezetéről szóló, a Nemzetközi Munkaügyi Konferencia 1948. évi 31. ülésszakán elfogadott 88. számú Egyezmény kihirdetéséről
- 2000. évi LIV. törvény 	 a munkabér védelméről szóló, a Nemzetközi Munkaügyi Konferencia 1949. évi 32. ülésszakán elfogadott 95. számú Egyezmény kihirdetéséről
- 2000. évi LV. törvény 	 a szervezkedési jog és a kollektív tárgyalási jog elveinek alkalmazásáról szóló, a Nemzetközi Munkaügyi Konferencia 1949. évi 32. ülésszakán elfogadott 98. számú Egyezmény kihirdetéséről
- 2000. évi LVI. törvény 	 a mezőgazdasági minimálbérek megállapításáról szóló, a Nemzetközi Munkaügyi Konferencia 1951. évi 34. ülésszakán elfogadott 99. számú Egyezmény kihirdetéséről
- 2000. évi LVII. törvény	 a férfi és a női munkaerőnek egyenlő értékű munka esetén járó egyenlő díjazásáról szóló, a Nemzetközi Munkaügyi Konferencia 1951. évi 34. ülésszakán elfogadott 100. számú Egyezmény kihirdetéséről
- 2000. évi LVIII. törvény 	 az anyaság védelméről szóló, a Nemzetközi Munkaügyi Konferencia 1952. évi 35. ülésszakán elfogadott 103. számú Egyezmény kihirdetéséről
- 2000. évi LIX. törvény 	 a kényszermunka felszámolásáról szóló, a Nemzetközi Munkaügyi Konferencia 1957. évi 40. ülésszakán elfogadott 105. számú Egyezmény kihirdetéséről
- 2000. évi LX. törvény 	 a foglalkoztatásból és a foglalkozásból eredő hátrányos megkülönböztetésről szóló, a Nemzetközi Munkaügyi Konferencia 1958. évi 42. ülésszakán elfogadott 111. számú Egyezmény kihirdetéséről
- 2000. évi LXI. törvény 	 a munkavállalók ionizáló sugárzás elleni védelméről szóló, a Nemzetközi Munkaügyi Konferencia 1960. évi 44. ülésszakán elfogadott 115. számú Egyezmény kihirdetéséről
- 2000. évi LXII. törvény 	 a foglalkoztatáspolitikáról szóló, a Nemzetközi Munkaügyi Konferencia 1964. évi 48. ülésszakán elfogadott 122. számú Egyezmény kihirdetéséről
- 2000. évi LXIII. törvény 	 a föld alatti bányamunkában foglalkoztatott fiatalkorúak orvosi alkalmassági vizsgálatáról szóló, a Nemzetközi Munkaügyi Konferencia 1965. évi 49. ülésszakán elfogadott 124. számú Egyezmény kihirdetéséről
- 2000. évi LXIV. törvény 	 a munkavállaló által hordozható legnagyobb megengedett teherről szóló, a Nemzetközi Munkaügyi Konferencia 1967. évi 51. ülésszakán elfogadott 127. számú Egyezmény kihirdetéséről
- 2000. évi LXV. törvény	 a mezőgazdasági munkaügyi ellenőrzésről szóló, a Nemzetközi Munkaügyi Konferencia 1969. évi 53. ülésszakán elfogadott 129. számú Egyezmény kihirdetéséről
- 2000. évi LXVI. törvény 	 a fizetett éves szabadságról szóló, a Nemzetközi Munkaügyi Konferencia 1970. évi 54. ülésszakán elfogadott 132. számú Egyezmény kihirdetéséről
- 2000. évi LXVII. törvény 	 a munkavállalók üzemi képviselőinek védelméről és kedvezményeiről szóló, a Nemzetközi Munkaügyi Konferencia 1971. évi 56. ülésszakán elfogadott 135. számú Egyezmény kihirdetéséről
- 2000. évi LXVIII. törvény 	 a benzolártalmak elleni védekezésről szóló, a Nemzetközi Munkaügyi Konferencia 1971. évi 56. ülésszakán elfogadott 136. számú Egyezmény kihirdetéséről
- 2000. évi LXIX. törvény 	 a foglalkoztatás alsó korhatáráról szóló, a Nemzetközi Munkaügyi Konferencia 1973. évi 58. ülésszakán elfogadott 138. számú Egyezmény kihirdetéséről
- 2000. évi LXX. törvény 	 a mezőgazdasági munkavállalók szervezeteiről és a gazdasági és társadalmi fejlődésben betöltött szerepükről szóló, a Nemzetközi Munkaügyi Konferencia 1975. évi 60. ülésszakán elfogadott 141. számú Egyezmény kihirdetéséről
- 2000. évi LXXI. törvény 	 a nemzetközi munkaügyi normák alkalmazásának előmozdítása érdekében folytatott háromoldalú tanácskozásokról szóló, a Nemzetközi Munkaügyi Konferencia 1976. évi 61. ülésszakán elfogadott 144. számú Egyezmény kihirdetéséről
- 2000. évi LXXII. törvény 	 a munkavállalóknak a munkahelyi levegőszennyeződés, a zaj és rezgés által okozott foglalkozási veszélyek elleni védelméről szóló, a Nemzetközi Munkaügyi Konferencia 1977. évi 63. ülésszakán elfogadott 148. számú Egyezmény kihirdetéséről
- 2000. évi LXXIII. törvény 	 a közszolgálatban foglalkoztatottak szervezkedési szabadságának védelméről és a foglalkoztatási feltételeik megállapításával kapcsolatos eljárásokról szóló, a Nemzetközi Munkaügyi Konferencia 1978. évi 64. ülésszakán elfogadott 151. számú Egyezmény kihirdetéséről
- 2000. évi LXXIV. törvény 	 a kollektív tárgyalások előmozdításáról szóló, a Nemzetközi Munkaügyi Konferencia 1981. évi 67. ülésszakán elfogadott 154. számú Egyezmény kihirdetéséről
- 2000. évi LXXV. törvény 	 a munkavállalók biztonságáról, egészségéről és a munkakörnyezetről szóló, a Nemzetközi Munkaügyi Konferencia 1981. évi 67. ülésszakán elfogadott 155. számú Egyezmény kihirdetéséről
- 2000. évi LXXVI. törvény 	 a tengerészek tengeren és kikötőben való jóléti ellátásáról szóló, a Nemzetközi Munkaügyi Konferencia 1987. évi 74. ülésszakán elfogadott 163. számú Egyezmény kihirdetéséről
- 2000. évi LXXVII. törvény 	 a tengerészek egészségvédelméről és orvosi ellátásáról szóló, a Nemzetközi Munkaügyi Konferencia 1987. évi 74. ülésszakán elfogadott 164. számú Egyezmény kihirdetéséről
- 2000. évi LXXVIII. törvény 	 a tengerészek szociális biztonságáról szóló, a Nemzetközi Munkaügyi Konferencia 1987. évi 74. ülésszakán elfogadott 165. számú Egyezmény kihirdetéséről
- 2000. évi LXXIX. törvény 	 a tengerészek repatriálásáról szóló, a Nemzetközi Munkaügyi Konferencia 1987. évi 74. ülésszakán elfogadott 166. számú Egyezmény kihirdetéséről
- 2000. évi LXXX. törvény 	 az építkezéssel kapcsolatos biztonsági és egészségügyi kérdésekről szóló, a Nemzetközi Munkaügyi Konferencia 1988. évi 75. ülésszakán elfogadott 167. számú Egyezmény kihirdetéséről
- 2000. évi LXXXI. törvény 	 a Magyar Köztársaság és a Litván Köztársaság között létrejött Szabadkereskedelmi Megállapodás kihirdetéséről
- 2000. évi LXXXII. törvény 	 a Magyar Köztársaság és Mongólia között a kettős adóztatás elkerüléséről és az adóztatás kijátszásának megakadályozásáról a jövedelemadók és a vagyonadók területén Ulánbátorban, 1994. szeptember 13-án aláírt Egyezmény kihirdetéséről
- 2000. évi LXXXIII. törvény 	 a gazdasági kamarák feladatainak átadásával összefüggő törvénymódosításokról
- 2000. évi LXXXIV. törvény 	 a Magyar Növényvédő Mérnöki és Növényorvosi Kamaráról
- 2000. évi LXXXV. törvény 	 egyes nemzetközi egyezményeket kihirdető törvényerejű rendeletek hatályon kívül helyezéséről
- 2000. évi LXXXVI. törvény 	 a helyi önkormányzatok 2000. évi új címzett támogatásáról
- 2000. évi LXXXVII. törvény 	 a magzati élet védelméről szóló 1992. évi LXXIX. törvény módosításáról
- 2000. évi LXXXVIII. törvény 	 a polgári törvénykönyv módosításáról
- 2000. évi LXXXIX. törvény 	 egyes miniszterek feladat- és hatáskörének változásával összefüggésben szükséges törvénymódosításokról
- 2000. évi XC. törvény 	 a külügyminiszter feladat- és hatáskörének a külgazdasági feladatokkal történő kiegészítésével összefüggésben szükséges törvénymódosításokról
- 2000. évi XCI. törvény 	 a Magyar Köztársaság Alkotmányáról szóló 1949. évi XX. törvény módosításáról
- 2000. évi XCII. törvény 	 a honvédelemről szóló 1993. évi CX. törvény módosításáról
- 2000. évi XCIII. törvény 	 az egyes fontos tisztségeket betöltő személyek ellenőrzéséről és a Történeti Hivatalról szóló 1994. évi XXIII. törvény módosításáról
- 2000. évi XCIV. törvény 	 az állami tulajdonban lévő ingatlanok pártok által történő használatáról
- 2000. évi XCV. törvény 	 az állam tulajdonában és pártok használatában álló ingatlanok hasznosításának rendezéséről
- 2000. évi XCVI. törvény 	 a helyi önkormányzati képviselők jogállásának egyes kérdéseiről
- 2000. évi XCVII. törvény a felsőoktatásról szóló 1993. évi LXXX. törvény és a közoktatásról szóló 1993. évi LXXIX. törvény módosításáról
- 2000. évi XCVIII. törvény 	 a biztosítóintézetekről és a biztosítási tevékenységről szóló 1995. évi XCVI. törvény módosításáról
- 2000. évi XCIX. törvény 	 a szőlőtermesztésről és a borgazdálkodásról szóló 1997. évi CXXI. törvény, valamint a hegyközségekről szóló 1994. évi CII. törvény módosításáról
- 2000. évi C. törvény 	 a számvitelről
- 2000. évi CI. törvény	 a pénzmosásról, a bűncselekményből származó dolgok felkutatásáról, lefoglalásáról és elkobzásáról szóló, Strasbourgban, 1990. november 8-án kelt Egyezmény kihirdetéséről
- 2000. évi CII. törvény 	 a Magyar Köztársaság Kormánya és a Marokkói Királyság Kormánya között a beruházások kölcsönös elősegítéséről és védelméről Rabatban, 1991. december 12-én aláírt Megállapodás kihirdetéséről
- 2000. évi CIII. törvény 	 a vámjogról, a vámeljárásról, valamint a vámigazgatásról szóló 1995. évi C. törvény módosításáról
- 2000. évi CIV. törvény 	 a hadigondozásról szóló 1994. évi XLV. törvény módosításáról
- 2000. évi CV. törvény 	 a helyi adókról szóló 1990. évi C. törvény módosításáról
- 2000. évi CVI. törvény 	 a bírák jogállásáról és javadalmazásáról szóló 1997. évi LXVII. törvény és az ügyészségi szolgálati viszonyról és az ügyészségi adatkezelésről szóló 1994. évi LXXX. törvény módosításáról
- 2000. évi CVII. törvény 	 a felsőoktatásról szóló 1993. évi LXXX. törvény módosításáról
- 2000. évi CVIII. törvény 	 a kötelező gazdasági kamarai tagság megszűnésével összefüggő cégeljárásról
- 2000. évi CIX. törvény 	 az Észak-atlanti Szerződés Szervezetével aláírt „Békepartnerség” program Keretdokumentumának törvénybe iktatásáról, és annak a Magyar Köztársaság által történő végrehajtásáról szóló 1995. évi LXVII. törvény módosításáról
- 2000. évi CX. törvény 	 a joghatóságra és külföldi határozatok elismerésére és végrehajtására vonatkozó egyes jogszabályok módosításáról
- 2000. évi CXI. törvény 	 a szőlőtermesztésről és a borgazdálkodásról szóló 1997. évi CXXI. törvény módosításáról
- 2000. évi CXII. törvény 	 a Balaton Kiemelt Üdülőkörzet Területrendezési Tervének elfogadásáról és a Balatoni Területrendezési Szabályzat megállapításáról
- 2000. évi CXIII. törvény 	 az adókra, járulékokra és egyéb költségvetési befizetésekre vonatkozó egyes törvények módosításáról
- 2000. évi CXIV. törvény 	 a Dunán való hajózás rendjének szabályozása tárgyában Belgrádban, 1948. augusztus hó 18. napján kelt Egyezmény 1998. március hó 26-án kelt Kiegészítő Jegyzőkönyve és annak Aláírási Jegyzőkönyve kihirdetéséről
- 2000. évi CXV. törvény 	 a Délkelet-Európai Együttműködési Kezdeményezés (SECI) keretében létrejött, az országhatárokat átlépő bűnözés megelőzésében és leküzdésében való együttműködésről szóló, Bukarestben, 1999. május 26-án aláírt Megállapodás kihirdetéséről és az Európai Unió bűnüldözési információs rendszere és a Nemzetközi Bűnügyi Rendőrség Szervezete keretében megvalósuló együttműködésről és információcseréről szóló 1999. évi LIV. törvény, valamint az államtitokról és a szolgálati titokról szóló 1995. évi LXV. törvény módosításáról
- 2000. évi CXVI. törvény 	 az egészségügyi közvetítői eljárásról
- 2000. évi CXVII. törvény 	 az önálló kereskedelmi ügynöki szerződésről
- 2000. évi CXVIII. törvény 	 a Magyar Köztársaság 1999. évi költségvetésének végrehajtásáról
- 2000. évi CXIX. törvény 	 a társadalombiztosítás pénzügyi alapjai 1999. évi költségvetésének végrehajtásáról
- 2000. évi CXX. törvény 	 az Országos Rádió és Televízió Testület 1999. évi költségvetésének végrehajtásáról
- 2000. évi CXXI. törvény 	 a személyi jövedelemadó meghatározott részének az adózó rendelkezése szerinti felhasználásáról szóló 1996. évi CXXVI. törvény módosításáról
- 2000. évi CXXII. törvény 	 a külföldre utazásról szóló 1998. évi XII. törvény módosításáról
- 2000. évi CXXIII. törvény 	 a Magyar Köztársaság és az Osztrák Köztársaság között a szociális biztonságról szóló, 1999. március 31-én, Budapesten aláírt Egyezmény kihirdetéséről
- 2000. évi CXXIV. törvény 	 a hitelintézetekről és a pénzügyi vállalkozásokról szóló 1996. évi CXII. törvény módosításáról
- 2000. évi CXXV. törvény 	 a Büntető Törvénykönyvről szóló 1978. évi IV. törvény módosításáról
- 2000. évi CXXVI. törvény 	 a Szervezett Bűnözés Elleni Koordinációs Központról
- 2000. évi CXXVII. törvény 	 egyes közlekedési törvények módosításáról
- 2000. évi CXXVIII. törvény 	 a közúti közlekedési előéleti pontrendszerről
- 2000. évi CXXIX. törvény 	 a környezet védelmének általános szabályairól szóló 1995. évi LIII. törvény módosításáról
- 2000. évi CXXX. törvény 	 az 1956. évi forradalom és szabadságharc utáni leszámolással összefüggő elítélések semmisségének megállapításáról
- 2000. évi CXXXI. törvény 	 a helyi önkormányzatok címzett és céltámogatással folyamatban lévő egyes beruházásainak befejezése érdekében szükséges törvénymódosításokról
- 2000. évi CXXXII. törvény 	 az okmánykiadással és nyilvántartással összefüggő egyes törvények módosításáról
- 2000. évi CXXXIII. törvény 	 a Magyar Köztársaság 2001. és 2002. évi költségvetéséről
- 2000. évi CXXXIV. törvény 	 az Országos Rádió és Televízió Testület 2001. évi költségvetéséről
- 2000. évi CXXXV. törvény 	 az Országos Rádió és Televízió Testület  2002. évi költségvetéséről
- 2000. évi CXXXVI. törvény 	 a bírósági végrehajtásról szóló 1994. évi LIII. törvény és a kapcsolódó jogszabályok módosításáról
- 2000. évi CXXXVII. törvény 	 a zálogjoggal kapcsolatos törvényi szabályozás módosításáról
- 2000. évi CXXXVIII. törvény 	 a tisztességtelen piaci magatartás és a versenykorlátozás tilalmáról szóló 1996. évi LVII. törvény módosításáról
- 2000. évi CXXXIX. törvény 	 a fegyveres biztonsági őrségről, a természetvédelmi és a mezei őrszolgálatról szóló 1997. évi CLIX. törvény módosításáról
- 2000. évi CXL. törvény 	 a Nemzeti Kulturális Alapprogramról szóló 1993. évi XXIII. törvény módosításáról
- 2000. évi CXLI. törvény 	 az új szövetkezetekről
- 2000. évi CXLII. törvény 	 a szőlőtermesztésről és a borgazdálkodásról szóló 1997. évi CXXI. törvény módosításáról
- 2000. évi CXLIII. törvény 	 a szőlő- és gyümölcsös ültetvények összeírásáról
- 2000. évi CXLIV. törvény 	 a mezőgazdasági szövetkezeti üzletrészről
- 2000. évi CXLV. törvény 	 a sportról

### Országgyűlési határozatok (105)
- 1/2000. (II. 8.) OGY határozat  az Országgyűlés bizottságainak létrehozásáról, tisztségviselőinek és tagjainak megválasztásáról szóló 39/1998. (VI. 29.) OGY határozat módosításáról
- 2/2000. (II. 8.) OGY határozat mentelmi jog fenntartásáról
- 3/2000. (II. 16.) OGY határozat az ENSZ Élelmezési és Mezőgazdasági Szervezete (FAO) keretében 1951. december 6-án létrehozott és 1952. április 3-án hatályba lépett Nemzetközi Növényvédelmi Egyezménynek a FAO-konferencia 1997. novemberi, huszonkilencedik ülésszakán elfogadott módosításainak megerősítéséről
- 4/2000. (II. 16.) OGY határozat a Nemzetközi Tengerészeti Szervezetről szóló, Genfben, az 1948. évi március hó 5. napján kelt egyezmény módosításának elfogadásáról
- 5/2000. (II. 16.) OGY határozat az Országgyűlés bizottságainak létrehozásáról, tisztségviselőinek és tagjainak megválasztásáról szóló 39/1998. (VI. 29.) OGY határozat módosításáról
- 6/2000. (II. 16.) OGY határozat a 2000. évben a két- és többoldalú megállapodások alapján tervezett, országgyűlési hozzájárulást igénylő csapatmozgásokról, illetve a hazai gyakorló- és lőterek külföldiek által, térítés ellenében történő igénybevételéről
- 7/2000. (II. 16.) OGY határozat a fegyveres erők részletes bontású létszámáról szóló 124/1997. (XII. 18.) OGY határozat módosításáról
- 8/2000. (III. 3.) OGY határozat a Választási Rendszer Reformját Előkészítő eseti bizottság létrehozásáról szóló 16/1999. (III. 8.) OGY határozat módosításáról
- 9/2000. (III. 3.) OGY határozat az „Országgyűlési vizsgáló bizottság létrehozásáról az esetleges korrupciós ügyek feltárására az olajügyek és a szervezett bűnözés között” elnevezésű vizsgáló bizottság tisztségviselőinek és tagjainak megválasztásáról szóló 109/1999. (XII. 22.) OGY határozat módosításáról
- 10/2000. (III. 3.) OGY határozat az Országgyűlés bizottságainak létrehozásáról, tisztségviselőinek és tagjainak megválasztásáról szóló 39/1998. (VI. 29.) OGY határozat módosításáról
- 11/2000. (III. 3.) OGY határozat mentelmi jog fenntartásáról
- 12/2000. (III. 3.) OGY határozat a Magyar Rádió Közalapítvány Kuratóriuma Elnöksége tisztségviselőjének és tagjainak megválasztásáról
- 13/2000. (III. 3.) OGY határozat az Országos Rádió és Televízió Testület elnökének és tagjainak megválasztásáról
- 14/2000. (III. 3.) OGY határozat a 2000. évben a két- és többoldalú megállapodások alapján tervezett, országgyűlési hozzájárulást igénylő csapatmozgásokról, illetve a hazai gyakorló- és lőterek külföldiek által, térítés ellenében történő igénybevételéről szóló 6/2000. (II. 16.) OGY határozat módosításáról
- 15/2000. (III. 3.) OGY határozat a Magyar Energia Hivatal 1997-1998. évi tevékenységéről szóló jelentés elfogadásáról
- 16/2000. (III. 3.) OGY határozat a Történeti Hivatal 1997-1998. évi tevékenységéről szóló J/1394. számú beszámoló elfogadásáról
- 17/2000. (III. 24.) OGY határozat a Nemzetközi Munkaügyi Szervezet által elfogadott, a gyermekmunka legrosszabb formáinak betiltásáról és felszámolására irányuló azonnali lépésekről szóló 182. számú Egyezmény megerősítéséről
- 18/2000. (III. 24.) OGY határozat a nemzetközi munkaügyi egyezményekről és ajánlásokról szóló beszámoló elfogadásáról
- 19/2000. (III. 24.) OGY határozat az 1968. évi november hó 8. napján, Bécsben aláírásra megnyitott Közúti Közlekedési Egyezmény és az Egyezményt kiegészítő európai Megállapodás módosításainak megerősítéséről
- 20/2000. (III. 24.) OGY határozat a határon túli magyarokra vonatkozó politikai feladatok végrehajtásáról, különös tekintettel a Magyar Állandó Értekezlet ajánlásaira címmel benyújtott jelentés elfogadásáról
- 21/2000. (III. 24.) OGY határozat a média közalapítványok ellenőrző testületei egy-egy tagjának megválasztásáról
- 22/2000. (III. 24.) OGY határozat a Hungária Televízió Közalapítvány Kuratóriuma Elnöksége tisztségviselőjének és tagjainak megválasztásáról
- 23/2000. (III. 24.) OGY határozat az Országgyűlés bizottságainak létrehozásáról, tisztségviselőinek és tagjainak megválasztásáról szóló 39/1998. (VI. 29.) OGY határozat módosításáról
- 24/2000. (III. 24.) OGY határozat a Magyar Energia Hivatal 1998-1999. évi tevékenységéről szóló beszámoló elfogadásáról
- 25/2000. (III. 24.) OGY határozat Barkóczy Gellért országgyűlési képviselő mentelmi ügyében
- 26/2000. (III. 24.) OGY határozat dr. Rapcsák András országgyűlési képviselő mentelmi ügyében
- 27/2000. (III. 24.) OGY határozat dr. Rapcsák András országgyűlési képviselő mentelmi ügyében
- 28/2000. (III. 24.) OGY határozat Szabó Lukács országgyűlési képviselő mentelmi ügyében
- 29/2000. (IV. 14.) OGY határozat a 47/2000. (IV. 10.) Korm. rendelettel bevezetett intézkedések érvényének meghosszabbítására történő felhatalmazásról
- 30/2000. (IV. 14.) OGY határozat a háború áldozatainak védelmére vonatkozóan Genfben, 1949. augusztus 12-én kötött Egyezményekhez a Magyar Népköztársaság által fűzött nyilatkozat és fenntartások visszavonásáról
- 31/2000 (IV. 14.) OGY határozat a közös magyar-amerikai katonai légi gyakorlatok magyarországi végrehajtásának engedélyezéséről
- 32/2000. (IV. 14.) OGY határozat a politikusokról és más közéleti személyiségekről, valamint azok családtagjairól az előző parlamenti ciklusban folytatott törvénytelen és titkos adatgyűjtés vizsgálatáról
- 33/2000. (IV. 14.) OGY határozat a Pénzügyi Szervezetek Állami Felügyelete elnökének megválasztásáról
- 34/2000. (IV. 14.) OGY határozat Molnár Róbert országgyűlési képviselő mentelmi ügyében
- 35/2000. (IV. 14.) OGY határozat Székely Zoltán országgyűlési képviselő mentelmi ügyében
- 36/2000. (V. 5.) OGY határozat a legfőbb ügyész megválasztásáról
- 37/2000. (V. 5.) OGY határozat a Budapest Sportcsarnok újjáépítésének támogatásáról
- 38/2000. (V. 5.) OGY határozat a holtágak megóvásával, hasznosításával és rehabilitációjával kapcsolatos további feladatokról
- 39/2000. (V. 5.) OGY határozat a júniusi, júliusi rendkívüli esőzés és vihar miatti védekezési és kárelhárítási intézkedésekről szóló beszámoló elfogadásához
- 40/2000. (V. 5.) OGY határozat a délszláv válság nyomán kialakult humanitárius szükséghelyzet megoldásában történő segítségnyújtás céljából a Magyar Köztársaság területén átengedett külföldi fegyveres erőkről, valamint áthaladásuk részleteiről szóló jelentés elfogadásáról
- 41/2000. (V. 5.) OGY határozat a társadalmi szervezetek 2000. évi költségvetési támogatásának elosztásáról
- 42/2000. (V. 5.) OGY határozat a nemzeti és etnikai kisebbségi szervezetek költségvetési támogatásáról
- 43/2000. (V. 5.) OGY határozat az Országgyűlés bizottságainak létrehozásáról, tisztségviselőinek és tagjainak megválasztásáról szóló 39/1998. (VI. 29.) OGY határozat módosításáról
- 44/2000. (V. 26.) OGY határozat a Délkelet-Európai Együttműködési Kezdeményezés (SECI) keretében létrejött, az országhatárokat átlépő bűnözés megelőzésében és leküzdésében való együttműködésről szóló, Bukarestben, 1999. május 26-án aláírt Megállapodás megerősítéséről
- 45/2000. (V. 26.) OGY határozat a Magyar Köztársaság és a Lett Köztársaság között a beruházások ösztönzéséről és kölcsönös védelméről Budapesten, 1999. június 10-én aláírt Megállapodás megerősítéséről
- 46/2000. (V. 26.) OGY határozat a Magyar Köztársaság és a Litván Köztársaság között a beruházások ösztönzéséről és kölcsönös védelméről Budapesten, 1999. május 25-én aláírt Megállapodás megerősítéséről
- 47/2000. (V. 26.) OGY határozat az Országgyűlés bizottságainak létrehozásáról, tisztségviselőinek és tagjainak megválasztásáról szóló 39/1998. (VI. 29.) OGY határozat módosításáról
- 48/2000. (V. 26.) OGY határozat dr. Tímár György országgyűlési képviselő mentelmi ügyében
- 49/2000. (V. 26.) OGY határozat az Állami Számvevőszék 1999. évi tevékenységéről szóló jelentés elfogadásáról
- 50/2000. (V. 26.) OGY határozat a munkanélküli ellátások körének felülvizsgálatáról
- 51/2000. (VI. 6.) OGY határozat köztársasági elnök választásáról
- 52/2000. (VI. 16.) OGY határozat az Országgyűlés bizottságainak létrehozásáról, tisztségviselőinek és tagjainak megválasztásáról szóló 39/1998. (VI. 29.) OGY határozat módosításáról
- 53/2000. (VI. 16.) OGY határozat az állampolgári jogok országgyűlési biztosának és általános helyettesének tevékenységéről szóló beszámoló elfogadásáról
- 54/2000. (VI. 16.) OGY határozat az adatvédelmi biztos beszámolójának elfogadásáról
- 55/2000. (VI. 16.) OGY határozat a nemzeti és etnikai kisebbségi jogok országgyűlési biztosának tevékenységéről szóló beszámoló elfogadásáról
- 56/2000. (VI. 16.) OGY határozat a Magyar Köztársaság Kormánya, az Albán Köztársaság Kormánya, a Bosznia-Hercegovinai Köztársaság Minisztertanácsa, a Németországi Szövetségi Köztársaság Kormánya, az Olasz Köztársaság Kormánya, a Horvát Köztársaság Kormánya, az Osztrák Szövetségi Kormány, a Svájci Szövetségi Tanács és a Szlovén Köztársaság Kormánya között a kiutazásra kötelezett jugoszláv állampolgárok átutazásának engedélyezéséről szóló, Berlinben, 2000. március 21-én aláírt Megállapodás megerősítéséről
- 57/2000. (VI. 16.) OGY határozat a Helyi Önkormányzatok Napja megünnepléséről
- 58/2000. (VI. 16.) OGY határozat a kommunista diktatúrák áldozatainak emléknapjáról
- 59/2000. (VI. 16.) OGY határozat a Szamos és a Tisza folyót ért cianid és nehézfém szennyezés okozta ökológiai szükséghelyzet orvoslására
- 60/2000. (VI. 21.) OGY határozat az állami tulajdonban lévő vagyontárgyakat fenyegető kockázatok kezelésével és egyéb kockázatkezelési kérdésekkel kapcsolatos egyes kormányzati feladatokról
- 61/2000. (VI. 21.) OGY határozat a Magyar Honvédség hosszú távú átalakításának irányairól
- 62/2000. (VI. 21.) OGY határozat a fegyveres erők részletes bontású létszámáról szóló 124/1997. (XII. 18.) OGY határozat módosításáról
- 63/2000. (VI. 21.) OGY határozat az egyes fontos tisztségeket betöltő személyek ellenőrzését végző bizottságok tagjainak megválasztásáról
- 64/2000. (VI. 21.) OGY határozat az Országgyűlés bizottságainak létrehozásáról, tisztségviselőinek és tagjainak megválasztásáról szóló 39/1998. (VI. 29.) OGY határozat módosításáról
- 65/2000. (VI. 21.) OGY határozat népi kezdeményezésről
- 66/2000. (IX. 13.) OGY határozat a Magyar Köztársaság hozzájárulásáról a Nemzetközi Valutaalapnak a súlyosan eladósodott, legszegényebb országokat támogató programjához
- 67/2000. (IX. 13.) OGY határozat az Európa Tanács 1999. január 27-én kelt Korrupció Elleni Büntetőjogi Egyezményének megerősítéséről
- 68/2000. (IX. 13.) OGY határozat a Magyar Köztársaság és a Portugál Köztársaság között, a jogellenesen tartózkodó személyeknek az államhatáron történő visszafogadásáról szóló, Lisszabonban, 2000. január 27. napján aláírt Egyezmény megerősítéséről
- 69/2000. (IX. 13.) OGY határozat az Országgyűlés bizottságainak létrehozásáról, tisztségviselőinek és tagjainak megválasztásáról szóló 39/1998. (VI. 29.) OGY határozat módosításáról
- 70/2000. (IX. 13.) OGY határozat Burány Sándor országgyűlési képviselő mentelmi ügyében
- 71/2000. (IX. 13.) OGY határozat dr. Rapcsák András országgyűlési képviselő mentelmi ügyében
- 72/2000. (IX. 13.) OGY határozat Szabó Lukács országgyűlési képviselő mentelmi ügyében
- 73/2000. (IX. 13.) OGY határozat dr. Szanyi Tibor országgyűlési képviselő mentelmi ügyében
- 74/2000. (IX. 29.) OGY határozat a Magyar Köztársaság és az Európai Közösségek és annak tagállamai között létrejött Európai Megállapodás intézményi vonatkozásainak az Osztrák Köztársaság, a Finn Köztársaság és a Svéd Királyság az Európai Unióhoz történt csatlakozását figyelembe vevő változásairól szóló Jegyzőkönyv megerősítéséről
- 75/2000. (IX. 29.) OGY határozat a délszláv helyzet stabilizálása érdekében az SFOR erőket felváltó erők tevékenységének elősegítéséről és ebben a magyar műszaki kontingens részvételéről szóló 18/1998. (III. 6.) OGY határozat módosításáról
- 76/2000. (IX. 29.) OGY határozat a Magyar Köztársaság és a Lengyel Köztársaság között a katasztrófák és más súlyos balesetek megelőzése és azok következményeinek felszámolása érdekében történő együttműködésről és kölcsönös segítségnyújtásról szóló, Varsóban, 2000. április 6-án aláírt Megállapodás megerősítéséről
- 77/2000. (IX. 29.) OGY határozat a nőkkel szembeni hátrányos megkülönböztetés minden formájának kiküszöböléséről szóló Egyezmény Kiegészítő Jegyzőkönyvéhez történő csatlakozásról
- 78/2000. (IX. 29.) OGY határozat a közúti járművek időszakos vizsgálata egységes feltételeinek elfogadásáról és ezen vizsgálat kölcsönös elismeréséről szóló, Bécsben, 1997. november 13-án aláírt Egyezmény megerősítéséről
- 79/2000. (IX. 29.) OGY határozat az Országgyűlés bizottságainak létrehozásáról, tisztségviselőinek és tagjainak megválasztásáról szóló 39/1998. (VI. 29.) OGY határozat módosításáról
- 80/2000. (IX. 29.) OGY határozat Pallag László mentelmi ügyében
- 81/2000. (IX. 29.) OGY határozat Pallag László mentelmi ügyében
- 82/2000. (IX. 29.) OGY határozat Pallag László mentelmi ügyében
- 83/2000. (IX. 29.) OGY határozat Pallag László mentelmi ügyében
- 84/2000. (X. 18.) OGY határozat dr. Juharos Róbert mentelmi ügyében
- 85/2000. (X. 18.) OGY határozat Székely Zoltán mentelmi ügyében
- 86/2000. (X. 20.) OGY határozat a magyar kontingens részvételéről a koszovói békefenntartásban részt vevő nemzetközi erőkben (KFOR) tárgyában hozott 55/1999. (VI. 16.) OGY határozat módosításáról
- 87/2000. (X. 20.) OGY határozat a közbeszerzésekről szóló 1995. évi XL. törvényben megfogalmazott jogalkotói szándék érvényesülését vizsgáló országgyűlési bizottság tisztségviselőinek és tagjainak megválasztásáról szóló 73/1999. (IX. 30.) OGY határozat módosításáról
- 88/2000. (X. 20.) OGY határozat az úgynevezett olajügyek kivizsgálásával kapcsolatos feladatokról
- 89/2000. (X. 20.) OGY határozat az Országgyűlés bizottságainak létrehozásáról, tisztségviselőinek és tagjainak megválasztásáról szóló 39/1998. (VI. 29.) OGY határozat módosításáról
- 90/2000. (XI. 10.) OGY határozat a közbeszerzésekről szóló 1995. évi XL. törvényben megfogalmazott jogalkotói szándék érvényesülését vizsgáló országgyűlési bizottság tisztségviselőinek és tagjainak megválasztásáról szóló 73/1999. (IX. 30.) OGY határozat módosításáról
- 91/2000. (XI. 30.) OGY határozat az Országgyűlés bizottságainak létrehozásáról, tisztségviselőinek és tagjainak megválasztásáról szóló 39/1998. (VI. 29.) OGY határozat módosításáról
- 92/2000. (XI. 30.) OGY határozat az Országgyűlés bizottságainak létrehozásáról, tisztségviselőinek és tagjainak megválasztásáról szóló 39/1998. (VI. 29.) OGY határozat módosításáról
- 93/2000. (XI. 30.) OGY határozat Szabó Lukács országgyűlési képviselő mentelmi ügyében
- 94/2000. (XII. 8.) OGY határozat az Országgyűlés bizottságainak létrehozásáról, tisztségviselőinek és tagjainak megválasztásáról szóló 39/1998. (VI. 29.) OGY határozat módosításáról
- 95/2000. (XII. 8.) OGY határozat Pallag László mentelmi ügyében
- 96/2000. (XII. 11.) OGY határozat a kábítószer-probléma visszaszorítása érdekében készített nemzeti stratégiai program elfogadásáról
- 97/2000. (XII. 14.) OGY határozat az Országgyűlés bizottságainak létrehozásáról, tisztségviselőinek és tagjainak megválasztásáról szóló 39/1998. (VI. 29.) OGY határozat módosításáról
- 98/2000. (XII. 14.) OGY határozat dr. Rapcsák András mentelmi ügyében
- 99/2000. (XII. 14.) OGY határozat Székely Zoltán mentelmi ügyében
- 100/2000. (XII. 20.) OGY határozat az agrárgazdaság 1999. évi helyzetéről szóló jelentés elfogadásáról
- 101/2000. (XII. 20.) OGY határozat a Gazdasági Versenyhivatal 1999. évi tevékenységéről és a versenytörvény alkalmazása során szerzett, a verseny tisztaságának és szabadságának érvényesülésével kapcsolatos tapasztalatokról szóló beszámoló elfogadásáról
- 102/2000. (XII. 20.) OGY határozat az olajügyek és a szervezett bűnözés közötti esetleges korrupciós ügyek feltárására létrejött vizsgálóbizottság jelentéséről
- 103/2000. (XII. 20.) OGY határozat az országgyűlési képviselők vagyoni helyzetét vizsgáló bizottság létrehozásáról
- 104/2000. (XII. 20.) OGY határozat az országgyűlési képviselők vagyoni helyzetét vizsgáló bizottság tisztségviselőjének és tagjainak megválasztásáról
- 105/2000. (XII. 20.) OGY határozat az Országgyűlés bizottságainak létrehozásáról, tisztségviselőinek és tagjainak megválasztásáról szóló 39/1998. (VI. 29.) OGY határozat módosításáról

### Kormányrendeletek (278)
- 1/2000. (I. 14.) Korm. rendelet 	 a lakáscélú támogatásokról szóló 106/1988. (XII. 26.) MT rendelet módosításáról
- 2/2000. (I. 18.) Korm. rendelet 	 a gazdasági miniszter feladat- és hatásköréről szóló 156/1998. (IX. 30.) Korm. rendelet módosításáról
- 3/2000. (I. 18.) Korm. rendelet 	 a külügyminiszter feladat- és hatásköréről szóló 152/1994. (XI. 17.) Korm. rendelet módosításáról
- 4/2000. (I. 21.) Korm. rendelet 	 a természetvédelmi őrökre, illetve őrszolgálatokra vonatkozó részletes szabályokról
- 5/2000. (I. 21.) Korm. rendelet 	 a Magyar Köztársaság és a Török Köztársaság között, az 1998. évi XX. törvénnyel kihirdetett Szabadkereskedelmi Megállapodás C Jegyzőkönyvének B Mellékletében szereplő élőmarhára és fagyasztott marhahúsra vonatkozó kompenzációról szóló vegyesbizottsági határozat kihirdetéséről
- 6/2000. (I. 21.) Korm. rendelet 	 a Magyar Köztársaság és a Török Köztársaság között, az 1998. évi XX. törvénnyel kihirdetett Szabadkereskedelmi Megállapodás D Jegyzőkönyvének módosításáról szóló vegyesbizottsági határozat kihirdetéséről
- 7/2000. (I. 27.) Korm. rendelet 	 a temetőkről és a temetkezésről szóló 1999. évi XLIII. törvény végrehajtásáról rendelkező 145/1999. (X. 1.) Korm. rendelet módosításáról
- 8/2000. (II. 2.) Korm. rendelet 	 a gyámhatóságokról, valamint a gyermekvédelmi és gyámügyi eljárásról szóló 149/1997. (IX. 10.) Korm. rendelet módosításáról
- 9/2000. (II. 2.) Korm. rendelet 	 a telepengedély alapján gyakorolható ipari és szolgáltató tevékenységekről, valamint a telepengedélyezés rendjéről szóló 80/1999. (VI. 11.) Korm. rendelet módosításáról
- 10/2000. (II. 2.) Korm. rendelet 	 a vízgazdálkodási hatósági jogkör gyakorlásáról szóló 72/1996. (V. 22.) Korm. rendelet módosításáról
- 11/2000. (II. 8.) Korm. rendelet 	 a külföldi kulturális intézetekről
- 12/2000. (II. 8.) Korm. rendelet 	 a központi költségvetés Honvédelmi Minisztérium fejezetéhez tartozó költségvetési szervek bevételei teljesítésének, kezelésének és befizetésének rendjéről
- 13/2000. (II. 11.) Korm. rendelet 	 a Magyar Köztársaság Kormánya és a Horvát Köztársaság Kormánya között sugaras veszélyhelyzet esetén adandó gyors értesítésről Zágrábban, 1999. június 11-én aláírt egyezmény kihirdetéséről
- 14/2000. (II. 11.) Korm. rendelet 	 a mezőgazdasági termelők agrártámogatás igénybevételével összefüggő adatszolgáltatásáról és nyilvántartásba vételéről szóló 236/1998. (XII. 30.) Korm. rendelet módosításáról
- 15/2000. (II. 11.) Korm. rendelet 	 a gazdasági kamarai törvény végrehajtását felügyelő kormánymegbízott feladat- és hatásköréről
- 16/2000. (II. 11.) Korm. rendelet 	 az érettségi vizsga vizsgaszabályzatának kiadásáról szóló 100/1997. (VI. 13.) Korm. rendelet módosításáról
- 17/2000. (II. 16.) Korm. rendelet 	 az akkreditált iskolai rendszerű felsőfokú szakképzésről szóló 45/1997. (III. 12.) Korm. rendelet módosításáról
- 18/2000. (II. 25.) Korm. rendelet 	 a háziorvosi működtetési jog megszerzéséről és visszavonásáról, valamint a háziorvosi tevékenységhez szükséges ingó, ingatlan vagyon és működtetési jog megszerzésének hitelfeltételeiről
- 19/2000. (II. 25.) Korm. rendelet 	 az egyetemi szintű filmelmélet és filmtörténet alapképzési szak képesítési követelményeiről
- 20/2000. (II. 25.) Korm. rendelet 	 az agrár-felsőoktatás alapképzési szakjainak képesítési követelményeiről szóló 146/1998. (IX. 9.) Korm. rendelet módosításáról
- 21/2000. (III. 3.) Korm. rendelet 	 az egészségügyi szolgáltatások Egészségbiztosítási Alapból történő finanszírozásának részletes szabályairól szóló 43/1999. (III. 3.) Korm. rendelet módosításáról
- 22/2000. (III. 8.) Korm. rendelet 	 az agrártámogatások igénybevételének általános feltételeiről szóló 273/1997. (XII. 22.) Korm. rendelet módosításáról
- 23/2000. (III. 8.) Korm. rendelet 	 az egyes szabálysértésekről szóló 218/1999. (XII. 28.) Korm. rendelet módosításáról
- 24/2000. (III. 8.) Korm. rendelet 	 a közalkalmazottak jogállásáról szóló 1992. évi XXXIII. törvény szociális, egészségügyi, család-, gyermek- és ifjúságvédelmi ágazatban történő végrehajtásáról szóló 113/1992. (VII. 14.) Korm. rendelet módosításáról
- 25/2000. (III. 8.) Korm. rendelet 	 a közalkalmazottak jogállásáról szóló 1992. évi XXXIII. törvény végrehajtásáról a közoktatási intézményekben tárgyú 138/1992. (X. 8.) Korm. rendelet módosításáról
- 26/2000. (III. 8.) Korm. rendelet 	 a közalkalmazottak jogállásáról szóló 1992. évi XXXIII. törvény végrehajtásáról a művészeti, a közművelődési és a közgyűjteményi területen foglalkoztatott közalkalmazottak jogviszonyával összefüggő egyes kérdések rendezéséről szóló 150/1992. (XI. 20.) Korm. rendelet módosításáról
- 27/2000. (III. 8.) Korm. rendelet 	 a közalkalmazottak jogállásáról szóló 1992. évi XXXIII. törvénynek a központi költségvetési szervként működő kutató- és kutatást kiegészítő intézeteknél és kutatókat foglalkoztató egyes intézményeknél történő végrehajtásáról rendelkező 49/1993. (III. 26.) Korm. rendelet módosításáról
- 28/2000. (III. 8.) Korm. rendelet 	 a sportesemények rendezéséről és a nézők biztonságáról
- 29/2000. (III. 8.) Korm. rendelet 	 a szakmai szorzó alkalmazásával meghatározott közalkalmazotti illetményre jogosító egyes munkakörökről
- 30/2000. (III. 10.) Korm. rendelet 	 a mezőgazdasági termelők kibontakozási hitelkonstrukciójáról és a gazdahitel programról
- 31/2000. (III. 14.) Korm. rendelet 	 a helyi önkormányzatok címzett és céltámogatásának, a céljellegű decentralizált támogatásának igénybejelentési, döntés-előkészítési és elszámolási rendjéről, valamint a Magyar Államkincstár finanszírozási, elszámolási és ellenőrzési feladatairól, továbbá a TÁKISZ feladatairól szóló 9/1998. (I. 23.) Korm. rendelet módosításáról
- 32/2000. (III. 14.) Korm. rendelet 	 a helyi önkormányzatok címzett és céltámogatási igénybejelentéséhez kapcsolódó megvalósíthatósági tanulmány tartalmáról és értékelésének rendjéről szóló 104/1998. (V. 22.) Korm. rendelet módosításáról
- 33/2000. (III. 17.) Korm. rendelet 	 a felszín alatti vizek minőségét érintő tevékenységekkel összefüggő egyes feladatokról
- 34/2000. (III. 17.) Korm. rendelet 	 a Magyar Köztársaság Kormánya és az Osztrák Köztársaság Kormánya között a szakmai képzési együttműködésről és a szakképzési vizsgabizonyítványok egyenértékűségének kölcsönös elismeréséről szóló, Bécsben, 1994. április 6-án aláírt Egyezmény szövegének kormányrendelettel történő kihirdetéséről szóló 159/1994. (XII. 2.) Korm. rendelet módosításáról
- 35/2000. (III. 17.) Korm. rendelet 	 a Magyar Köztársaság és az Európai Közösség között bizonyos borokra érvényes vámkontingensek kölcsönös felállításáról szóló megállapodás meghosszabbításáról szóló levélváltás kihirdetéséről
- 36/2000. (III. 17.) Korm. rendelet 	 a Magyar Köztársaság és az Amerikai Egyesült Államok Kormánya között a szervezett bűnözés megelőzésére és visszaszorítására vonatkozó információk cseréjéről szóló, Budapesten, 2000. január 13-án aláírt Egyetértési Nyilatkozat kihirdetéséről
- 37/2000. (III. 23.) Korm. rendelet 	 az emberi felhasználásra kerülő gyógyszerek gyártásának személyi és tárgyi feltételeiről
- 38/2000. (III. 23.) Korm. rendelet 	 a társadalombiztosítási támogatással rendelhető gyógyszerekről és ezeknek a társadalombiztosítási támogatás alapjául elfogadott árához nyújtott társadalombiztosítási támogatásáról szóló 2/1995. (II. 8.) NM rendelet módosításáról
- 39/2000. (III. 24.) Korm. rendelet 	 a magyar-szlovák légiközlekedési, Pozsonyban, 1999. szeptember 6-án aláírt Megállapodás kihirdetéséről
- 40/2000. (III. 24.) Korm. rendelet 	 az Országos Nukleárisbaleset-elhárítási Rendszerről szóló 248/1997. (XII. 20.) Korm. rendelet módosításáról
- 41/2000. (III. 24.) Korm. rendelet 	 a lakáscélú támogatásokról szóló 106/1988. (XII. 26.) MT rendelet módosításáról rendelkező 1/2000. (I. 14.) Korm. rendelet módosításáról
- 42/2000. (III. 24.) Korm. rendelet 	 egyes gyermekvédelmi és szociális jogszabályok módosításáról
- 43/2000. (IV. 7.) Korm. rendelet 	 a területi kiegyenlítést szolgáló fejlesztési célú támogatások felhasználásának részletes szabályairól szóló 32/1998. (II. 25.) Korm. rendelet módosításáról
- 44/2000. (IV. 7.) Korm. rendelet 	 a 2000. évi területfejlesztési célelőirányzat és a területi kiegyenlítést szolgáló fejlesztési célú támogatások megyék közti felosztásáról
- 45/2000. (IV. 7.) Korm. rendelet 	 a könyvtári dokumentumok beszerzése esetén igénybe vehető általános forgalmi adó visszatérítési támogatásról
- 46/2000. (IV. 7.) Korm. rendelet 	 a Zánkai Gyermek és Ifjúsági Centrum Oktatási és Üdültetési Közhasznú Társaság alapításáról szóló 21/1996. (II. 7.) Korm. rendelet módosításáról
- 47/2000. (IV. 10.) Korm. rendelet 	 veszélyhelyzet kihirdetéséről és az ennek során teendő intézkedésekről
- 48/2000. (IV. 13.) Korm. rendelet 	 a társadalombiztosítási támogatással rendelhető gyógyászati segédeszközökről és a támogatás összegéről
- 49/2000. (IV. 13.) Korm. rendelet 	 a Magyar Köztársaság Kormánya és a Meteorológiai Műholdak Hasznosításának Európai Szervezete (EUMETSAT) közötti Együttműködési Megállapodás kihirdetéséről
- 50/2000. (IV. 13.) Korm. rendelet 	 a területfejlesztési célelőirányzat 2000. évi felhasználásának részletes szabályairól
- 51/2000. (IV. 13.) Korm. rendelet 	 a vállalkozásoknak nyújtott állami támogatások előzetes bejelentési kötelezettségéről és annak Európai Megállapodással való összhangjának vizsgálatáról szóló 76/1999. (V. 26.) Korm. rendelet módosításáról
- 52/2000. (IV. 13.) Korm. rendelet 	 az Országos Atomenergia Bizottság feladatáról, hatásköréről, valamint az Országos Atomenergia Hivatal feladat- és hatásköréről, bírságolási jogköréről szóló 87/1997. (V. 28.) Korm. rendelet, továbbá a nukleáris export és import engedélyezéséről szóló 121/1997. (VII. 17.) Korm. rendelet módosításáról
- 53/2000. (IV. 13.) Korm. rendelet 	 az államigazgatási és szociális igazgatási felsőoktatás alapképzési szakjainak képesítési követelményeiről
- 54/2000. (IV. 13.) Korm. rendelet 	 a jogtudományi felsőoktatás alapképzési szakjainak képesítési követelményeiről
- 55/2000. (IV. 13.) Korm. rendelet 	 a természettudományos felsőoktatás alapképzési szakjainak képesítési követelményeiről szóló 166/1997. (X. 3.) Korm. rendelet módosításáról
- 56/2000. (IV. 19.) Korm. rendelet 	 a Magyar Köztársaság Kormánya és a Marokkói Királyság Kormánya között Budapesten, 1990. október 5-én aláírt nemzetközi közúti fuvarozási egyezmény kihirdetéséről
- 57/2000. (IV. 19.) Korm. rendelet 	 a Magyar Köztársaság Kormánya és a Szlovák Köztársaság Kormánya között, a két ország közös államhatárán, Esztergom és Párkány (Štúrovo) városok közötti közúti Duna-híd újjáépítéséről és a kapcsolódó létesítmények megépítéséről szóló, Esztergomban-Párkányban, 1999. szeptember 16-án aláírt Egyezmény kihirdetéséről
- 58/2000. (IV. 21.) Korm. rendelet 	 a veszélyhelyzet kihirdetéséről és az ennek során teendő intézkedésekről szóló 47/2000. (IV. 10.) Korm. rendelet módosításáról
- 59/2000. (V. 2.) Korm. rendelet 	 a veszélyhelyzet kihirdetéséről és az ennek során teendő intézkedésekről szóló 47/2000. (IV. 10.) Korm. rendelet módosításáról
- 60/2000. (V. 3.) Korm. rendelet 	 a helyi önkormányzatok állami támogatásaiból és hozzájárulásaiból a 2000. év elején kialakult árvízi katasztrófahelyzet pénzügyi fedezetének biztosítására történő átcsoportosításról
- 61/2000. (V. 3.) Korm. rendelet 	 a területfejlesztési önkormányzati társulások működéséhez kapcsolódó költségvetési hozzájárulásról
- 62/2000. (V. 4.) Korm. rendelet 	 az okmányirodák kijelöléséről és illetékességi területéről szóló 143/1999. (IX. 15.) Korm. rendelet módosításáról
- 63/2000. (V. 5.) Korm. rendelet 	 a Nemzeti alaptanterv kiadásáról szóló 130/1995. (X. 26.) Korm. rendelet módosításáról
- 64/2000. (V. 9.) Korm. rendelet 	 a szociális igazgatásról és szociális ellátásokról szóló 1993. évi III. törvénynek a rendszeres szociális segélyre vonatkozó rendelkezéseivel összefüggő egyes kormányrendeletek módosításáról
- 65/2000. (V. 9.) Korm. rendelet 	 a Karitatív Tanács megalakításáról és működésének részletes szabályairól
- 66/2000. (V. 19.) Korm. rendelet 	 a Miniszterelnöki Hivatalról szóló 137/1998. (VIII. 18.) Korm. rendelet módosításáról
- 67/2000. (V. 19.) Korm. rendelet 	 a tűzvédelmi hatósági tevékenység részletes szabályairól, a hivatásos önkormányzati tűzoltóságok illetékességi területéről szóló 115/1996. (VII. 24.) Korm. rendelet módosításáról
- 68/2000. (V. 19.) Korm. rendelet 	 a mérésügyről szóló 1991. évi XLV. törvény végrehajtásáról rendelkező 127/1991. (X. 9.) Korm. rendelet módosításáról
- 69/2000. (V. 19.) Korm. rendelet 	 a veszélyhelyzet kihirdetéséről és az ennek során teendő intézkedésekről szóló 47/2000. (IV. 10.) Korm. rendelettel kihirdetett veszélyhelyzet feloldásáról
- 70/2000. (V. 19.) Korm. rendelet 	 a környezetvédelmi termékdíjról, továbbá egyes termékek környezetvédelmi termékdíjáról szóló 1995. évi LVI. törvény végrehajtásához szükséges egyes intézkedésekről szóló 113/1995. (IX. 27.) Korm. rendelet módosításáról
- 71/2000. (V. 19.) Korm. rendelet 	 a külügyminiszter feladat- és hatáskörének kiegészítése miatt szükséges egyes jogszabályok módosításáról és hatályon kívül helyezéséről
- 72/2000. (V. 19.) Korm. rendelet 	 az atomenergia alkalmazási körébe tartozó egyes anyagok, berendezések és létesítmények tulajdonjoga megszerzésének speciális feltételeiről, valamint birtoklásuk, üzemben tartásuk bejelentésének rendjéről
- 73/2000. (V. 24.) Korm. rendelet 	 a Magyar Köztársaság Kormánya és a Cseh Köztársaság Kormánya között a gyakornokok cseréjéről szóló, Prágában, 1999. szeptember 9-én aláírt Egyezmény kihirdetéséről
- 74/2000. (V. 31.) Korm. rendelet 	 a Duna védelmére és fenntartható használatára irányuló együttműködésről szóló, 1994. június 29-én, Szófiában létrehozott Egyezmény kihirdetéséről
- 75/2000. (V. 31.) Korm. rendelet 	 a távközlési szám- és címgazdálkodásról, valamint annak eljárási szabályairól
- 76/2000. (V. 31.) Korm. rendelet 	 a 2001. évi népszámlálással kapcsolatos feladatokról
- 77/2000. (VI. 2.) Korm. rendelet 	 a Magyar Köztársaság Kormánya és a Nagy-Britannia és Észak-Írország Egyesült Királyság Kormánya között, a nemzetközi közúti személyszállításról szóló, Londonban, 1996. november 4-én aláírt Egyezmény kihirdetéséről
- 78/2000. (VI. 2.) Korm. rendelet 	 a Magyar Köztársaság Kormánya és a Szlovák Köztársaság Kormánya között, a nemzetközi közúti személyszállításról és árufuvarozásról szóló, Budapesten, 1999. július 6-án aláírt Egyezmény kihirdetéséről
- 79/2000. (VI. 8.) Korm. rendelet 	 a Magyar Köztársaság Kormánya és Új-Zéland Kormánya között a vízumkötelezettség kölcsönös megszüntetéséről szóló, jegyzékváltás útján létrejött megállapodás kihirdetéséről
- 80/2000. (VI. 8.) Korm. rendelet 	 az életüktől és szabadságuktól politikai okból jogtalanul megfosztottak kárpótlásáról szóló 1992. évi XXXII. törvény végrehajtásáról
- 81/2000. (VI. 8.) Korm. rendelet 	 a mezőgazdasági termelők agrártámogatás igénybevételével összefüggő adatszolgáltatásáról és nyilvántartásba vételéről szóló 236/1998. (XII. 30.) Korm. rendelet módosításáról
- 82/2000. (VI. 8.) Korm. rendelet 	 a Rendvédelmi Szervek Védelmi Szolgálatáról szóló 49/1995. (V. 4.) Korm. rendelet módosításáról
- 83/2000. (VI. 15.) Korm. rendelet 	 a főiskolai szintű igazságügyi ügyintéző alapképzési szak képesítési követelményeiről
- 84/2000. (VI. 15.) Korm. rendelet 	 az egyetemi szintű molekuláris biológus alapképzési szak képesítési követelményeiről
- 85/2000. (VI. 15.) Korm. rendelet 	 az egyetemi szintű ápoló alapképzési szak képesítési követelményeiről
- 86/2000. (VI. 15.) Korm. rendelet 	 a Magyar Szabadalmi Hivatalról
- 87/2000. (VI. 15.) Korm. rendelet 	 az építési műszaki ellenőri tevékenységről szóló 158/1997. (IX. 26.) Korm. rendelet módosításáról
- 88/2000. (VI. 15.) Korm. rendelet 	 az önkéntes ifjúsági építőtáborokat érintő egyes jogszabályok hatályon kívül helyezéséről
- 89/2000. (VI. 20.) Korm. rendelet 	 a vámjogról, a vámeljárásról, valamint a vámigazgatásról szóló 1995. évi C. törvény végrehajtására kiadott 45/1996. (III. 25.) Korm. rendelet módosításáról
- 90/2000. (VI. 20.) Korm. rendelet 	 a Magyar Köztársaság és a Németországi Szövetségi Köztársaság között a szociális biztonságról szóló, 1998. május 2-án, Budapesten aláírt Egyezmény végrehajtásáról szóló Megállapodás kihirdetéséről
- 91/2000. (VI. 22.) Korm. rendelet 	 a Magyar Köztársaság Kormánya és Azerbajdzsán Köztársaság Kormánya között a diplomata és szolgálati útlevéllel rendelkező állampolgárok vízummentességéről szóló Megállapodás kihirdetéséről
- 92/2000. (VI. 22.) Korm. rendelet 	 a Magyar Köztársaság Kormánya és az Örmény Köztársaság Kormánya között a diplomata és szolgálati útlevéllel rendelkező állampolgáraik kölcsönös vízummentességéről szóló Megállapodás kihirdetéséről
- 93/2000. (VI. 22.) Korm. rendelet 	 a Magyar Köztársaság Kormánya és Tadzsikisztán Kormánya között a diplomata és szolgálati útlevéllel rendelkező állampolgárok vízummentességéről szóló Megállapodás kihirdetéséről
- 94/2000. (VI. 22.) Korm. rendelet 	 a Magyar Köztársaság Kormánya és Türkmenisztán Kormánya között a diplomata és szolgálati útlevéllel rendelkező állampolgárok vízummentességéről szóló Megállapodás kihirdetéséről
- 95/2000. (VI. 22.) Korm. rendelet 	 a Magyar Köztársaság Kormánya és a Szingapúri Köztársaság Kormánya között a vízumkötelezettség kölcsönös megszüntetéséről jegyzékváltással 1994. szeptember 9-én létrejött megállapodás módosításáról szóló Megállapodás kihirdetéséről
- 96/2000. (VI. 22.) Korm. rendelet 	 a Magyar Köztársaság Kormánya és a Horvát Köztársaság Kormánya között a vízumkötelezettség kölcsönös megszüntetéséről szóló, Budapesten, 2000. május 23-án aláírt Megállapodás kihirdetéséről
- 97/2000. (VI. 22.) Korm. rendelet 	 a felsőoktatási intézményekben a képesítési követelmények alapján folyó alapképzési szakokon a nyelvvizsgák letételéről
- 98/2000. (VI. 22.) Korm. rendelet 	 a közalkalmazottakról szóló 1992. évi XXXIII. törvény végrehajtásáról a közoktatási intézményekben tárgyú 138/1992. (X. 8.) Korm. rendelet módosításáról
- 99/2000. (VI. 22.) Korm. rendelet 	 az egyetemi szintű romológia alapképzési szak képesítési követelményeiről
- 100/2000. (VI. 23.) Korm. rendelet 	 az információs társadalom megvalósításával összefüggő feladatokról, az informatikai kormánybiztos feladat- és hatásköréről
- 101/2000. (VI. 27.) Korm. rendelet 	 a lakáscélú támogatások módosításáról
- 102/2000. (VI. 28.) Korm. rendelet 	 a gazdasági miniszter feladat- és hatásköréről szóló 156/1998. (IX. 30.) Korm. rendelet módosításáról
- 103/2000. (VI. 28.) Korm. rendelet 	 a közlekedési és vízügyi miniszter feladat- és hatásköréről
- 104/2000. (VI. 28.) Korm. rendelet 	 az oktatási miniszter feladat- és hatásköréről szóló 162/1998. (IX. 30.) Korm. rendelet módosításáról
- 105/2000. (VI. 28.) Korm. rendelet 	 a szociális és családügyi miniszter feladat- és hatásköréről szóló 171/1998. (X. 15.) Korm. rendelet módosításáról
- 106/2000. (VI. 28.) Korm. rendelet 	 a soron kívüli gazdasági kamarai választások lebonyolításának szabályairól
- 107/2000. (VI. 28.) Korm. rendelet 	 az államháztartás működési rendjéről szóló 217/1998. (XII. 30.) Korm. rendelet, továbbá a társadalombiztosítás ellátásaira és a magánnyugdíjra jogosultakról, valamint e szolgáltatások fedezetéről szóló 1997. évi LXXX. törvény végrehajtására kiadott kormányrendeletek módosításáról
- 108/2000. (VI. 29.) Korm. rendelet 	 az emberi felhasználásra kerülő gyógyszerek, tápszerek ármegállapításáról
- 109/2000. (VI. 29.) Korm. rendelet 	 a járóbeteg-ellátás keretében rendelt gyógyszerek, gyógyászati segédeszközök és gyógyfürdő ellátások árához nyújtott támogatások elszámolásáról és folyósításáról szóló 134/1999. (VIII. 31.) Korm. rendelet módosításáról
- 110/2000. (VI. 29.) Korm. rendelet	 egyes gyógyszerek és gyógyászati segédeszközök beszerzéséről és forgalmazásáról
- 111/2000. (VI. 29.) Korm. rendelet 	 a kötelező egészségbiztosítás ellátásairól szóló 1997. évi LXXXIII. törvény végrehajtásáról rendelkező 217/1997. (XII. 1.) Korm. rendelet módosításáról
- 112/2000. (VI. 29.) Korm. rendelet 	 a Társadalombiztosítási Ár- és Támogatási Bizottság feladat- és hatásköréről, valamint működési rendjéről
- 113/2000. (VI. 29.) Korm. rendelet 	 a társadalombiztosítási támogatással rendelhető gyógyfürdő ellátások támogatásáról
- 114/2000. (VI. 29.) Korm. rendelet 	 a nemzeti vérkészlettel való gazdálkodás szabályairól
- 115/2000. (VI. 30.) Korm. rendelet 	 a központi költségvetési szervek központosított közbeszerzéseinek részletes szabályairól szóló, többször módosított 125/1996. (VII. 24.) Korm. rendelet módosításáról
- 116/2000. (VII. 6.) Korm. rendelet 	 a Magyar Köztársaság Kormánya és a Horvát Köztársaság Kormánya között a vámügyekben történő együttműködésről és kölcsönös segítségnyújtásról szóló Megállapodás kihirdetéséről
- 117/2000. (VII. 6.) Korm. rendelet 	 a New Yorkban, 1961. március 30-án kelt és a Népköztársaság Elnöki Tanácsának 1965. évi 4. törvényerejű rendeletével kihirdetett "Egységes Kábítószer Egyezmény" végrehajtásával kapcsolatos feladatok ellátásáról szóló 8/1968. (II. 9.) Korm. rendelet módosításáról
- 118/2000. (VII. 7.) Korm. rendelet 	 az ENSZ Biztonsági Tanácsa Eritreával és Etiópiával kapcsolatos 1298 (2000) határozatának végrehajtásáról
- 119/2000. (VII. 7.) Korm. rendelet 	 az egészségügyi dolgozók egyszeri, rendkívüli juttatásáról
- 120/2000. (VII. 7.) Korm. rendelet 	 a felsőoktatási intézmények képzési és fenntartási normatíva alapján történő finanszírozásáról
- 121/2000. (VII. 11.) Korm. rendelet 	 a Magyar Köztársaság Kormánya és az Orosz Föderáció Kormánya között Budapesten, 1999. szeptember 30-án aláírt állat-egészségügyi egyezmény jóváhagyásáról és kihirdetéséről
- 122/2000. (VII. 11.) Korm. rendelet 	 a Magyar Köztársaság Kormánya és a Szlovén Köztársaság Kormánya között a bizonyítványok és oklevelek kölcsönös elismeréséről szóló Egyezmény kihirdetéséről
- 123/2000. (VII. 11.) Korm. rendelet 	 a Magyar Köztársaság Kormánya és a Venezuelai Köztársaság Kormánya között a vízumkötelezettség kölcsönös megszüntetéséről szóló megállapodás kihirdetéséről
- 124/2000. (VII. 11.) Korm. rendelet 	 a területfejlesztési önkormányzati társulások működéséhez kapcsolódó költségvetési hozzájárulásról szóló 61/2000. (V. 3.) Korm. rendelet módosításáról
- 125/2000. (VII. 11.) Korm. rendelet 	 a Gazdasági Minisztérium Engedélyezési és Közigazgatási Hivataláról szóló 12/1999. (II. 1.) Korm. rendelet módosításáról
- 126/2000. (VII. 11.) Korm. rendelet 	 a diákigazolványról szóló 30/1999. (II. 15.) Korm. rendelet módosításáról
- 127/2000. (VII. 11.) Korm. rendelet 	 a nemesfémtárgyak és termékek vizsgálatáról és hitelesítéséről szóló 49/1998. (III. 27.) Korm. rendelet módosításáról
- 128/2000. (VII. 11.) Korm. rendelet 	 a gazdasági kamarák közigazgatási feladatainak átadásával kapcsolatos rendeletmódosításokról
- 129/2000. (VII. 11.) Korm. rendelet 	 az egyéni vállalkozói igazolványról
- 130/2000. (VII. 11.) Korm. rendelet 	 a határokat átlépő vízfolyások és nemzetközi tavak védelmére és használatára vonatkozó, Helsinkiben, 1992. március 17-én aláírt Egyezmény kihirdetéséről
- 131/2000. (VII. 14.) Korm. rendelet 	 a mezőgazdasági termelők kibontakozási hitelkonstrukciójáról és a gazdahitel programról szóló 30/2000. (III. 10.) Korm. rendelet módosításáról
- 132/2000. (VII. 14.) Korm. rendelet 	 a középületek fellobogózásának egyes kérdéseiről
- 133/2000. (VII. 24.) Korm. rendelet 	 a Magyar Köztársaság és az Európai Közösségek és annak tagállamai közötti Társulási Tanács 2/2000. számú, a Magyar Köztársaságnak az oktatás és a szakképzés területein megvalósuló közösségi programokban történő részvétele módozatainak és feltételeinek elfogadásáról szóló határozata kihirdetéséről
- 134/2000. (VII. 26.) Korm. rendelet 	 a gyámhatóságokról, valamint a gyermekvédelmi és gyámügyi eljárásról szóló 149/1997. (IX. 10.) Korm. rendelet módosításáról
- 135/2000. (VIII. 3.) Korm. rendelet 	 a Magyar Köztársaság Kormánya és az Orosz Föderáció Kormánya között a Magyar Népköztársaság Kormánya és a Szovjet Szocialista Köztársaságok Szövetségének Kormánya között az állampolgárok kölcsönös vízummentes utazásának feltételeiről szóló, 1978. november 24-én aláírt Egyezményhez készült, Moszkvában, 2000. május 18. napján aláírt Ideiglenes Kiegészítő Jegyzőkönyv kihirdetéséről
- 136/2000. (VIII. 9.) Korm. rendelet 	 a Magyar Köztársaság Kormánya és az Albán Köztársaság Kormánya között a terrorizmus, a kábítószer illegális forgalma és a szervezett bűnözés elleni harcban történő együttműködésről szóló, Budapesten, 1999. év február hó 12. napján aláírt Megállapodás kihirdetéséről
- 137/2000. (VIII. 9.) Korm. rendelet 	 a befektetési szolgáltatási tevékenységet folytató gazdálkodó szervezet üzleti-befektetési szolgáltatási tevékenységéhez kapcsolódó, a Pénzügyi Szervezetek Állami Felügyelete részére történő adatszolgáltatási kötelezettségéről
- 138/2000. (VIII. 9.) Korm. rendelet 	 a fegyveres szervek hivatásos állományú tagjainak szolgálati viszonyáról szóló 1996. évi XLIII. törvény végrehajtásáról szóló 140/1996. (VIII. 31.) Korm. rendelet módosításáról
- 139/2000. (VIII. 9.) Korm. rendelet 	 egyes kormányrendeleteknek a miniszterek feladat- és hatáskörének változásával összefüggésben szükséges módosításáról
- 140/2000. (VIII. 9.) Korm. rendelet 	 a személyes gondoskodást nyújtó szociális intézmény és a falugondnoki szolgálat működésének engedélyezéséről, továbbá a szociális vállalkozás engedélyezéséről szóló 188/1999. (XII. 16.) Korm. rendelet módosításáról
- 141/2000. (VIII. 9.) Korm. rendelet 	 a súlyos fogyatékosság minősítésének és felülvizsgálatának, valamint a fogyatékossági támogatás folyósításának szabályairól
- 142/2000. (VIII. 17.) Korm. rendelet 	 a Magyar Köztársaság Kormánya és az Amerikai Egyesült Államok Kormánya közötti tudományos és technológiai együttműködési Egyezmény kihirdetéséről
- 143/2000. (VIII. 17.) Korm. rendelet 	 a Magyar Köztársaság Kormánya és az Orosz Föderáció Kormánya közötti növényvédelmi karantén és a növényvédelmi együttműködésről szóló egyezményt kihirdető 128/1996. (VII. 25.) Korm. rendelet módosításáról
- 144/2000. (VIII. 23.) Korm. rendelet 	 a Magyar Köztársaság Kormánya és az Orosz Föderáció Kormánya között a világűr kutatásában és békés célú felhasználásában való együttműködésről szóló, Budapesten, 1999. október 20-án aláírt Egyezmény kihirdetéséről
- 145/2000. (VIII. 23.) Korm. rendelet 	 a Magyar Köztársaság Kormánya és a Francia Köztársaság Kormánya között a vámügyekben történő kölcsönös adminisztratív segítségnyújtásról szóló Egyezmény kihirdetéséről
- 146/2000. (VIII. 23.) Korm. rendelet 	 a Magyar Köztársaság Kormánya és Nagy-Britannia és Észak-Írország Egyesült Királyságának Kormánya között a kábítószerek illegális forgalma, a szervezett bűnözés, a nemzetközi terrorizmus és az illegális migráció elleni harcban történő együttműködésről szóló, Londonban, 2000. február 9-én aláírt Egyetértési Nyilatkozat kihirdetéséről
- 147/2000. (VIII. 23.) Korm. rendelet 	 az egyetemi és főiskolai hallgatók részére nyújtható támogatásokról és az általuk fizetendő díjakról és térítésekről szóló 144/1996. (IX. 17.) Korm. rendelet módosításáról
- 148/2000. (VIII. 31.) Korm. rendelet 	 a Magyar Köztársaság Kormánya és a Szlovák Köztársaság Kormánya között a Magyar Köztársaságban és a Szlovák Köztársaságban kiállított, végzettséget tanúsító okiratok egyenértékűségének kölcsönös elismeréséről szóló Egyezmény kihirdetéséről
- 149/2000. (VIII. 31.) Korm. rendelet 	 a Magyar Köztársaság Kormánya és az Európa Tanács tagállamai között, 1992. január 16-án kelt, Vallettában aláírt, a régészeti örökség védelméről szóló Európai Egyezmény kihirdetéséről
- 150/2000. (VIII. 31.) Korm. rendelet 	 az épített környezet alakításával és védelmével kapcsolatos műszaki szakértői tevékenység gyakorlásának általános szabályairól szóló 159/1997. (IX. 26.) Korm. rendelet módosításáról
- 151/2000. (IX. 1.) Korm. rendelet 	 a nemzetközi jelentőségű vízi utakról szóló európai Megállapodás kihirdetéséről
- 152/2000. (IX. 8.) Korm. rendelet 	 az egészségügyi szolgáltatások Egészségbiztosítási Alapból történő finanszírozásának részletes szabályairól szóló 43/1999. (III. 3.) Korm. rendelet módosításáról
- 153/2000. (IX. 13.) Korm. rendelet 	 az államháztartás működési rendjéről szóló 217/1998. (XII. 30.) Korm. rendelet módosításáról
- 154/2000. (IX. 13.) Korm. rendelet 	 a Magyar Köztársaság Kormánya és a Moldovai Köztársaság Kormánya között a háborúkban elesett katonák és polgári áldozatok emlékhelyeinek megőrzéséről és megörökítéséről, valamint sírjaik jogi helyzetéről szóló, Kisinyovban, 1998. március 2-án aláírt Megállapodás kihirdetéséről
- 155/2000. (IX. 13.) Korm. rendelet 	 a Magyar Köztársaság Kormánya és Svájc Szövetségi Tanácsa között a vízumkényszer megszüntetéséről szóló, 1990. augusztus 7-én aláírt Megállapodás módosítására vonatkozó Megállapodás kiegészítéséről szóló szóbeli jegyzék kihirdetéséről
- 156/2000. (IX. 13.) Korm. rendelet 	 az egyes távközlési szolgáltatások engedélyezéséről szóló 48/1997. (III. 14.) Korm. rendelet módosításáról
- 157/2000. (IX. 13.) Korm. rendelet 	 a dokumentumvásárlási hozzájárulásról
- 158/2000. (IX. 13.) Korm. rendelet 	 a reprográfiára szolgáló készülékek körének meghatározásáról
- 159/2000. (IX. 13.) Korm. rendelet 	 a Millenniumi Emlékérem kitüntetés alapításáról
- 160/2000. (IX. 21.) Korm. rendelet 	 az üzletek működéséről és a belkereskedelmi tevékenység folytatásának feltételeiről szóló 4/1997. (I. 22.) Korm. rendelet módosításáról
- 161/2000. (IX. 21.) Korm. rendelet 	 a vásárokról és piacokról szóló 35/1995. (IV. 5.) Korm. rendelet módosításáról
- 162/2000. (IX. 22.) Korm. rendelet 	 a szociális ágazatban foglalkoztatottak egyszeri, rendkívüli juttatásáról
- 163/2000. (IX. 22.) Korm. rendelet 	 a Magyar Köztársaság Kormánya és a Szlovén Köztársaság Kormánya között a vasúti, közúti és vízi nemzetközi kombinált áruszállításról szóló Egyezmény kihirdetéséről
- 164/2000. (IX. 22.) Korm. rendelet 	 a Magyar Köztársaság és az Európai Közösségek és annak tagállamai közötti Társulási Tanács 3/2000. számú, a Magyar Köztársaságnak a "Fiatalok" ("Ifjúság 2000–2006") közösségi akcióprogramban történő részvétele módozatainak és feltételeinek elfogadásáról szóló határozata kihirdetéséről
- 165/2000. (IX. 29.) Korm. rendelet 	 a nyugellátások és a baleseti járadék 2000. évi kiegészítő emeléséről
- 166/2000. (IX. 29.) Korm. rendelet 	 az idegennyelv-tudást igazoló államilag elismert nyelvvizsgáztatás rendjéről és a nyelvvizsga-bizonyítványokról szóló 71/1998. (IV. 8.) Korm. rendelet módosításáról
- 167/2000. (IX. 29.) Korm. rendelet 	 az agrár-felsőoktatás alapképzési szakjainak képesítési követelményeiről szóló 146/1998. (IX. 9.) Korm. rendelet módosításáról
- 168/2000. (IX. 29.) Korm. rendelet 	 a gyógypedagógiai felsőoktatás alapképzési szakjainak képesítési követelményeiről
- 169/2000. (IX. 29.) Korm. rendelet 	 az egyes tudományterületekhez tartozó tudományágak, valamint a művészeti ágak felsorolásáról
- 170/2000. (IX. 30.) Korm. rendelet 	 a vámjogról, a vámeljárásról, valamint a vámigazgatásról szóló 1995. évi C. törvény végrehajtásáról szóló 45/1996. (III. 25.) Korm. rendelet módosításáról
- 171/2000. (X. 13.) Korm. rendelet 	 a gépjármű üzembentartójának kötelező felelősségbiztosításáról
- 172/2000. (X. 18.) Korm. rendelet 	 a központosított illetményszámfejtésről
- 173/2000. (X. 18.) Korm. rendelet 	 a 2001. évre szóló Országos Statisztikai Adatgyűjtési Programról
- 174/2000. (X. 30.) Korm. rendelet 	 a közgazdasági felsőoktatás alapképzési szakjainak képesítési követelményeiről szóló 4/1996. (I. 18.) Korm. rendelet módosításáról
- 175/2000. (X. 30.) Korm. rendelet 	 a külföldi felsőoktatási intézményben szerzett fokozatok, oklevelek és diplomák elismeréséről és honosításáról szóló 47/1995. (IV. 27.) Korm. rendelet módosításáról
- 176/2000. (X. 31.) Korm. rendelet 	 az okmányirodák kijelöléséről és illetékességi területéről szóló 143/1999. (IX. 15.) Korm. rendelet módosításáról
- 177/2000. (X. 31.) Korm. rendelet 	 egyes nyugdíjszerű rendszeres szociális ellátások kiegészítő emeléséről
- 178/2000. (X. 31.) Korm. rendelet 	 az áruk, szolgáltatások és anyagi értéket képviselő jogok kiviteléről, illetve behozataláról szóló 112/1990. (XII. 23.) Korm. rendelet egyes rendelkezései alkalmazásának átmeneti felfüggesztéséről készült 134/1998. (VII. 31.) Korm. rendelet módosításáról
- 179/2000. (X. 31.) Korm. rendelet 	 a szociális ágazatban foglalkoztatottak egyszeri, rendkívüli juttatásáról szóló 162/2000. (IX. 22.) Korm. rendelet módosításáról
- 180/2000. (XI. 8.) Korm. rendelet 	 a Magyar Köztársaság Kormánya és Írország Kormánya között a kábítószerek illegális forgalmazása, a pénzmosás, a szervezett bűnözés, az emberkereskedelem, a terrorizmus és más súlyos bűncselekmények elleni harcban történő együttműködésről szóló, Budapesten, 1999. november 3-án aláírt Megállapodás kihirdetéséről
- 181/2000. (XI. 8.) Korm. rendelet 	 a Magyar Köztársaság Kormánya és a Szlovén Köztársaság Kormánya között a logisztikai központok és a Koperi kikötő használatáról szóló Megállapodás kihirdetéséről
- 182/2000. (XI. 8.) Korm. rendelet 	 a Magyar Köztársaság Kormánya és Kanada Kormánya között Budapesten, 1998. december 7-én aláírt légiközlekedési megállapodás kihirdetéséről
- 183/2000. (XI. 8.) Korm. rendelet 	 a mezőgazdasági termelők kibontakozási hitelkonstrukciójáról és a gazdahitel programról szóló 30/2000. (III. 10.) Korm. rendelet módosításáról
- 184/2000. (XI. 8.) Korm. rendelet 	 a mezőgazdasági termelők agrártámogatás igénybevételével összefüggő adatszolgáltatásáról és nyilvántartásba vételéről szóló 236/1998. (XII. 30.) Korm. rendelet módosításáról
- 185/2000. (XI. 8.) Korm. rendelet 	 a gázszolgáltatásról szóló 1994. évi XLI. törvény végrehajtásáról rendelkező 3/1995. (I. 20.) Korm. rendelet módosításáról
- 186/2000. (XI. 8.) Korm. rendelet 	 a közúti közlekedési szolgáltatásokról és a közúti járművek üzemben tartásáról szóló 89/1988. (XII. 20.) MT rendelet módosításáról
- 187/2000. (XI. 8.) Korm. rendelet 	 az agrár-felsőoktatás alapképzési szakjainak képesítési követelményeiről szóló 146/1998. (IX. 9.) Korm. rendelet módosításáról
- 188/2000. (XI. 8.) Korm. rendelet 	 a kémiai biztonság területén működő tárcaközi bizottság működésének részletes szabályairól
- 189/2000. (XI. 8.) Korm. rendelet 	 a kémiai terhelési bírság alkalmazásának részletes szabályairól
- 190/2000. (XI. 14.) Korm. rendelet 	 a határátlépéssel járó csapatmozgások engedélyezésének kormányzati feladatairól
- 191/2000. (XI. 24.) Korm. rendelet 	 a Magyar Köztársaság és a Lett Köztársaság között létrejött Szabadkereskedelmi Megállapodás 3. számú, a származási szabályokról szóló Jegyzőkönyve módosításáról rendelkező megállapodás kihirdetéséről
- 192/2000. (XI. 24.) Korm. rendelet 	 a biztosítók éves beszámoló készítési és könyvvezetési kötelezettségének sajátosságairól
- 193/2000. (XI. 24.) Korm. rendelet 	 a természettudományos felsőoktatás alapképzési szakjainak képesítési követelményeiről szóló 166/1997. (X. 3.) Korm. rendelet módosításáról
- 194/2000. (XI. 24.) Korm. rendelet 	 a muzeális intézmények látogatóit megillető kedvezményekről
- 195/2000. (XI. 24.) Korm. rendelet 	 a földhasználati nyilvántartás részletes szabályairól szóló 184/1999. (XII. 13.) Korm. rendelet módosításáról
- 196/2000. (XI. 24.) Korm. rendelet 	 az egészségügyi dolgozók egyszeri, rendkívüli juttatásáról szóló 119/2000. (VII. 7.) Korm. rendelet módosításáról
- 197/2000. (XI. 27.) Korm. rendelet 	 a kötelező legkisebb munkabér (minimálbér) megállapításáról
- 198/2000. (XI. 29.) Korm. rendelet 	 az úszólétesítmények lajstromozásáról
- 199/2000. (XI. 29.) Korm. rendelet 	 a Magyar Akkreditációs Bizottság működéséről
- 200/2000. (XI. 29.) Korm. rendelet 	 a felsőoktatási tanulmányi pontrendszer (kreditrendszer) bevezetéséről és az intézményi kreditrendszerek egységes nyilvántartásáról
- 201/2000. (XI. 29.) Korm. rendelet 	 a Nemzeti Kutatási és Fejlesztési Programok lebonyolításának szabályairól
- 202/2000. (XII. 1.) Korm. rendelet 	 a társadalombiztosítási támogatással rendelhető gyógyszerekről és ezeknek a társadalombiztosítási támogatás alapjául elfogadott árához nyújtott társadalombiztosítási támogatásáról szóló 2/1995. (II. 8.) NM rendelet módosításáról
- 203/2000. (XII. 8.) Korm. rendelet 	 a vámjogról, a vámeljárásról, valamint a vámigazgatásról szóló 1995. évi C. törvény végrehajtásáról szóló 45/1996. (III. 25.) Korm. rendelet módosításáról
- 204/2000. (XII. 11.) Korm. rendelet 	 a családok támogatásáról szóló 1998. évi LXXXIV. törvény végrehajtásáról rendelkező 223/1998. (XII. 30.) Korm. rendelet módosításáról
- 205/2000. (XII. 11.) Korm. rendelet 	 a földművelésügyi és vidékfejlesztési miniszter feladatairól és hatásköréről szóló 155/1998. (IX. 30.) Korm. rendelet módosításáról
- 206/2000. (XII. 11.) Korm. rendelet 	 a súlyos fogyatékosság minősítésének és felülvizsgálatának, valamint a fogyatékossági támogatás folyósításának szabályairól szóló 141/2000. (VIII. 9.) Korm. rendelet módosításáról
- 207/2000. (XII. 11.) Korm. rendelet 	 a kötelező egészségbiztosítás ellátásairól szóló 1997. évi LXXXIII. törvény végrehajtásáról rendelkező 217/1997. (XII. 1.) Korm. rendelet módosításáról
- 208/2000. (XII. 11.) Korm. rendelet 	 a társadalombiztosítás ellátásaira és a magánnyugdíjra jogosultakról, valamint e szolgáltatások fedezetéről szóló 1997. évi LXXX. törvény végrehajtásáról rendelkező 195/1997. (XI. 5.) Korm. rendelet módosításáról
- 209/2000. (XII. 11.) Korm. rendelet 	 a Pénztárak Garancia Alapjának szervezeti és működési szabályairól szóló 169/1997. (X. 6.) Korm. rendelet módosításáról
- 210/2000. (XII. 11.) Korm. rendelet 	 a pénztárak központi nyilvántartásával összefüggő egyes feladatokról, a pénztáraknak, valamint a foglalkoztatóknak a pénztártagokra vonatkozó adatszolgáltatási kötelezettségéről szóló 172/1997. (X. 6.) Korm. rendelet módosításáról
- 211/2000. (XII. 11.) Korm. rendelet 	 a magánnyugdíjpénztárak befektetési és gazdálkodási tevékenységéről szóló 171/1997. (X. 6.) Korm. rendelet módosításáról
- 212/2000. (XII. 11.) Korm. rendelet 	 az önkéntes kölcsönös nyugdíjpénztárak befektetési és gazdálkodási szabályairól szóló 267/1997. (XII. 22.) Korm. rendelet módosításáról
- 213/2000. (XII. 11.) Korm. rendelet 	 az önkéntes kölcsönös egészség- és önsegélyező pénztárak egyes gazdálkodási szabályairól szóló 268/1997. (XII. 22.) Korm. rendelet módosításáról
- 214/2000. (XII. 11.) Korm. rendelet 	 a betétbiztosítási alapok és intézményvédelmi alapok, valamint a befektető-védelmi alap éves beszámoló készítési és könyvvezetési kötelezettségének sajátosságairól
- 215/2000. (XII. 11.) Korm. rendelet 	 a befektetési alapok éves beszámoló készítési és könyvvezetési kötelezettségének sajátosságairól
- 216/2000. (XII. 11.) Korm. rendelet 	 a kockázati tőketársaságok és a kockázati tőkealapok éves beszámoló készítési és könyvvezetési kötelezettségének sajátosságairól
- 217/2000. (XII. 11.) Korm. rendelet 	 a Pénztárak Garancia Alapja éves beszámoló készítési és könyvvezetési kötelezettségének sajátosságairól
- 218/2000. (XII. 11.) Korm. rendelet 	 az egyházi jogi személyek beszámolókészítési és könyvvezetési kötelezettségének sajátosságairól
- 219/2000. (XII. 11.) Korm. rendelet 	 az Állami Privatizációs és Vagyonkezelő Részvénytársaság éves beszámoló készítési és könyvvezetési kötelezettségének sajátosságairól
- 220/2000. (XII. 19.) Korm. rendelet 	 az árutőzsde, az értékpapírtőzsde és az elszámolóházak éves beszámoló készítési és könyvvezetési kötelezettségének sajátosságairól
- 221/2000. (XII. 19.) Korm. rendelet 	 a Magyar Nemzeti Bank éves beszámoló készítési és könyvvezetési kötelezettségének sajátosságairól
- 222/2000. (XII. 19.) Korm. rendelet 	 a magánnyugdíjpénztárak beszámolókészítési és könyvvezetési kötelezettségének sajátosságairól
- 223/2000. (XII. 19.) Korm. rendelet 	 az önkéntes nyugdíjpénztárak beszámolókészítési és könyvvezetési kötelezettségének sajátosságairól
- 224/2000. (XII. 19.) Korm. rendelet 	 a számviteli törvény szerinti egyes egyéb szervezetek beszámolókészítési és könyvvezetési kötelezettségének sajátosságairól
- 225/2000. (XII. 19.) Korm. rendelet 	 a felszámolás számviteli feladatairól
- 226/2000. (XII. 19.) Korm. rendelet 	 az egyes szabálysértésekről szóló 218/1999. (XII. 28.) Korm. rendelet módosításáról
- 227/2000. (XII. 19.) Korm. rendelet 	 a társadalombiztosítás igazgatási szerveinek irányításával kapcsolatos egyes jogszabályok módosításáról
- 228/2000. (XII. 23.) Korm. rendelet 	 az áruk, szolgáltatások és anyagi értéket képviselő jogok kiviteléről, illetőleg behozataláról szóló 112/1990. (XII. 23.) Korm. rendelet módosításáról
- 229/2000. (XII. 23.) Korm. rendelet 	 a társadalombiztosítási nyugellátásról szóló 1997. évi LXXXI. törvény végrehajtásáról szóló 168/1997. (X. 6.) Korm. rendelet módosításáról
- 230/2000. (XII. 23.) Korm. rendelet 	 a polgárok személyi adatainak és lakcímének nyilvántartásáról szóló 1992. évi LXVI. törvény végrehajtására kiadott 146/1993. (X. 26.) Korm. rendelet módosításáról
- 231/2000. (XII. 23.) Korm. rendelet 	 a központi közigazgatás integrált üdültetési rendszerének kialakításáról, valamint a Miniszterelnökség Központi Üdülési és Oktatási Főigazgatósága létrehozásáról és feladatairól szóló 129/1999. (VIII. 24.) Korm. rendelet módosításáról
- 232/2000. (XII. 23.) Korm. rendelet 	 az Állami Népegészségügyi és Tisztiorvosi Szolgálat engedélyével működő Családvédelmi Szolgálat működésének engedélyezéséről
- 233/2000. (XII. 23.) Korm. rendelet 	 a közalkalmazottak jogállásáról szóló 1992. évi XXXIII. törvény egészségügyi ágazatban történő végrehajtásáról
- 234/2000. (XII. 23.) Korm. rendelet 	 az egészségügyi dolgozók egyszeri, rendkívüli juttatásáról szóló 119/2000. (VII. 7.) Korm. rendelet kiegészítéséről
- 235/2000. (XII. 23.) Korm. rendelet 	 a 127/1997. (VII. 24.) Korm. rendelettel egységes szerkezetben kihirdetett, a Magyar Köztársaság Pénzügyminisztériuma és az Osztrák Köztársaság Szövetségi Pénzügyminisztériuma között az 1995. november 24-én, illetve az 1997. július 2-án aláírt jegyzőkönyvekkel módosított, a Magyar Népköztársaság Pénzügyminisztériuma és az Osztrák Köztársaság Szövetségi Pénzügyminisztériuma között 1961. január 17-én aláírt, a határon átmenő közúti áruforgalommal kapcsolatos illetékeljárásról szóló Megállapodás módosításáról
- 236/2000. (XII. 23.) Korm. rendelet 	 a közúti közlekedési előéleti pontrendszerről szóló 2000. évi CXXVIII. törvény végrehajtásáról
- 237/2000. (XII. 23.) Korm. rendelet 	 a nehéz tehergépkocsik közlekedésének korlátozásáról szóló 111/1995. (IX. 21.) Korm. rendelet módosításáról
- 238/2000. (XII. 23.) Korm. rendelet 	 a természetvédelmi őrökre, illetve őrszolgálatokra vonatkozó részletes szabályokról szóló 4/2000. (I. 21.) Korm. rendelet, valamint a természetvédelmi bírság kiszabásával kapcsolatos szabályokról szóló 33/1997. (II. 20.) Korm. rendelet módosításáról
- 239/2000. (XII. 23.) Korm. rendelet 	 a bányatavak hasznosításával kapcsolatos jogokról és kötelezettségekről
- 240/2000. (XII. 23.) Korm. rendelet 	 a települési szennyvíztisztítás szempontjából érzékeny felszíni vizek és vízgyűjtőterületük kijelöléséről
- 241/2000. (XII. 23.) Korm. rendelet 	 a hulladékkezelési közszolgáltató kiválasztásáról és a közszolgáltatási szerződésről
- 242/2000. (XII. 23.) Korm. rendelet 	 a települési hulladékkezelési közszolgáltatási díj megállapításának részletes szakmai szabályairól
- 243/2000. (XII. 24.) Korm. rendelet 	 a Magyar Köztársaság és az Osztrák Köztársaság között a szociális biztonságról szóló, 1999. március 31-én, Budapesten aláírt Egyezmény végrehajtásáról szóló Megállapodás kihirdetéséről
- 244/2000. (XII. 24.) Korm. rendelet 	 a kereskedési könyvben nyilvántartott pozíciók, kockázatvállalások, a devizaárfolyam kockázat és nagykockázatok fedezetéhez szükséges tőkekövetelmény megállapításának szabályairól és a kereskedési könyv vezetésének részletes szabályairól
- 245/2000. (XII. 24.) Korm. rendelet 	 a közraktárak éves beszámoló készítési és könyvvezetési kötelezettségének sajátosságairól
- 246/2000. (XII. 24.) Korm. rendelet 	 a tisztességtelen piaci magatartás és a versenykorlátozás tilalmáról szóló 1996. évi LVII. törvény végrehajtását szolgáló egyes kormányrendeletek módosításáról
- 247/2000. (XII. 24.) Korm. rendelet 	 a nyugdíjszerű rendszeres szociális ellátások emeléséről és a nemzeti helytállásért elnevezésű pótlék bevezetéséről szóló 173/1995. (XII. 27.) Korm. rendelet módosításáról
- 248/2000. (XII. 24.) Korm. rendelet 	 a nyugellátások és a baleseti járadék emeléséről
- 249/2000. (XII. 24.) Korm. rendelet 	 az államháztartás szervezetei beszámolási és könyvvezetési kötelezettségének sajátosságairól
- 250/2000. (XII. 24.) Korm. rendelet 	 a hitelintézetek és a pénzügyi vállalkozások éves beszámoló készítési és könyvvezetési kötelezettségének sajátosságairól
- 251/2000. (XII. 24.) Korm. rendelet 	 a befektetési vállalkozások éves beszámoló készítési és könyvvezetési kötelezettségének sajátosságairól
- 252/2000. (XII. 24.) Korm. rendelet 	 az önkéntes kölcsönös egészség- és önsegélyező pénztárak beszámolókészítési és könyvvezetési kötelezettségének sajátosságairól
- 253/2000. (XII. 24.) Korm. rendelet 	 az Államháztartási Hivatal beszámolási és könyvvezetési kötelezettségének sajátosságairól
- 254/2000. (XII. 25.) Korm. rendelet 	 az államháztartás működési rendjéről szóló 217/1998. (XII. 30.) Korm. rendelet módosításáról
- 255/2000. (XII. 25.) Korm. rendelet 	 az európai uniós előcsatlakozási eszközök támogatásai felhasználásának pénzügyi tervezési, lebonyolítási és ellenőrzési rendjéről
- 256/2000. (XII. 26.) Korm. rendelet 	 az okmányirodák kijelöléséről és illetékességi területéről
- 257/2000. (XII. 26.) Korm. rendelet 	 a közalkalmazottak jogállásáról szóló 1992. évi XXXIII. törvénynek a szociális, valamint a gyermekjóléti és gyermekvédelmi ágazatban történő végrehajtásáról
- 258/2000. (XII. 26.) Korm. rendelet 	 a szociális ágazatban foglalkoztatottak egyszeri, rendkívüli juttatásáról szóló 162/2000. (IX. 22.) Korm. rendelet módosításáról
- 259/2000. (XII. 26.) Korm. rendelet 	 a területi államháztartási hivatalokról
- 260/2000. (XII. 26.) Korm. rendelet 	 a szakmai szorzó alkalmazásával meghatározott közalkalmazotti illetményre jogosító egyes munkakörökről szóló 29/2000. (III. 8.) Korm. rendelet módosításáról
- 261/2000. (XII. 26.) Korm. rendelet 	 a biztosítók jelzáloghitelezési tevékenysége megkezdéséhez és folytatásához szükséges személyi és tárgyi feltételekről
- 262/2000. (XII. 26.) Korm. rendelet 	 egyes pénzbeli szociális ellátások folyósításának és elszámolásának szabályairól szóló 30/1993. (II. 17.) Korm. rendelet módosításáról
- 263/2000. (XII. 26.) Korm. rendelet 	 a főiskolai szintű üzleti kommunikáció alapképzési szak képesítési követelményeiről
- 264/2000. (XII. 26.) Korm. rendelet 	 a doktori képzés, a doktori fokozat odaítélésének eljárási szabályairól, valamint a képzésben részt vevők egyes jogairól és kötelességeiről, az általuk fizetendő díjakról és térítésekről szóló 14/1997. (I. 30.) Korm. rendelet módosításáról
- 265/2000. (XII. 26.) Korm. rendelet 	 a Nemzetközi Ösztöndíj Fórum létrehozásáról, valamint a Magyar Ösztöndíj Bizottságról
- 266/2000. (XII. 26.) Korm. rendelet 	 az adókötelezettségek teljesítése során alkalmazandó térítésköteles nyomtatványok előállítóinak és forgalmazóinak kiválasztásáról
- 267/2000. (XII. 26.) Korm. rendelet 	 az egyes, tartós időtartamú szabadságelvonást elszenvedettek részére járó juttatásról
- 268/2000. (XII. 26.) Korm. rendelet 	 a mezőgazdasági termelők kibontakozási hitelkonstrukciójáról és a gazdahitel programról szóló 30/2000. (III. 10.) Korm. rendelet módosításáról
- 269/2000. (XII. 26.) Korm. rendelet 	 a felsőoktatási intézmények felvételi eljárásainak általános szabályairól
- 270/2000. (XII. 26.) Korm. rendelet 	 a gazdálkodó szervezetek 2001. és 2002. évi egyedi termelési támogatásáról
- 271/2000. (XII. 26.) Korm. rendelet 	 a gyámhatóságokról, valamint a gyermekvédelmi és gyámügyi eljárásról szóló 149/1997. (IX. 10.) Korm. rendelet módosításáról
- 272/2000. (XII. 26.) Korm. rendelet 	 a személyes gondoskodást nyújtó szociális intézmény és a falugondnoki szolgálat működésének engedélyezéséről, továbbá a szociális vállalkozás engedélyezéséről szóló 188/1999. (XII. 16.) Korm. rendelet módosításáról
- 273/2000. (XII. 27.) Korm. rendelet 	 az oktatási ágazatot érintő egyes kormányrendeletek módosításáról
- 274/2000. (XII. 28.) Korm. rendelet 	 a Vámformalitások Egyszerűsítése EK-EFTA Vegyes Bizottságának 2000. december 20-i 1/2000. határozata kihirdetéséről
- 275/2000. (XII. 28.) Korm. rendelet 	 az Egységes Árutovábbítási Eljárás EK-EFTA Vegyes Bizottságának 2000. december 20-i 1/2000. számú határozata kihirdetéséről
- 276/2000. (XII. 28.) Korm. rendelet 	 a Magyarország és az Európai Unió Társulási Tanácsának a "származó termék" fogalmának meghatározásáról és az adminisztratív együttműködés módszeréről szóló, az Európai Unió és Magyarország közötti Európai Megállapodás 4. számú Jegyzőkönyvének módosításáról szóló 4/2000. számú határozatának kihirdetéséről
- 277/2000. (XII. 28.) Korm. rendelet 	 a közalkalmazottak jogállásáról szóló 1992. évi XXXIII. törvénynek a központi költségvetési szervként működő kutató- és kutatást kiegészítő intézeteknél és kutatókat foglalkoztató egyes intézményeknél történő végrehajtásáról szóló 49/1993. (III. 26.) Korm. rendelet módosításáról
- 278/2000. (XII. 29.) Korm. rendelet 	 a Magyar Köztársaság Kormánya és Málta Kormánya között a kábítószerek és pszichotróp anyagok tiltott forgalmazása, valamint a szervezett bűnözés elleni harcban történő együttműködésről szóló, Budapesten, 2000. május 18-án aláírt Megállapodás kihirdetéséről

### Egyéb fontosabb jogszabályok

#### A köztársasági elnök határozatai
- 64/2000. (V. 31.) KE határozat Dr. Trócsányi László rendkívüli és meghatalmazott nagyköveti és főkonzuli kinevezéséről és megbízásáról
- 99/2000. (VIII. 9.) KE határozat Dr. Balázs Péter rendkívüli és meghatalmazott nagykövet megbízás alóli felmentéséről

#### Miniszteri rendeletek

##### Január
- 1/2000. (I. 14.) OM rendelet az ipari, kereskedelmi és idegenforgalmi ágazatban szakmai vizsga szervezésére feljogosított intézményekről
- 2/2000. (I. 18.) FVM-KöM együttes rendelet A mezőgazdasági termékek és élelmiszerek ökológiai követelmények szerinti előállításának, forgalmazásának és jelölésének részletes szabályairól
- 2/2000. (I. 31.) OM rendelet az Országos Képzési Jegyzékről szóló 7/1993. (XII. 30.) MüM rendelet módosításáról

##### Február
- 10/2000. (II. 23.) BM rendelet a helyszíni bírságolás részletes szabályairól
- 11/2000. (II. 23.) BM rendelet a szabálysértésekről szóló 1999. évi LXIX. törvény végrehajtásáról
- 6/2000. (II. 26.) FVM rendelet Az agrárgazdasági célok 2000. évi költségvetési támogatásáról
- 2/2000. (II. 26.) IM-BM együttes rendelet A házi őrizet végrehajtásáról
- 7/2000. (II. 29.) FVM rendelet ?
- 8/2000. (II. 29.) FVM rendelet ?
- 4/2000. (II. 29.) HM rendelet ?
- 5/2000. (II. 29.) HM rendelet ?
- 3/2000. (II. 29.) IM rendelet ?
- 4/2000. (II. 29.) IM-PM együttes rendelet ?
- 5/2000. (II. 29.) IM rendelet az igazságügyi szakértők díjazásáról szóló 3/1986. (II. 21.) IM rendelet módosításáról

##### Március
- 8/2000. (III. 3.) GM rendelet Az Aktív foglalkoztatási célok támogatása fejezeti kezelésű előirányzat felhasználásának és kezelésének részletes szabályairól szóló 21/1999. (IV. 28.) GM rendelet módosításáról
- 9/2000. (III. 3.) GM-PM együttes rendelet A Magyar Energia Hivatal igazgatási szolgáltatási és felügyeleti díjairól szóló 10/1998. (II. 27.) IKIM-PM együttes rendelet módosításáról
- 3/2000. (III. 3.) SZCSM rendeletA rendbírságról szóló 3/1996. (IV. 5.) MüM rendelet módosításáról
- 5/2000. (III. 8.) NKÖM rendelet A Nemzeti Kulturális Alapprogramról szóló 1993. évi XXIII. törvény végrehajtásáról rendelkező 13/1999. (VIII. 27.) NKÖM rendelet módosításáról
- 10/2000. (III. 10.) GM-PM együttes rendelet A Kereskedelmi Vámtarifa kihirdetéséről szóló 64/1995. (XI. 24.) IKM-PM együttes rendelet módosításáról
- 11/2000. (III. 10.) GM-PM együttes rendelet A különleges mezőgazdasági védintézkedés alkalmazásáról szóló 25/1999. (V. 26.) GM-PM együttes rendelet módosításáról
- 12/2000. (III. 10.) GM-PM együttes rendelet A Magyar Köztársasággal szabadkereskedelmi megállapodást kötött országokból származó egyes árukra vonatkozó 2000. évi vámkontingensekről szóló 64/1999. (XII. 7.) GM-PM együttes rendelet módosításáról
- 7/2000. (III. 10.) HM rendelet Az egyes katonai nemzeti szabványok alkalmazásának kötelezővé nyilvánításáról szóló 9/1996. (VIII. 2.) HM rendelet módosításáról
- 8/2000. (III. 10.) HM rendelet A katonai szakképesítések szakmai és vizsgakövetelményeinek kiadásáról szóló 1/1997. (I. 9.) HM rendelet módosításáról
- 5/2000. (III. 10.) KHVM rendelet A résidőkiosztás egységes szabályairól a koordinált repülőtereken
- 12/2000. (III. 14.) BM rendelet A belföldi Állami Futárszolgálat tevékenységének szabályozásáról szóló 44/1998. (X. 14.) BM rendelet módosításáról
- 5/2000. (III. 14.) EüM rendelet A mentésről szóló 20/1998. (VI. 3.) NM rendelet módosításáról rendelkező 71/1999. (XII. 25.) EüM rendelet módosításáról
- 9/2000. (III. 14.) FVM rendelet A szakmai vizsgák szervezésére feljogosított intézményekről
- 13/2000. (III. 17.) BM rendelet A rendvédelmi felsőoktatási intézményben működő szervezeti egységek létesítésének és működésének rendjéről
- 6/2000. (III. 17.) EüM rendelet Az egészségügyi kártevőirtó szakmunkás szakképesítés szakmai és vizsgakövetelményeinek kiadásáról
- 13/2000. (III. 17.) GM rendelet A rendkívüli állapot feladatainak ellátásához nélkülözhetetlen hadkötelesek meghagyásával kapcsolatos követelmények meghatározásáról szóló 42/1995. (VIII. 31.) IKM rendelet módosításáról
- 6/2000. (III. 17.) KHVM rendelet Az úszólétesítmények gyógyszerszekrénnyel való felszereléséről és egyes úszólétesítményeken az orvosi szolgálat rendszeresítéséről
- 7/2000. (III. 17.) KHVM rendelet A rádióamatőr szolgálatról
- 9/2000. (III. 22.) HM rendelet A Honvédelmi Minisztérium rendelkezése alatt lévő lakások és helyiségek bérletéről, elidegenítéséről, valamint a lakhatás támogatásáról szóló 6/1994. (IV. 30.) HM rendelet módosításáról
- 6/2000. (III. 22.) IM rendelet A szabadságvesztés kezdő és utolsó napjának megállapításáról szóló 17/1997. (V. 9.) IM rendelet módosításáról
- 9/2000. (III. 22.) PM rendelet A Vámtarifa Magyarázatról szóló 23/1990. (XII. 3.) PM rendelet módosításáról
- 7/2000. (III. 23.) EüM rendelet A gyógyszerek rendeléséről és kiadásáról szóló 3/1995. (II. 8.) NM rendelet módosításáról
- 8/2000. (III. 24.) EüM rendelet A népjóléti ágazatba tartozó egyes államigazgatási eljárásokért és igazgatási jellegű szolgáltatásokért fizetendő díjakról szóló 50/1996. (XII. 27.) NM rendelet módosításáról
- 10/2000. (III. 24.) FVM rendelet Az építésügyi műszaki ellenőrök szakmai és vizsgakövetelményeiről
- 10/2000. (III. 24.) HM rendelet A rádióforgalmazás és ellenőrzése a kormányzati célú frekvenciagazdálkodásban
- 1/2000. (III. 24.) KöM rendelet Az Aggteleki Nemzeti Park Igazgatóság illetékességi területén lévő egyes védett természeti területek erdőrezervátummá nyilvánításáról
- 2/2000. (III. 24.) KöM rendelet A Balaton-felvidéki Nemzeti Park Igazgatóság illetékességi területén lévő egyes védett természeti területek erdőrezervátummá nyilvánításáról
- 3/2000. (III. 24.) KöM rendelet A Bükki Nemzeti Park Igazgatóság illetékességi területén lévő egyes védett természeti területek erdőrezervátummá nyilvánításáról
- 4/2000. (III. 24.) KöM rendelet A Duna-Dráva Nemzeti Park Igazgatóság illetékességi területén lévő egyes védett természeti területek erdőrezervátummá nyilvánításáról
- 6/2000. (III. 24.) NKÖM rendelet A Könyvtári Intézet jogállásáról
- 10/2000. (III. 24.) PM rendelet A szabálysértési eljárás során lefoglalt és elkobzott dolgok kezeléséről és értékesítéséről, valamint a pénzbírság és egyéb pénzösszeg letiltásáról és átutalásáról
- 11/2000. (III. 24.) PM rendelet A nemesfémtárgyakról és fémjelzésükről szóló 1965. évi 14.törvényerejű rendelet végrehajtásáról rendelkező 11/1965. (VIII. 3.) PM rendelet módosításáról
- 11/2000. (III. 27.) FVM rendelet A vad védelméről, a vadgazdálkodásról, valamint a vadászatról szóló 1996. évi LV. törvény végrehajtásának szabályairól szóló 30/1997. (IV. 30.) FM rendelet módosításáról
- 9/2000. (III. 29.) EüM rendelet A gyógyszerek rendeléséről és kiadásáról szóló 3/1995. (II. 8.) NM rendelet módosításáról
- 10/2000. (III. 29.) EüM rendelet Az Egészségügyi Tudományos Tanács Igazságügyi Bizottsága működéséről szóló 13/1994. (IX. 13.) NM rendelet módosításáról
- 12/2000. (III. 29.) FVM rendelet Kukorica külön exporttámogatással történő külpiaci értékesítéséről
- 7/2000. (III. 29.) IM-BM együttes rendelet Az elzárás, illetőleg a pénzbírságot helyettesítő elzárás végrehajtásának részletes szabályairól
- 8/2000. (III. 29.) KHVM rendelet A koncesszióköteles távközlési szolgáltatásokkal kapcsolatos bevételek megosztásáról, a koncesszióköteles távközlési szolgáltatások nyújtásához igénybe vett bérelt vonali szolgáltatások díjáról és a díjak elszámolásáról szóló 1/1998. (I. 12.) KHVM rendelet módosításáról
- 11/2000. (III. 31.) EüM rendelet A rehabilitációs tevékenység terapeuta szakképesítés szakmai és vizsgakövetelményeinek kiadásáról
- 13/2000. (III. 31.) FVM rendelet A minőségi vágóbaromfi termelés támogatásáról
- 14/2000. (III. 31.) FVM rendelet Az 1999. évi költségvetési törvényben jóváhagyott 16 milliárd forint összegű agrárhitelhez kapcsolódó kezességvállalás felhasználásáról, a szarvasmarha ágazat fejlesztéséről szóló 7/2000. (II. 29.) FVM rendelet módosításáról
- 12/2000. (III. 31.) PM rendelet A befektetési alapokhoz kapcsolódó értékpapír-felügyeleti szolgáltatások díjáról szóló 27/1994. (IX. 15.) PM rendelet módosításáról

##### Április
- 15/2000. (IV. 6.) FVM rendelet A szőlőtermesztésről és a borgazdálkodásról szóló 1997. évi CXXI. törvény végrehajtásáról kiadott 106/1997. (XII. 19.) FM rendelet módosításáról
- 16/2000. (IV. 6.) FVM-EüM-GM együttes rendelet Az élelmiszerekről szóló 1995. évi XC. törvény végrehajtásáról szóló 1/1996. (I. 9.) FM-NM-IKM együttes rendelet módosításáról
- 6/2000. (IV. 6.) OM rendelet A kertészeti és élelmiszergazdasági szaktanácsadó szakirányú továbbképzési szak képesítési követelményeiről
- 7/2000. (IV. 7.) OM rendelet A természettudományos felsőoktatás szakirányú továbbképzési szakjainak képesítési követelményeiről
- 17/2000. (IV. 10.) FVM-PM együttes rendelet A mezei őrszolgálat megalakításához, fenntartásához nyújtandó 2000. évi állami hozzájárulás igénybevételének rendjéről és feltételeiről
- 4/2000. (IV. 12.) SZCSM rendelet A foglalkoztatást elősegítő támogatásokról, valamint a Munkaerőpiaci Alapból foglalkoztatási válsághelyzetek kezelésére nyújtható támogatásról szóló 6/1996. (VII. 16.) MüM rendelet módosításáról
- 12/2000. (IV. 13.) EüM rendelet A társadalombiztosítási támogatással rendelhető gyógyászati segédeszközök rendelésének, forgalmazásának, javításának és kölcsönzésének szakmai követelményeiről
- 8/2000. (IV. 13.) IM rendelet A büntetés-végrehajtási szervezet hivatásos állományú tagjainak szolgálati viszonyáról szóló 14/1997. (IV. 22.) IM rendelet módosításáról
- 9/2000. (IV. 14.) IM rendelet A Cégközlönyben megjelenő közlemények közzétételéről és költségtérítéséről szóló 9/1998. (V. 23.) IM rendelet módosításáról
- 1/2000. (IV. 14.) MeHVM rendelet Egyes munkaköri megnevezésekről
- 13/2000. (IV. 14.) PM-HM rendelet Az Észak-atlanti Szerződés tagállamainak és a Békepartnerség más részt vevő államainak Magyarországon tartózkodó fegyveres erői és polgári állománya által felhasznált üzemanyagok, olaj és kenőanyagok általános forgalmi adó és jövedéki adó mentes beszerzésének és értékesítésének szabályairól
- 14/2000. (IV. 14.) PM-HM rendelet Az üzemanyag petróleum adómentes beszerzésének, nyilvántartásának és elszámolásának külön szabályairól, valamint a külföldi államok fegyveres erőinek ellátását végző szervezet jövedéki nyilvántartásának vezetésére vonatkozó előírásokról szóló 45/1997. (XII. 31.) PM-HM együttes rendelet módosításáról
- 15/2000. (IV. 14.) PM-HM rendelet A vámeljárás során alkalmazandó NATO okmányok köréről, alkalmazásáról, valamint kibocsátásuk eljárási szabályairól
- 9/2000. (IV. 19.) KHVM rendelet Az egyes hírközlési tárgyú miniszteri rendeletek módosításáról
- 18/2000. (IV. 21.) FVM rendelet A kukorica külön exporttámogatással történő külpiaci értékesítéséről szóló 12/2000. (III. 29.) FVM rendelet módosításáról
- 16/2000. (IV. 21.) PM rendelet Az országkockázat kezeléséről szóló 25/1998. (X. 9.) PM rendelet módosításáról
- 4/2000. (IV. 21.) TNM rendelet A szolgálati fegyvernek a polgári nemzetbiztonsági szolgálatoknál történő rendszeresítéséről, viseléséről, használatáról és tárolásáról szóló 5/1999. (X. 27.) TNM rendelet módosításáról
- 7/2000. (IV. 26.) NKÖM rendelet A Magyar Nemzeti Filharmonikus Zenekar, Énekkar és Kottatár művészi munkakört betöltő közalkalmazottainak minősítéséről
- 8/2000. (IV. 26.) NKÖM rendelet A Kölcsey Ferenc millenniumi díj alapításáról
- 10/2000. (IV. 28.) IM rendelet Az igazságügy-miniszter felügyelete alá tartozó szervek katasztrófák elleni védekezésének irányításáról és feladatairól
- 6/2000. (IV. 28.) KöM rendelet A Környezetvédelmi alap célfeladat fejezeti kezelésű előirányzat felhasználásának, nyilvántartásának és ellenőrzésének részletes szabályairól szóló 2/1999. (III. 26.) KöM rendelet módosításáról
- 17/2000. (IV. 28.) PM-BM együttes rendelet A helyi önkormányzatokat 2000. évben megillető normatív állami hozzájárulásokról, normatív, kötött felhasználású támogatásokról, személyi jövedelemadóról, valamint a helyi önkormányzatok bevételeinek aránytalanságát mérsékelő kiegészítésről, illetve beszámításról szóló 3/2000. (I. 27.) PM-BM együttes rendelet módosításáról

##### Május
- 14/2000. (V. 2.) GM rendelet A radioaktív hulladékok végleges elhelyezésével kapcsolatos beszállítási díjtételekről szóló 27/1999. (VI. 4.) GM rendelet módosításáról
- 15/2000. (V. 3.) GM rendelet Az egyes villamossági termékek ellenőrzéséről és minősítéséről szóló 8/1984. (VII. 1.) IpM rendelet módosításáról
- 14/2000. (V. 9.) BM rendelet A rendvédelmi felsőoktatási intézményben működő szervezeti egységek létesítésének és működésének rendjéről szóló 13/2000. (III. 17.) BM rendelet módosításáról
- 13/2000. (V. 12.) EüM rendelet Az egészségügyi szakellátás társadalombiztosítási finanszírozásának egyes kérdéseiről szóló 9/1993. (IV. 2.) NM rendelet módosításáról
- 14/2000. (V. 12.) EüM rendelet A szülésznőképzés szakmai követelményeiről szóló 20/1994. (XI. 15.) NM rendelet módosításáról
- 16/2000. (V. 12.) GM rendelet A 4/1979. (III. 7.) NIM rendelettel hatályba léptetett Nyomástartó Edények Biztonsági Szabályzata módosításáról
- 20/2000. (V. 12.) PM rendelet A Pénzügyminisztérium szolgálati titokkörének megállapításáról szóló 4/1996. (I. 24.) PM rendelet módosításáról
- 19/2000. (V. 16.) FVM rendelet Az 1999. évi költségvetési törvényben jóváhagyott tizenhatmilliárd forint összegű - az agrárhitelekhez kapcsolódó - kezességvállalás felhasználásáról, a meghatározott tartósítóipari vállalkozások hitelezésének elősegítéséről szóló 79/1999. (IX. 3.) FVM rendelet módosításáról
- 20/2000. (V. 16.) FVM rendelet Az 1999. évi költségvetési törvényben jóváhagyott 16 milliárd forint összegű - az agrárhitelekhez kapcsolódó - kezességvállalás felhasználásáról, a meghatározott konzervgyártó kisüzemek hitelezésének elősegítéséről szóló 57/1999. (VI. 18.) FVM rendelet módosításáról
- 5/2000. (V. 16.) SZCSM rendelet A szakmai vizsgák szervezésére feljogosított intézményekről
- 21/2000. (V. 18.) FVM-PM együttes rendelet ?
- 22/2000. (V. 18.) FVM rendelet ?
- 7/2000. (V. 18.) KöM rendelet ?
- 8/2000. (V. 18.) KöM rendelet ?
- 10/2000. (V. 18.) KHVM rendelet ?
- 21/2000. (V. 18.) PM rendelet ?
- 22/2000. (V. 18.) PM rendelet ?
- 23/2000 (V. 18.) PM rendelet ?
- 24/2000. (V. 18.) PM rendelet ?
- 9/2000. (V. 19.) KöM rendelet a Természetvédelmi Őrszolgálat Szolgálati Szabályzatáról
- 9/2000. (V. 19.) NKÖM rendelet a Nemzeti Kulturális Örökség Minisztériuma szolgálati titokkörének megállapításáról
- 23/2000. (V. 24.) FVM rendelet A járványügyi intézkedés esetén járó kártalanítás felső határáról
- 11/2000. (V. 24.) HM-BM-IM-TNM együttes rendelet A szoros felügyelet alá helyezés végrehajtásának, valamint a katonával szemben elrendelt lakhelyelhagyási tilalom ellenőrzésének szabályairól
- 11/2000. (V. 24.) KHVM rendelet A közúti járművek műszaki megvizsgálásáról szóló 5/1990. (IV.12.) KöHÉM rendelet módosításáról
- 12/2000. (V. 24.) KHVM rendelet A közúti járművek forgalomba helyezésének és forgalomban tartásának műszaki feltételeiről szóló 6/1990. (IV. 12.) KöHÉM rendelet módosításáról
- 8/2000. (V. 24.) OM rendelet A nevelési-oktatási intézmények működéséről szóló 11/1994. (VI.8.) MKM rendelet módosításáról
- 15/2000. (V. 26.) BM rendelet Az egészséget nem veszélyeztető és biztonságos munkavégzés szabályairól abelügyminiszter által irányított rendvédelmi szerveknél
- 24/2000. (V. 26.) FVM rendelet A településrendezési és építészeti tervpályázatok részletes szabályairól szóló 16/1998. (VI. 3.) KTM rendelet módosításáról
- 25/2000. (V. 26.) FVM rendelet Az intervenciós üszőnevelő telepek kialakításának támogatásáról, a szarvasmarha ágazat fejlesztéséről, valamint az 1999. évi költségvetési törvényben jóváhagyott 16 milliárd forint összegű kezességvállalási keret felhasználásáról
- 26/2000. (V. 26.) FVM rendelet A termelői száraz dohány 2000. évi minőségi feláras támogatásáról
- 10/2000. (V. 26.) NKÖM rendelet Egyes műemlékek védetté nyilvánításáról, illetőleg műemléki védettség megszüntetéséről
- 25/2000. (V. 26.) PM rendelet Az illeték megállapításának mellőzéséről szóló 18/1999. (VIII.18.) PM rendelet módosításáról
- 26/2000. (V. 26.) PM rendelet A vám- és pénzügyőrség hivatásos állományú tagjainak illetményéről szóló 13/1997. (V. 8.) PM rendelet módosításáról
- 15/2000. (V. 31.) EüM rendelet Az egészségügyi menedzser szakképesítés szakmai és vizsgakövetelményeinek kiadásáról
- 12/2000. (V. 31.) HM rendelet Az árvízvédelem során kifejtett tevékenység elismeréseként szolgálati jel alapításáról
- 13/2000. (V. 31.) KHVM-HM-EüM együttes rendelet A légiközlekedési balesetek és a repülőesemények szakmai vizsgálatának szabályairól
- 9/2000. (V. 31.) OM rendelet A 2000/2001. tanév rendjéről

##### Június
- 27/2000. (VI. 2.) FVM rendelet A fiatal agrárvállalkozók 2000. évi kiegészítő költségvetési támogatásáról
- 10/2000. (VI. 2.) KöM-EüM-FVM-KHVM együttes rendelet a felszín alatti víz és a földtani közeg minőségi védelméhez szükséges határértékekről
- 16/2000. (VI. 8.) BM rendelet A fontos és bizalmas munkakörökről, valamint a biztonsági ellenőrzés szintjéről szóló 34/1997. (V. 30.) BM rendelet módosításáról
- 17/2000. (VI. 8.) BM rendelet A közalkalmazottak jogállásáról szóló 1992. évi XXXIII. törvénynek a belügyminiszter ágazati irányítása alá tartozó szerveknél történő végrehajtásáról szóló 62/1997. (XI. 7.) BM rendelet módosításáról és a Belügyminisztérium Országos Közbeszerzési Főigazgatóság megszüntetéséről
- 16/2000. (VI. 8.) EüM rendelet Az atomenergiáról szóló 1996. évi CXVI.törvény egyes rendelkezéseinek végrehajtásáról
- 28/2000. (VI. 8.) FVM rendelet A rendkívüli állapot idején nélkülözhetetlen hadkötelesek meghagyásáról szóló 27/1994. (V. 31.) FM rendelet módosításáról
- 10/2000. (VI. 8.) OM rendelet Az oktatási miniszter által adományozható szakmai elismerésekről szóló 24/1999. (VI. 25.) OM rendelet módosításáról
- 29/2000. (VI. 9.) FVM rendelet Az egyes állatfajok egyedeinek Egységes Nyilvántartási és Azonosítási Rendszeréről
- 17/2000. (VI. 9.) GM rendelet A sújtólég- vagy robbanásbiztos védelmű villamos gyártmányok vizsgálatáról és tanúsításáról szóló 25/1996. (IV. 17.) IKM rendelet módosításáról
- 13/2000. (VI. 9.) HM rendelet A honvédelmi üdültetésről szóló 11/1998. (VI. 11.) HM rendelet módosításáról
- 18/2000. (VI. 15.) GM rendelet A 2000. II. félévi fogyasztási cikk globálkvóta közzétételéről
- 19/2000. (VI. 15.) GM rendelet A nukleáris anyagok nyilvántartási rendszeréről, nemzetközi ellenőrzéséről és a velük kapcsolatos egyes hatósági jogkörökről szóló 39/1997. (VII. 1.) IKIM rendelet módosításáról
- 11/2000. (VI. 15.) NKÖM rendelet A fontos és bizalmas munkakörök megállapításáról
- 12/2000. (VI. 15.) NKÖM rendelet A Televízió és Mozgófilm Felvételi és Közvetítési Biztonsági Szabályzat kiadásáról
- 11/2000. (VI. 15.) OM rendelet A mezőgazdasági szaktanácsadó szakmérnöki szakirányú továbbképzési szak képesítési követelményeiről
- 12/2000. (VI. 15.) OM rendelet Az egyetemi és főiskolai szintű szőlész-borász szakmérnöki szakirányú továbbképzési szak képesítési követelményeiről
- 30/2000. (VI. 16.) FVM rendelet Az aszálykárok enyhítését szolgáló öntözővíz használat 2000. évi támogatásáról
- 13/2000. (VI. 16.) OM rendelet A felsőoktatási normatív kutatástámogatás felosztásáról és felhasználásáról szóló 6/1997. (II. 12.) MKM rendelet módosításáról
- 17/2000. (VI. 20.) EüM rendelet Az emberi felhasználásra szolgáló tápszerekről
- 14/2000. (VI. 20.) HM rendelet A Magyar Honvédség személyi állománya illetményéről és illetményjellegű juttatásairól szóló 4/1997. (II. 12.) HM rendelet módosításáról
- 15/2000. (VI. 20.) HM rendelet Az élelmiszer-utalvánnyal való ellátásról
- 16/2000. (VI. 20.) HM rendelet A kulturális és média feladatokat ellátó költségvetési szervek megszüntetéséről, közhasznú társaságok létrehozásáról, illetve az átalakítással kapcsolatos jogutódlásról
- 11/2000. (VI. 20.) KöM rendelet A budapesti Vend utcai barlang védettségének feloldásáról
- 12/2000. (VI. 20.) KöM rendelet A siklósi Rózsa-bányai barlang védettségének feloldásáról
- 18/2000. (VI. 21.) BM rendelet A határőrizetről és a Határőrségről szóló 1997. évi XXXII. törvény végrehajtásáról kiadott 66/1997. (XII. 10.) BM rendelet módosításáról
- 20/2000. (VI. 21.) GM rendelet A földgáz díjának megállapításáról szóló 11/1999. (III. 19.) GM rendelet módosításáról
- 21/2000. (VI. 21.) GM rendelet A közcélú villamosművek villamos energia vásárlási árának megállapításáról szóló 55/1996. (XII. 20.) IKIM rendelet módosításáról
- 22/2000. (VI. 21.) GM rendelet A közcélú villamosmű és hőtermelő létesítménye (fűtőműve) által értékesített gőz és melegített víz árának megállapításáról szóló 34/1995. (VIII. 25.) IKM rendelet módosításáról
- 27/2000. (VI. 23.) PM rendelet A vámtörvény végrehajtásának részletes szabályairól szóló 10/1996. (III. 25.) PM rendelet módosításáról
- 31/2000. (VI. 26.) FVM rendelet Az erdőről és az erdő védelméről szóló 1996. évi LIV. törvény végrehajtásának szabályairól szóló 29/1997. (IV. 30.) FM rendelet módosításáról
- 13/2000. (VI. 26.) KöM rendelet A Fertődi-Hanság Nemzeti Park Igazgatóság illetékességi területén lévő egyes védett természeti területek erdőrezervátummá nyilvánításáról
- 14/2000. (VI. 26.) KöM rendelet A Duna-Ipoly Nemzeti Park Igazgatóság illetékességi területén lévő egyes védett természeti területek erdőrezervátummá nyilvánításáról
- 15/2000. (VI. 26.) KöM rendelet A Hortobágyi Nemzeti Park Igazgatóság illetékességi területén lévő egyes védett természeti területek erdőrezervátummá nyilvánításáról
- 16/2000. (VI. 26.) KöM rendelet A Kiskunsági Nemzeti Park Igazgatóság illetékességi területén lévő egyes védett természeti területek erdőrezervátummá nyilvánításáról
- 17/2000. (VI. 26.) KöM rendelet A Körös-Maros Nemzeti Park Igazgatóság illetékességi területén lévő egyes védett természeti területek erdőrezervátummá nyilvánításáról
- 28/2000. (VI. 26.) PM-KHVM együttes rendelet A nemzetközi postaforgalomban alkalmazandó vámszabályokról
- 32/2000. (VI. 28.) FVM rendelet A fontos és bizalmas munkakörökről, valamint a biztonsági ellenőrzés szintjéről szóló 35/1997. (V. 13.) FM rendelet módosításáról
- 33/2000. (VI. 28.) FVM-PM-KüM együttes rendelet A mezőgazdasági és élelmiszeripari termékek egyszerűsített pályázati rendszerű exporttámogatásáról szóló 74/1999. (IX. 1.) FVM-PM-GM együttes rendelet módosításáról
- 11/2000. (VI. 28.) IM rendelet A büntetés-végrehajtási szervezetek rendelkezése alatt álló lakások bérletéről szóló 17/1994. (IX. 29.) IM rendelet módosításáról
- 14/2000. (VI. 28.) OM rendelet Az ipari, kereskedelmi és idegenforgalmi ágazatban szakmai vizsga szervezésére feljogosított intézményekről
- 18/2000. (VI. 29.) EüM rendelet A magzati élet védelméről szóló 1992. évi LXXIX. törvény végrehajtásáról rendelkező 32/1992. (XII. 23.) NM rendelet módosításáról
- 19/2000. (VI. 29.) EüM rendelet A gyógyszerek rendeléséről és kiadásáról szóló 3/1995. (II. 5.) NM rendelet módosításáról

##### Július
- 34/2000. (VII. 6.) FVM rendelet A vidékfejlesztési célelőirányzat 2000. évi felhasználásának részletes szabályairól
- 35/2000. (VII. 6.) FVM rendelet A takarmánygabona szükséglet megvásárlásának támogatásáról
- 15/2000. (VII. 6.) OM rendelet  A társadalomtudományi és gazdasági szakfordító és tolmács, valamint az Európai Uniós szakfordító és konferenciatolmács szakirányú továbbképzési szakok képesítési követelményeiről
- 6/2000. (VII. 6.) SZCSM rendelet A személyes gondoskodást nyújtó szociális intézmények szakmai feladatairól és működésük feltételeiről szóló 1/2000. (I. 7.) SZCSM rendelet módosításáról
- 20/2000. (VII. 7.) EüM rendelet A járóbeteg-szakellátás rendelési órái, valamint a fekvőbeteg-szakellátás ágyszámai szakterületenkénti megoszlásának meghatározásáról
- 36/2000. (VII. 7.) FVM rendelet Az agrárgazdasági célok 2000. évi költségvetési támogatásáról szóló 6/2000. (II. 26.) FVM rendelet módosításáról
- 16/2000. (VII. 7.) OM rendelet A molekuláris biológia szakirányú tanári továbbképzési szak, az ökológia-környezetvédelem szakirányú tanári továbbképzési szak és az algoritmikus matematika szakirányú tanári továbbképzési szak képesítési követelményeiről
- 12/2000. (VII. 11.) IM rendelet Az Igazságügyi Minisztérium és az igazságügy-miniszter irányítása, illetve felügyelete alá tartozó szervek fontos és bizalmas munkaköreinek megállapításáról és a nemzetbiztonsági ellenőrzés szintjéről
- 13/2000. (VII. 11.) NKÖM rendelet A Kulturális Örökség Igazgatóságáról szóló 29/1998. (VI. 11.) MKM rendelet módosításáról
- 7/2000. (VII. 11.) SZCSM rendelet A szociális és családügyi miniszter irányítása alá tartozó államigazgatási szervekre vonatkozó egységes iratkezelési szabályzatról
- 13/2000. (VII. 14.) IM rendelet A Börtönlelkészi Szolgálatról
- 18/2000. (VII. 14.) KöM rendelet A védett természeti területek védettségi szintjének helyreállításához szükséges kisajátítások ütemezéséről szóló 12/1997. (IV. 25.) KTM rendelet módosításáról
- 17/2000. (VII. 14.) OM rendelet A diákigazolványok előállításának, kiadásának és nyilvántartásának rendjéről szóló 15/1999. (III. 24.) OM rendelet módosításáról
- 37/2000. (VII. 19.) FVM-PM-KüM együttes rendelet A mezőgazdasági és élelmiszeripari termékek egyszerűsített pályázati rendszerű exporttámogatásáról szóló 74/1999. (IX.1.) FVM-PM-GM együttes rendelet módosításáról
- 38/2000. (VII. 19.) FVM rendelet A növényvédelmi és növényegészségügyi vizsgálatokért fizetendő díjakról szóló 63/1997. (IX. 10.) FM rendelet módosításáról
- 39/2000. (VII. 19.) FVM rendelet A növényfajták állami elismerésének, valamint a vetőmag és szaporítóanyag minősítésének és vizsgálatának díjtételeiről szóló 5/1998. (II. 11.) FM rendelet módosításáról
- 40/2000. (VII. 19.) FVM rendelet A szakmai követelmények kiadásáról szóló 64/1994. (XII. 15.) FM rendelet módosításáról
- 17/2000. (VII. 19.) HM-IM együttes rendelet A Magyar Honvédség katonai nyomozó hatóságairól és a bűncselekmények parancsnoki nyomozásáról
- 41/2000. (VII. 21.) FVM rendelet Az 1999. évi költségvetési törvényben jóváhagyott 16 milliárd forint összegű agrárhitelhez kapcsolódó kezességvállalás felhasználásáról, a szarvasmarha ágazat fejlesztéséről szóló 7/2000. (II. 29.) FVM rendelet módosításáról
- 42/2000. (VII. 21.) FVM rendelet Nógrád, Szabolcs-Szatmár-Bereg, Borsod-Abaúj-Zemplén, Somogy, valamint Békés megyékben az egyes agrárgazdasági célok 2000. évi alap- és kiegészítő támogatásáról
- 43/2000. (VII. 21.) FVM rendelet A 2000. évi ár- és belvizek által okozott mezőgazdasági és erdőgazdálkodási károk enyhítéséhez rendkívüli támogatás nyújtásáról
- 44/2000. (VII. 21.) FVM rendelet A 2001. évi termésű élelmezési búza garantált áron történő állami felvásárlásáról
- 45/2000. (VII. 21.) FVM rendelet Az Állami Erdészeti Szolgálat létrehozásáról és szervezetéről szóló 37/1996. (XII. 29.) FM rendelet módosításáról
- 46/2000. (VII. 21.) FVM rendelet	A mérnöki és építész kamarák, valamint az építésfelügyeleti szervek által lefolytatott egyes eljárások igazgatási szolgáltatási díjáról
- 23/2000. (VII. 21.) GM rendelet Az Ipari Park[1] cím elnyerését szolgáló pályázati rendszer működtetéséről szóló 19/1997. (V. 14.) IKIM rendelet módosításáról
- 1/2000. (VII. 21.) KöViM-KöM együttes rendelet A nem-közúti mozgó gépekbe építendő belső égésű motorok gáznemű és részecskékből álló szennyezőanyag-kibocsátásának korlátozásáról
- 18/2000. (VII. 21.) OM rendelet A környezetegészségügyi-környezetvédelmi szakfelügyelő szakirányú továbbképzési szak képesítési követelményeiről
- 19/2000. (VII. 24.) BM-EüM együttes rendelet A kábítószer termelésének, gyártásának, feldolgozásának, forgalomba hozatalának, raktározásának és használatának szabályozásáról szóló 1/1968. (V. 12.) BM-EüM együttes rendelet módosításáról
- 21/2000. (VII. 24.) EüM rendelet Az egészségügyről szóló 1997. évi CLIV. törvénynek a szerv- és szövetátültetésre, valamint -tárolásra és egyes kórszövettani vizsgálatokra vonatkozó rendelkezései végrehajtásáról szóló 18/1998. (XII. 27.) EüM rendelet módosításáról
- 22/2000. (VII. 24.) EüM rendelet Az orvosdiagnosztikai laboratóriumi technológus szakképesítés szakmai és vizsgakövetelményeinek kiadásáról
- 19/2000. (VII. 24.) KöM rendelet A Dávodi Földvári tó Természetvédelmi Terület létesítéséről
- 29/2000. (VII. 24.) PM rendelet A Vámtarifa Magyarázatról szóló 23/1990. (XII. 3.) PM rendelet módosításáról
- 24/2000. (VII. 26.) GM rendelet A közigazgatási feladatoknak a gazdasági kamaráktól a Gazdasági Minisztérium Engedélyezési és Közigazgatási Hivatalának történő átadásával kapcsolatos egyes rendeletek módosításáról
- 25/2000. (VII. 26.) GM-FVM együttes rendelet Az előrecsomagolt iparcikkek és élelmiszerek megengedett tömeg- és térfogatértékeiről és azok ellenőrzési módszereiről
- 2/2000. (VII. 26.) KöViM rendelet A kedvtelési célú vízijárművek tervezéséről, építéséről és megfelelőségének tanúsításáról
- 19/2000. (VII. 26.) OM rendelet Az ipari, kereskedelmi szakképesítések szakmai és vizsgakövetelményeiről szóló 18/1995. (VI. 6.) IKM rendelet módosításáról
- 47/2000. (VII. 28.) FVM rendelet Az intervenciós üszőnevelő telepek kialakításának támogatásáról, a szarvasmarha ágazat fejlesztéséről, valamint az 1999. évi költségvetési törvényben jóváhagyott 16 milliárd forint összegű kezességvállalási keret felhasználásáról szóló 25/2000. (V. 26.) FVM rendelet módosításáról
- 48/2000. (VII. 28.) FVM rendelet A vágómarha intervenciós áron alapuló minőségi termelési támogatásáról
- 49/2000. (VII. 28.) FVM rendelet A vágósertés intervenciós áron alapuló minőségi termelési támogatásról
- 26/2000. (VII. 28.) GM rendelet A gázszerelők nyilvántartásáról
- 3/2000. (VII. 28.) KöViM rendelet A fontos és bizalmas munkakörökről, valamint a biztonsági ellenőrzés szintjéről
- 14/2000. (VII. 28.) NKÖM rendelet A Károli Gáspár- és Fraknói Vilmos-díj alapításáról

##### Augusztus
- 20/2000. (VIII. 3.) BM rendelet A Rendőrség és a Határőrség nyomozó hatóságainak hatásköréről és illetékességéről szóló belügyminiszteri rendeletek módosításáról
- 23/2000. (VIII. 3.) EüM rendelet Az orvosi szakmai kollégiumokról szóló 52/1999. (XI. 12.) EüM rendelet módosításáról
- 18/2000. (VIII. 3.) HM rendelet A hivatásos, szerződéses és hadköteles katonák, a honvédségi közalkalmazottak egyes illetményen kívüli pénzbeli járandóságairól
- 20/2000. (VIII. 3.) OM rendelet A hagyományismeret oktató szakirányú továbbképzési szak képesítési követelményeiről
- 21/2000. (VIII. 3.) OM rendelet A roma társadalom ismerete szakirányú továbbképzési szak képesítési követelményeiről
- 22/2000. (VIII. 3.) OM rendelet A jogi és igazgatási felsőoktatásban folyó szakirányú továbbképzési szakok képesítési követelményeiről szóló 6/1999. (II. 1.) OM rendelet módosításáról
- 8/2000. (VIII. 4.) SzCsM rendelet a személyes gondoskodást végző személyek adatainak működési nyilvántartásáról
- 51/2000. (VIII. 9.) FVM-GM-KöViM együttes rendelet Az építőipari kivitelezési, valamint a felelős műszaki vezetői tevékenység gyakorlásának részletes szakmai szabályairól és az építési naplóról
- 30/2000. (VIII. 9.) PM rendelet A befektetési szolgáltató, az elszámolóház és a tőzsde tájékoztatási kötelezettségéről szóló 38/1996. (XII. 28.) PM rendelet módosításáról
- 52/2000. (VIII. 11.) FVM rendelet Az aszálykárok enyhítését szolgáló öntözővíz használat 2000. évi támogatásáról szóló 30/2000. (VI. 16.) FVM rendelet módosításáról
- 53/2000. (VIII. 11.) FVM rendelet A területrendezési és településrendezési tervezési jogosultságról
- 54/2000. (VIII. 11.) FVM rendelet Az egyéb borok előállításának, minőség-ellenőrzésének és fogyasztói forgalomba hozatalának szakmai szabályairól
- 23/2000. (VIII. 15.) OM rendelet a szakmai követelmények kiadásáról szóló 16/1994. (VII. 8.) MKM rendelet módosításáról
- 26/2000. (VIII. 31.) OM rendelet a külföldön kiállított, idegennyelv-tudást igazoló nyelvvizsga-bizonyítványok Magyarországon történő honosításáról
- 19/2000. (VIII. 15.) HM rendelet	A honvédségnél foglalkoztatottak közalkalmazotti jogviszonyával összefüggő egyes kérdések rendezéséről szóló 25/1992. (XI.25.) HM rendelet módosításáról
- 20/2000. (VIII. 15.) HM rendelet A hivatásos, szerződéses és hadköteles katonák térítésmentes és kedvezményes természetbeni ellátásáról szóló 2/1998. (II. 4.) HM rendelet módosításáról
- 23/2000. (VIII. 15.) OM rendelet A szakmai követelmények kiadásáról szóló 16/1994. (VII. 8.) MKM rendelet módosításáról
- 4/2000. (VIII. 17.) KöViM-HM-KöM együttes rendelet A magyar légtér légiközlekedés céljára történő kijelöléséről szóló 14/1998. (VI. 24.) KHVM-HM-KTM együttes rendelet módosításáról
- 21/2000. (VIII. 18.) HM rendelet A munkavédelemről szóló 1993. évi XCIII. törvény egyes rendelkezéseinek végrehajtásáról
- 21/2000. (VIII. 23.) BM-IM-TNM együttes rendelet A fegyveres szervek hivatásos, közalkalmazotti és köztisztviselői állományának munkaköri egészségi, pszichikai és fizikai alkalmasságáról, a szolgálat-, illetve keresőképtelenség megállapításáról, valamint a belügyi egészségügyi szolgálat igénybevételéről
- 22/2000. (VIII. 23.) BM rendelet A közalkalmazottak jogállásáról szóló 1992. évi XXXIII. törvénynek a belügyminiszter ágazati irányítása alá tartozó szerveknél történő végrehajtásáról szóló 62/1997. (XI. 17.) BM rendelet módosításáról és a Belügyminisztérium Országos Közbeszerzési Főigazgatóság megszüntetéséről szóló 17/2000. (VI. 8.) BM rendelet módosításáról
- 20/2000. (VIII. 25.) KöM rendelet A géntechnológiai tevékenységről szóló 1998. évi XXVII. törvény 4. §-ának (1)-(4) bekezdésében meghatározott engedélyezési eljárásokban szakhatóságként közreműködő szerv kijelöléséről
- 31/2000. (VIII. 25.) PM rendelet A szabálysértési eljárás során lefoglalt és elkobzott dolgok kezeléséről és értékesítéséről, valamint a pénzbírság és egyéb pénzösszeg letiltásáról és átutalásáról szóló 10/2000. (III. 24.) PM rendelet módosításáról
- 23/2000. (VIII. 29.) BM rendelet A szolgálati viszonyban állók nyugellátásának eljárási rendjéről szóló 25/1997. (III. 26.) BM rendelet módosításáról
- 27/2000. (VIII. 29.) GM rendelet A gázszerelők nyilvántartásáról szóló 26/2000. (VII. 28.) GM rendelet módosításáról
- 28/2000. (VIII. 29.) GM rendelet Egyes gázfogyasztó készülékek kialakításáról és megfelelőségének tanúsításáról szóló 22/1998. (IV. 17.) IKIM rendelet módosításáról
- 14/2000. (VIII. 29.) IM rendelet A jogi szakvizsgáról szóló 5/1991. (IV. 4.) IM rendelet módosításáról
- 24/2000. (VIII. 29.) OM rendelet A kiemelt munkavégzésért járó keresetkiegészítésről
- 32/2000. (VIII. 29.) PM rendelet A termőföldnek nem minősülő ingatlanok hitelbiztosítéki értékének meghatározására vonatkozó módszertani elvekről szóló 25/1997. (VIII. 1.) PM rendelet módosításáról
- 24/2000. (VIII. 31.) BM rendelet Az egyes szakmai és vizsgáztatási követelmények kiadásáról szóló 38/1997. (VI. 27.) BM rendelet módosításáról
- 22/2000. (VIII. 31.) HM rendelet A Magyar Honvédség hivatásos és szerződéses állományú tagjainak beosztási kategóriákba történő részletes besorolásáról és a szolgálati beosztásokban elérhető rendfokozatokról
- 21/2000. (VIII. 31.) KöM rendelet A Tiszakürti Arborétum Természetvédelmi Terület országos jelentőségű védett természeti területté történő átminősítéséről
- 25/2000. (VIII. 31.) OM rendelet Az ipari, kereskedelmi szakképesítések szakmai és vizsgakövetelményeiről szóló 18/1995. (VI. 6.) IKM rendelet módosításáról
- 26/2000. (VIII. 31.) OM rendelet A külföldön kiállított, idegennyelv-tudást igazoló nyelvvizsgabizonyítványok Magyarországon történő honosításáról

##### Szeptember
- 25/2000. (IX. 1.) BM rendelet A polgárok személyi adatainak és lakcímének nyilvántartásából teljesített adatszolgáltatásokért, valamint a kapcsolatfelvétel céljából való megkeresésért, illetőleg értesítésért fizetendő igazgatási szolgáltatási díjról
- 24/2000. (IX. 1.) EüM rendelet Egyes miniszteri rendeletek módosításáról
- 55/2000. (IX. 8.) FVM rendelet A 2000. évi termésű takarmánykukorica irányáráról
- 56/2000. (IX. 8.) FVM rendelet A 2000. évi termésű élelmezési búza irányáráról
- 57/2000. (IX. 8.) FVM rendelet A minőségi vágóbaromfi termelés támogatásáról szóló 13/2000. (III. 31.) FVM rendelet módosításáról
- 58/2000. (IX. 8.) FVM rendelet A cukorrépa, valamint a kristálycukor 2000. évi irányáráról
- 59/2000. (IX. 8.) FVM-GM együttes rendelet Az építésügy körébe tartozó szakértői tevékenység gyakorlásának részletes szabályairól szóló 38/1997. (XII. 18.) KTM-IKIM együttes rendelet módosításáról
- 22/2000. (IX. 8.) KöM rendelet A környezetvédelmi miniszter irányítása, valamint felügyelete alá tartozó szervezetek fontos és bizalmas munkaköreinek megállapításáról
- 60/2000. (IX. 13.) FVM-PM-KüM együttes rendelet A gépek biztonsági követelményeiről és megfelelőségük tanúsításáról szóló 21/1998. (IV. 17.) IKIM rendelet módosításáról
- 29/2000. (IX. 13.) GM rendelet A hivatásos és szerződéses katonai szolgálati viszony létesítéséről, tartalmáról és megszüntetéséről szóló 13/1997. (V. 16.) HM rendelet módosításáról
- 23/2000. (IX. 13.) HM rendelet A folyók mértékadó árvízszintjeiről szóló 15/1997. (IX. 19.) KHVM rendelet módosításáról
- 5/2000. (IX. 13.) KöViM rendelet Egyes munkaköri megnevezésekről
- 6/2000. (IX. 13.) KöViM rendelet A Magyar Köztársaság hozzájárulásáról a Nemzetközi Valutaalapnak a súlyosan eladósodott, legszegényebb országokat támogató programjához
- 61/2000. (IX. 15.) FVM rendelet A Magyar Élelmiszerkönyv kötelező előírásairól szóló 40/1995. (XI. 16.) FM rendelet módosításáról
- 62/2000. (IX. 15.) FVM rendelet A friss fogyasztásra szánt gyümölcs és zöldség ellenőrzéséről
- 63/2000. (IX. 15.) FVM rendelet A 2000. évi ipari alma felvásárlásához nyújtott támogatásról
- 30/2000. (IX. 15.) GM rendelet A munkaerőpiaci szolgáltatásokról, valamint az azokhoz kapcsolódóan nyújtható támogatásokról
- 31/2000. (IX. 15.) GM rendelet A Kis- és Középvállalkozói Célelőirányzat felhasználásának, kezelésének, ellenőrzésének és működésének részletes szabályairól szóló 79/1999. (XII. 26.) GM rendelet módosításáról
- 15/2000. (IX. 15.) NKÖM rendelet Egyes műemlékek védetté nyilvánításáról, illetőleg műemléki védettség megszüntetéséről
- 27/2000. (IX. 15.) OM rendelet A közgazdasági felsőoktatásban folyó szakirányú továbbképzési szakok képesítési követelményeiről szóló 7/1999. (II. I.) OM rendelet módosításáról
- 64/2000. (IX. 21.) FVM rendelet A 2000. évi termésű élelmezési búza alsó és felső intervenciós áráról
- 65/2000. (IX. 21.) FVM rendelet A 2000. évi termésű takarmánykukorica alsó és felső intervenciós áráról
- 66/2000. (IX. 21.) FVM rendelet A cukorrépa, valamint a kristálycukor 2000. évi alsó és felső intervenciós áráról
- 28/2000. (IX. 21.) OM rendelet A kerettantervek kiadásáról, bevezetéséről és alkalmazásáról
- 33/2000. (IX. 21.) PM rendelet A számla, egyszerűsített számla és nyugta adóigazgatási azonosításáról, valamint a nyugta adását biztosító pénztárgép és taxaméter alkalmazásáról szóló 24/1995. (XI. 22.) PM rendelet módosításáról
- 67/2000. (IX. 22.) FVM rendelet A tehéntej termékpálya szabályozásáról szóló 5/1997. (I. 30.) FM rendelet módosításáról
- 24/2000. (IX. 22.) HM rendelet A kulturális és média feladatokat ellátó költségvetési szervek megszüntetéséről, közhasznú társaságok létrehozásáról, illetve az átalakítással kapcsolatos jogutódlásról szóló 16/2000. (VI.20.) HM rendelet módosításáról
- 25/2000. (IX. 22.) HM rendelet A honvédelmi ágazat katasztrófák elleni védekezésének irányításáról és feladatairól
- 26/2000. (IX. 22.) HM rendelet A Magyar Honvédség személyi állománya illetményéről és illetményjellegű juttatásairól szóló 4/1997. (II. 12.) HM rendelet módosításáról
- 26/2000. (IX. 27.) BM rendelet A polgármesteri munkakör átadása jegyzőkönyvének tartalmáról
- 68/2000. (IX. 27.) FVM rendelet Az agrárgazdasági célok 2000. évi költségvetési támogatásáról szóló 6/2000. (II. 26.) FVM rendelet módosításáról
- 69/2000. (IX. 27.) FVM rendelet A vidékfejlesztési célelőirányzat 2000. évi felhasználásának részletes szabályairól szóló 34/2000. (VII. 6.) FVM rendelet módosításáról
- 70/2000. (IX. 27.) FVM rendelet Az állategészségügyi és élelmiszerhigiéniai állapot megőrzése érdekében igénybe vehető támogatásról a sertés- és baromfiágazatban
- 15/2000. (IX. 27.) IM rendelet Egyes munkaköri megnevezésekről
- 4/2000. (IX. 27.) KüM rendelet A személyi szabadságukban külföldön korlátozott magyar állampolgároknak nyújtandó konzuli segítségről
- 32/2000. (IX. 29.) GM rendelet A Turisztikai Célelőirányzat felhasználásának és kezelésének részletes szabályairól szóló 12/1999. (III. 24.) GM rendelet módosításáról
- 25/2000. (IX. 30.) EüM-SZCSM együttes rendelet A munkahelyek kémiai biztonságáról
- 26/2000. (IX. 30.) EüM rendelet A foglalkozási eredetű rákkeltő anyagok elleni védekezésről és az általuk okozott egészségkárosodások megelőzéséről
- 27/2000. (IX. 30.) EüM rendelet A munkaköri, szakmai, illetve személyi higiénés alkalmasság orvosi vizsgálatáról és véleményezéséről szóló 33/1998. (VI.24.) NM rendelet módosításáról
- 71/2000. (IX. 30.) FVM rendelet Az aszálykárt szenvedett mezőgazdasági termelők 2000. évi talajművelési költségeinek támogatásáról
- 72/2000. (IX. 30.) FVM rendelet A vágómarha garantált áron történő állami felvásárlásáról
- 73/2000. (IX. 30.) FVM rendelet A vágómarha garantált áron történő állami felvásárlásának lebonyolításában való részvétel feltételeiről
- 74/2000. (IX. 30.) FVM rendelet A vágósertés garantált áron történő állami felvásárlásáról
- 75/2000. (IX. 30.) FVM rendelet A vágósertés garantált áron történő állami felvásárlásának lebonyolításában való részvétel feltételeiről
- 76/2000. (IX. 30.) FVM rendelet A tehéntej termékpálya szabályozásáról szóló 5/1997. (I. 30.) FM rendelet módosításáról

##### Október
- 27/2000. (X. 6.) BM rendelet A közúti közlekedés rendőrhatósági igazgatásáról szóló 48/1997. (VIII. 26.) BM rendelet módosításáról
- 77/2000. (X. 6.) FVM-EüM-GM együttes rendeletAz élelmiszerekről szóló 1995. évi XC. törvény végrehajtásáról szóló 1/1996. (I. 9.) FM-NM-IKM együttes rendelet módosításáról
- 33/2000. (X. 6.) GM rendelet Az egyes nemzeti szabványok kötelező alkalmazásáról szóló 30/1994. (XI. 8.) IKM rendelet módosításáról
- 27/2000. (X. 6.) HM rendelet A Honvédelmi Minisztérium rendelkezése alatt lévő lakások és helyiségek bérletéről, elidegenítéséről, valamint a lakhatás támogatásáról szóló 6/1994. (IV. 30.) HM rendelet módosításáról
- 7/2000. (X. 6.) KöViM rendelet A közlekedési, hírközlési és vízügyi szakképesítések szakmai és vizsgakövetelményeiről szóló 32/1995. (XII. 30.) KHVM rendelet módosításáról
- 29/2000. (X. 6.) OM rendelet A biztosítási orvostani szakirányú továbbképzési szak képesítési követelményeiről
- 34/2000. (X. 6.) PM rendelet A zárjegy alkalmazásának, a zárjeggyel való elszámolásnak a részletes szabályairól szóló 36/1997. (XI. 26.) PM rendelet módosításáról
- 28/2000. (X. 11.) EüM rendelet A tűzvédelem és a műszaki mentés egészségügyi ágazatra vonatkozó különös szabályairól
- 78/2000. (X. 11.) FVM rendelet A mesterséges termékenyítésről, az embrió átültetésről, az állati szaporítóanyagok előállításáról, felkínálásáról, forgalmazásáról és felhasználásáról szóló 39/1994. (VI. 28.) FM rendelet módosításáról
- 79/2000. (X. 11.) FVM rendelet A földművelésügyi és vidékfejlesztési miniszter által adományozható díjakról és más elismerésekről szóló 11/1999. (I. 29.) FVM rendelet módosításáról
- 80/2000. (X. 11.) FVM rendelet Az egyes állategészségügyi igazgatási szolgáltatások díjáról szóló 46/1999. (V. 19.) FVM rendelet módosításáról
- 34/2000. (X. 11.) GM rendelet A közcélú villamosmű és hőtermelő létesítménye (fűtőműve) által értékesített gőz és melegített víz árának megállapításáról szóló 34/1995. (VIII. 25.) IKM rendelet módosításáról
- 28/2000. (X. 11.) HM rendelet A Magyar Honvédség hivatásos és szerződéses állományú tagjainak beosztási kategóriákba történő részletes besorolásáról és a szolgálati beosztásokban elérhető rendfokozatokról szóló 22/2000. (VIII. 31.) HM rendelet módosításáról
- 30/2000. (X. 11.) OM rendelet A közalkalmazottak jogállását érintő kérdésekről
- 81/2000. (X. 13.) FVM rendelet A 2000. évi ipari alma felvásárlásához nyújtott támogatásról szóló 63/2000. (IX. 15.) FVM rendelet módosításáról
- 82/2000. (X. 13.) FVM rendelet Állategészségügyi intézetek megszüntetéséről
- 29/2000. (X. 13.) HM-BM együttes rendelet A NATO menetparancs alkalmazásával kapcsolatos szabályokról
- 16/2000. (X. 13.) IM rendelet A büntetés-végrehajtási szervezet hivatásos állományú tagjai nyugellátásának eljárási rendjéről szóló 16/1997. (IV. 22.) IM rendelet módosításáról
- 5/2000. (X. 13.) KüM-PM együttes rendelet A Kereskedelmi Vámtarifa 2000. évi alkalmazásáról szóló 69/1999. (XII. 15.) GM-PM együttes rendelet módosításáról
- 35/2000. (X. 13.) PM rendelet A kötelező gépjármű-felelősségbiztosítás díjemelésének mértékéről
- 36/2000. (X. 13.) PM rendelet Az országkockázat kezeléséről szóló 25/1998. (X. 9.) PM rendelet módosításáról
- 83/2000. (X. 18.) FVM rendelet Az 1999. évi őszi vetéshez szükséges fémzárolt őszi kalászos vetőmag beszerzésének támogatásáról szóló 70/1999. (VIII. 26.) FVM rendelet módosításáról
- 35/2000. (X. 18.) GM rendelet A szeszfokmérők, valamint az alkohol-sűrűségmérők műszaki és metrológiai követelményeiről, vizsgálatáról és hitelesítéséről
- 8/2000. (X. 18.) KöViM rendelet Az állami tulajdonú víziközmű igénybevételével összefüggő locsolási kedvezményről
- 10/2000. (X. 18.) SZCSM rendelet A szociális és családügyi miniszter által adományozható elismerésekről
- 11/2000. (X. 18.) SZCSM rendelet A fogyatékos személyek otthonában élő és a rehabilitációs intézményben elhelyezett személyek állapotának felülvizsgálatáról
- 36/2000. (X. 20.) GM rendelet A Gazdasági Minisztérium Engedélyezési és Közigazgatási Hivatala által lefolytatott egyes eljárások igazgatási szolgáltatási díjáról
- 30/2000. (X. 20.) HM rendelet A 2000. évi és 2001. első negyedévi sorállományváltás végrehajtása rendjéről szóló 19/1999. (XII. 20.) HM rendelet módosításáról
- 28/2000. (X. 27.) BM rendelet Az egyéni vállalkozói igazolvánnyal rendelkező vállalkozók központi nyilvántartásából teljesített adatszolgáltatás igazgatási szolgáltatási díjáról
- 29/2000. (X. 27.) BM rendelet A választási eljárásról szóló 1997. évi C. törvény végrehajtásáról a helyi népszavazáson és a helyi népi kezdeményezésen
- 37/2000. (X. 27.) GM rendelet A Jugoszláv Szövetségi Köztársaságba történő kőolaj, földgáz és származékaik kivitele, valamint a Magyar Köztársaság területén történő átszállítása átmeneti tiltásáról szóló 61/1999. (XII. 6.) GM rendelet hatályon kívül helyezéséről
- 31/2000. (X. 27.) HM rendelet Az Észak-atlanti Szerződés Szervezete Biztonsági Beruházási Programja magyarországi végrehajtási rendjéről és szabályairól
- 174/2000. (X. 30.) Korm. rendelet A közgazdasági felsőoktatás alapképzési szakjainak képesítési követelményeiről szóló 4/1996. (I. 18.) Korm. rendelet módosításáról
- 175/2000. (X. 30.) Korm. rendelet A külföldi felsőoktatási intézményben szerzett fokozatok, oklevelek és diplomák elismeréséről és honosításáról szóló 47/1995. (IV. 27.) Korm. rendelet módosításáról
- 29/2000. (X. 30.) EüM rendelet Az egészségügyi intézmények katasztrófaterveinek tartalmi követelményeiről
- 9/2000. (X. 30.) KöViM rendelet A személygépkocsival végzett személyszállítási szolgáltatások engedélyezése eljárásaihoz kapcsolódó igazgatási szolgáltatási díjakról
- 37/2000. (X. 30.) PM rendelet A vámtörvény végrehajtásának részletes szabályairól szóló 10/1996. (III. 25.) PM rendelet módosításáról
- 30/2000. (X. 31.) BM rendelet A rendőrkapitányságok illetékességi területének megállapításáról szóló 11/1991. (IX. 6.) BM rendelet módosításáról
- 30/2000. (X. 31.) EüM rendelet Az egészségügyi szakellátás társadalombiztosítási finanszírozásának egyes kérdéseiről szóló 9/1993. (IV. 2.) NM rendelet módosításáról
- 38/2000. (X. 31.) GM rendelet Egyes miniszteri rendeletek módosításáról
- 10/2000. (X. 31.) KöViM rendelet A vízijárművek és úszómunkagépek megfelelőségét vizsgáló, ellenőrző és tanúsító szervezetek kijelöléséről

##### November
- 31/2000. (XI. 3.) EüM rendelet A gyógyszerekkel folytatott nagykereskedelmi tevékenységről szóló 60/1999. (XII. 1.) EüM rendelet módosításáról
- 84/2000. (XI. 8.) FVM rendelet Az építésügyi műszaki ellenőrök szakmai és vizsgakövetelményeiről szóló 10/2000. (III. 24.) FVM rendelet módosításáról
- 85/2000. (XI. 8.) FVM rendelet A telekalakításról
- 17/2000. (XI. 8.) IM rendelet A közjegyzői állások számáról és a közjegyzők székhelyéről szóló 15/1991. (XI. 26.) IM rendelet módosításáról
- 38/2000. (XI. 8.) PM rendelet A vám- és pénzügyőrség hivatásos állományú tagjainak szolgálati viszonyával kapcsolatos egyes szabályokról szóló 15/1997. (V.8.) PM rendelet módosításáról
- 86/2000. (XI. 10.) FVM rendelet A minőségi vágóbaromfi termelés támogatásáról szóló 13/2000. (III. 31.) FVM rendelet módosításáról
- 87/2000. (XI. 10.) FVM rendelet A 2000. évi ár- és belvizek által okozott mezőgazdasági és erdőgazdálkodási károk enyhítéséhez rendkívüli támogatás nyújtásáról szóló 43/2000. (VII. 21.) FVM rendelet módosításáról
- 88/2000. (XI. 10.) FVM rendelet Az Erdőrendezési Szabályzatról
- 89/2000. (XI. 10.) FVM rendelet A takarmánykukorica exportjának tilalmáról
- 39/2000. (XI. 10.) GM rendelet A gázszerelők nyilvántartásáról szóló 26/2000. (VII. 28.) GM rendelet módosításáról
- 11/2000. (XI. 10.) KöViM rendelet A radioaktív anyagok szállításáról, fuvarozásáról és csomagolásáról szóló 14/1997. (IX. 3.) KHVM rendelet módosításáról
- 12/2000. (XI. 10.) KöViM rendelet ,,A vizek kártételei elleni védekezésért Érdemérem alapításáról
- 13/2000. (XI. 10.) KöViM rendelet A közalkalmazottak jogállásáról szóló 1992. évi XXXIII. törvény végrehajtásáról szóló 24/1992. (XII. 2.) KHVM rendelet módosításáról
- 90/2000. (XI. 14.) FVM rendelet A halászatról és a horgászatról szóló 1997. évi XLI. törvény végrehajtásának egyes szabályairól szóló 78/1997. (XI. 4.) FM rendelet módosításáról
- 40/2000. (XI. 14.) GM rendelet Egyes fejezeti kezelésű előirányzatokkal kapcsolatos eljárási rendről
- 14/2000. (XI. 14.) KöViM rendelet A Magyar Köztársaság légterében és repülőterein történő repülések végrehajtásának szabályairól
- 32/2000. (XI. 16.) EüM rendelet A vezeték nélküli távközlési építmény által kibocsátott elektromágneses sugárzás egészségügyi határértékeiről
- 33/2000. (XI. 16.) EüM rendelet Az egészségügyi szolgáltatók és működési engedélyük nyilvántartásáról szóló 32/1997. (X. 28.) NM rendelet módosításáról
- 15/2000. (XI. 16.) KöViM rendelet Az utak építésének, forgalomba helyezésének és megszüntetésének engedélyezéséről
- 16/2000. (XI. 16.) NKÖM rendelet A szakmai követelmények kiadásáról szóló 16/1994. (VII. 8.) MKM rendelet módosításáról
- 31/2000. (XI. 22.) BM rendelet A hivatásos önkormányzati és az önkéntes tűzoltóságok Riasztási és Segítségnyújtási Tervéről szóló 23/1996. (IX. 19.) BM rendelet módosításáról
- 34/2000. (XI. 22.) EüM rendelet Az intézeti gyógyszerellátásról
- 32/2000. (XI. 22.) HM rendelet A meghatározott össztömeget, tengelyterhelést és méretet meghaladó honvédségi járművek közúti közlekedéséről
- 16/2000. (XI. 22.) KöViM rendelet A légiforgalom irányításának szabályairól
- 17/2000. (XI. 22.) KöViM-HM-KöM együttes rendelet A magyar légtér légiközlekedés céljára történő kijelöléséről szóló 14/1998. (VI. 24.) KHVM-HM-KTM együttes rendelet módosításáról
- 91/2000. (XI. 24.) FVM rendelet A minőségi borok művi tárolásának támogatásáról
- 18/2000. (XI. 24.) KöViM rendelet Egyes közlekedési és vízügyi miniszteri rendeletek módosításáról
- 6/2000. (XI. 24.) KüM-PM együttes rendelet A Kereskedelmi Vámtarifa 2000. évi alkalmazásáról szóló 69/1999. (XII. 15.) GM-PM együttes rendelet módosításáról
- 39/2000. (XI. 24.) PM rendelet A Pénzügyminisztérium és a pénzügyminiszter irányítása alá tartozó szervezetek fontos és bizalmas munkaköreinek megállapításáról szóló 34/1996. (XII. 21.) PM rendelet módosításáról
- 40/2000. (XI. 24.) PM rendelet Az országkockázat kezeléséről szóló 25/1998. (X. 9.) PM rendelet módosításáról
- 32/2000. (XI. 27.) BM rendelet A kötelező kéményseprő-ipari közszolgáltatásról szóló 27/1996. (X. 30.) BM rendelet módosításáról
- 92/2000. (XI. 27.) FVM rendelet A 2000. évi termésű ipari alma felvásárlásához nyújtott közvetlen termelői és feldolgozói kiegészítő támogatásról
- 41/2000. (XI. 27.) PM rendelet A gépjárműszavatossági károk 1971. január 1. előtti rendszere alapján fizetett baleseti kártérítési járadékokról szóló 12/1998. (III. 27.) PM rendelet módosításáról
- 42/2000. (XI. 27.) PM rendelet A kötelező gépjármű-felelősségbiztosítás 1991. július 1. előtti rendszere alapján fizetett baleseti kártérítési járadékok emeléséről szóló 2/1997. (I. 31.) PM rendelet módosításáról
- 33/2000. (XI. 29.) BM rendelet A megkülönböztető és figyelmeztető jelzést adó készülékek felszerelésének és használatának szabályairól
- 34/2000. (XI. 29.) BM rendelet A fővárosi és az országos kisebbségi önkormányzatok megválasztásának eljárási rendjéről szóló 46/1998. (X. 21.) BM rendelet módosításáról
- 35/2000. (XI. 29.) EüM rendelet A gyógyszerek rendeléséről és kiadásáról szóló 3/1995. (II. 8.) NM rendelet módosításáról
- 35/2000. (XI. 30.) BM rendelet A közúti közlekedési igazgatási feladatokról, a közúti közlekedési okmányok kiadásáról és visszavonásáról

##### December
- 19/2000. (XII. 1.) KöViM-BM együttes rendelet A közúti járművezetők pályaalkalmassági vizsgálatáról szóló 11/1988. (XII. 20.) KM-BM együttes rendelet módosításáról
- 2/2000. (XII. 1.) MeHVM rendelet A hírközlési és informatikai célelőirányzat felhasználásának és kezelésének szabályairól
- 17/2000. (XII. 1.) NKÖM rendelet A fehérvárcsurgói Károlyi-kastélyegyüttes és parkja műemlékké nyilvánításáról
- 36/2000. (XII. 5.) BM rendelet A hivatásos önkormányzati és az önkéntes tűzoltóságok Riasztási és Segítségnyújtási Tervéről szóló 23/1996. (IX. 19.) BM rendelet módosításáról
- 37/2000. (XII. 5.) BM rendelet A hivatásos önkormányzati tűzoltóságok legkisebb létszámáról szóló 28/1996. (XI. 26.) BM rendelet módosításáról
- 38/2000. (XII. 5.) BM rendelet A tűzoltóság működési területen kívül elrendelt igénybevétele költségeinek megtérítéséről szóló 50/1997. (IX. 19.) BM rendelet módosításáról
- 43/2000. (XII. 5.) PM rendelet A zárjegy alkalmazásának, a zárjeggyel való elszámolásnak a részletes szabályairól szóló 36/1997. (XI. 26.) PM rendelet módosításáról
- 36/2000. (XII. 8.) EüM rendelet A fertőző betegségek jelentésének rendjéről szóló 63/1997. (XII. 21.) NM rendelet módosításáról
- 37/2000. (XII. 8.) EüM rendelet A fontos és bizalmas munkakörökről, valamint a biztonsági ellenőrzés szintjéről
- 41/2000. (XII. 8.) GM rendelet Egyes miniszteri rendeletek módosításáról
- 33/2000. (XII. 11.) HM rendelet A 2001. évi és 2002. első negyedévi sorállományváltás végrehajtása rendjéről
- 39/2000. (XII. 12.) BM rendelet A lakáscélú munkáltatói támogatásról
- 40/2000. (XII. 12.) BM rendelet A belügyi szervek rendelkezésében lévő, lakásnak nem minősülő szállóférőhelyek, lakóegységek használatáról, valamint a bérleti, albérleti díj hozzájárulás szabályairól
- 41/2000. (XII. 12.) BM rendelet A lakások és helyiségek bérletére, valamint elidegenítésükre vonatkozó egyes szabályokról szóló 1993. évi LXXVIII. törvény végrehajtásáról
- 93/2000. (XII. 12.) FVM rendelet Az agrárgazdasági célok 2000. évi költségvetési támogatásáról szóló 6/2000. (II. 26.) FVM rendelet módosításáról
- 20/2000. (XII. 12.) KöViM rendelet A belföldi és a nemzetközi árufuvarozási tevékenység végzésére szóló engedélyezési eljárás díjáról szóló 39/1998. (XII. 23.) KHVM rendelet módosításáról
- 21/2000. (XII. 12.) KöViM rendelet Az útügyi hatósági eljárások díjairól szóló 26/1997. (XII. 12.) KHVM rendelet módosításáról
- 22/2000. (XII. 12.) KöViM rendelet A közúti járművezetői vizsga és az egyes közúti közlekedési szakképesítésekkel összefüggő vizsgák díjairól szóló 34/1998. (XII. 23.) KHVM rendelet módosításáról
- 23/2000. (XII. 12.) KöViM rendelet A vasúti hatósági eljárások díjairól szóló 38/1998. (XII. 23.) KHVM rendelet módosításáról
- 24/2000. (XII. 12.) KöViM rendelet A vasúti járművezetők és mozdonykazán-fűtők, valamint egyes gépkezelők vizsgadíjairól szóló 36/1998. (XII. 23.) KHVM rendelet módosításáról
- 25/2000. (XII. 12.) KöViM rendelet A hajózási hatósági eljárások díjairól szóló 25/1997. (XII. 12.) KHVM rendelet módosításáról
- 26/2000. (XII. 12.) KöViM rendelet A hajózási képesítésekről szóló 2/1995. (II. 24.) KHVM rendelet módosításáról
- 27/2000. (XII. 12.) KöViM rendelet A szállítótartályok műszaki felügyeletéről szóló 37/1998. (XII. 23.) KHVM rendelet módosításáról
- 44/2000. (XII. 12.) PM rendelet Az adójegy igénylésére, visszavételére, alkalmazására vonatkozó részletes szabályokról szóló 14/1998. (IV. 30.) PM rendelet módosításáról
- 38/2000. (XII. 14.) EüM rendelet Az egészségügyi miniszter által adományozható szakmai elismerésekről szóló 19/1998. (XII. 27.) EüM rendelet módosításáról
- 42/2000. (XII. 14.) GM rendelet A gabonafélék hektoliter-tömegének mérésére szolgáló eszköz műszaki és mérésügyi követelményeiről
- 23/2000. (XII. 14.) KöM rendelet A polgári természetőrökről szóló 33/1997. (XI. 20.) KTM rendelet módosításáról
- 31/2000. (XII. 14.) OM rendelet Az élelmiszer-biztonsági szakmérnöki szakirányú továbbképzési szak képesítési követelményeiről
- 45/2000. (XII. 14.) PM rendelet A hordós borra előírt hivatalos zár alkalmazásának, elszámolásának részletes szabályairól
- 94/2000. (XII. 18.) FVM rendelet Az 1999. évi költségvetési törvényben jóváhagyott 16 milliárd forint összegű agrárhitelhez kapcsolódó kezességvállalás felhasználásáról, a szarvasmarha ágazat fejlesztéséről szóló 7/2000. (II. 29.) FVM rendelet módosításáról
- 43/2000. (XII. 18.) GM rendelet A 2001. évi munkaszüneti napok körüli munkarendről
- 28/2000. (XII. 18.) KöViM rendelet A hajózási tevékenység engedélyezésének rendjéről
- 29/2000. (XII. 18.) KöViM rendelet A hajózásról szóló 1973. évi 6. törvényerejű rendelet végrehajtásáról intézkedő 5/1974. (V. 21.) KPM rendelet módosításáról
- 7/2000. (XII. 18.) KüM-PM együttes rendelet A Kereskedelmi Vámtarifa kihirdetéséről szóló 64/1995. (XI. 24.) IKM-PM együttes rendelet módosításáról
- 8/2000. (XII. 18.) KüM-PM együttes rendelet A Kereskedelmi Vámtarifa 2001. évi alkalmazásáról
- 9/2000. (XII. 18.) KüM-PM együttes rendelet A 2001. évi GATT kedvezményes vámkontingensekről
- 10/2000. (XII. 18.) KüM-PM együttes rendelet A Magyar Köztársasággal szabadkereskedelmi megállapodást kötött országokból származó egyes árukra vonatkozó kedvezményes vámkontingensekről
- 11/2000. (XII. 18.) KüM-PM együtt rendelet A vámtarifáról szóló 1995. évi CI. törvény végrehajtásáról szóló 18/1996. (III. 25.) IKM-PM együttes rendelet módosításáról
- 18/2000. (XII. 18.) NKÖM rendelet A kulturális szakértők működésének engedélyezéséről és a szakértői névjegyzékek vezetéséről
- 32/2000. (XII. 18.) OM rendelet A földügyi informatikus szakmérnöki szakirányú továbbképzési szak képesítési követelményeiről
- 46/2000. (XII. 18.) PM-EüM együttes rendelet Az egyes gyógyszerek és gyógyászati segédeszközök beszerzéséről és forgalmazásáról szóló 110/2000. (VI. 29.) Korm. rendelet alapján beszerzésre kerülő gyógyszerhatóanyagokról és gyógyászati segédeszközökről
- 47/2000. (XII. 18.) PM rendelet A vámtörvény végrehajtásának részletes szabályairól szóló 10/1996. (III. 25.) PM rendelet módosításáról
- 48/2000. (XII. 18.) PM rendelet A jövedéki adóról és a jövedéki termékek forgalmazásának különös szabályairól szóló 1997. évi CIII. törvény egyes rendelkezéseinek végrehajtásáról szóló 35/1997. (XI. 26.) PM rendelet módosításáról
- 44/2000. (XII. 19.) GM rendelet A Gazdaságfejlesztési Célelőirányzatok felhasználásának és kezelésének részletes szabályairól szóló 33/1998. (V. 22.) IKIM rendelet módosításáról
- 19/2000. (XII. 19.) NKÖM rendelet A nemzeti kulturális örökség minisztere által adományozható művészeti és egyéb szakmai díjakról szóló 3/1999. (II. 24.) NKÖM rendelet módosításáról
- 5/2000. (XII. 19.) TNM rendelet A polgári nemzetbiztonsági szolgálatok létesítményeibe történő belépés rendjéről szóló 1/1996. (VI. 19.) TNM rendelet módosításáról
- 39/2000. (XII. 20.) EüM rendelet Az állatgyógyászati készítmények élelmiszerekben előforduló maradványának megengedhető mértékéről rendelkező 2/1999. (II. 5.) EüM rendelet módosításáról
- 40/2000. (XII. 20.) EüM rendelet Az élelmiszerek vegyi szennyezettségének megengedhető mértékéről szóló 17/1999. (VI. 16.) EüM rendelet módosításáról
- 41/2000. (XII. 20.) EüM-KöM együttes rendelet Az egyes veszélyes anyagokkal, illetve veszélyes készítményekkel kapcsolatos egyes tevékenységek korlátozásáról
- 34/2000. (XII. 20.) HM rendeletA Magyar Honvédség Térképészeti Hivatal központi költségvetési szerv egyes szervezeti elemeinek megszüntetéséről, állami feladat közhasznú társaságnak történő átadásáról, illetve az átalakítással kapcsolatos jogutódlásról
- 35/2000. (XII. 20.) HM rendelet A védelmi célokat szolgáló földmérési és térképészeti szakigazgatási feladatokról, valamint a honvédelmi célú térképellátásról
- 36/2000. (XII. 20.) HM rendelet Az üdültetési, rekreációs, sport és egészségmegőrző feladatokat ellátó költségvetési szervek megszüntetéséről, állami feladat közhasznú társaságnak történő átadásáról, illetve az átalakítással kapcsolatos jogutódlásról
- 95/2000. (XII. 21.) FVM-HM együttes rendelet A földmérési és térképészeti tevékenységről szóló 1996. évi LXXVI. törvény egyes rendelkezéseinek végrehajtásáról szóló 21/1997. (III. 12.) FM-HM együttes rendelet módosításáról
- 45/2000. (XII. 21.) GM rendelet A villamos energia hatósági árainak, valamint a közcélú villamosművek és hőtermelő létesítményeik (fűtőműveik) által értékesített melegített víz és gőz árának szabályozásáról
- 46/2000. (XII. 21.) GM rendelet A közcélú villamosművek villamos energia vásárlási árának megállapításáról szóló 55/1996. (XII. 20.) IKIM rendelet módosításáról
- 47/2000. (XII. 21.) GM rendelet A közcélú villamosmű és hőtermelő létesítménye (fűtőműve) által értékesített gőz és melegített víz árának megállapításáról szóló 34/1995. (VIII. 25.) IKM rendelet módosításáról
- 48/2000. (XII. 21.) GM rendelet A lakossági fogyasztókon kívüli egyéb fogyasztók részére szolgáltatott villamos energia árának megállapításáról szóló 9/1999. (III. 19.) GM rendelet módosításáról
- 49/2000. (XII. 21.) GM rendelet A lakossági fogyasztók részére szolgáltatott villamos energia árának megállapításáról szóló 10/1999. (III. 19.) GM rendelet módosításáról
- 50/2000. (XII. 21.) GM rendelet A földgáz díjának megállapításáról szóló 11/1999. (III. 19.) GM rendelet módosításáról
- 37/2000. (XII. 21.) HM rendelet A Honvédelmi Minisztérium rendelkezése alatt lévő lakások és helyiségek bérletéről, elidegenítéséről, valamint a lakhatás támogatásáról szóló 6/1994. (IV. 30.) HM rendelet módosításáról
- 38/2000. (XII. 21.) HM rendelet Az élelmiszer-utalvánnyal való ellátásról szóló 15/2000. (VI. 20.) HM rendelet módosításáról
- 1/2000. (XII. 21.) ISM rendelet Egyes sportfeladatokat ellátó költségvetési szervek megszüntetéséről, illetve jogutódlásáról
- 2/2000. (XII. 21.) ISM rendelet Az ifjúsági és sportminiszter felügyelete alá tartozó intézmények katasztrófák elleni védekezésének irányításáról és feladatairól
- 30/2000. (XII. 21.) KöViM rendelet A belföldi közforgalmú menetrend szerinti vasúti személyszállítás legmagasabb díjairól szóló 28/1996. (XII. 20.) KHVM rendelet módosításáról
- 31/2000. (XII. 21.) KöViM rendelet A belföldi helyközi (távolsági) menetrend szerinti autóbusz-közlekedés, valamint a nevelési-oktatási intézmények által rendelt belföldi autóbusz különjáratok legmagasabb díjairól szóló 39/1999. (XII. 20.) KHVM rendelet módosításáról
- 32/2000. (XII. 21.) KöViM rendelet Az M1 és M3 autópálya használatának díjáról szóló 42/1999. (XII. 25.) KHVM rendelet módosításáról
- 33/2000. (XII. 21.) KöViM-KöM-PM együttes rendelet Az egyes használt vagy sérült gépjárművek vámkezelését megelőző vizsgálatról szóló 3/1999. (I. 18.) KHVM-KöM-PM együttes rendelet módosításáról
- 34/2000. (XII. 21.) KöViM rendelet Az állami tulajdonú közüzemi vízműből szolgáltatott ivóvízért, illetőleg az állami tulajdonú közüzemi csatornamű használatáért fizetendő díjakról szóló 47/1999. (XII. 28.) KHVM rendelet módosításáról
- 12/2000. (XII. 21.) KüM rendelet Az állami vezetők külföldi napidíjáról szóló 4/1997. (XII. 29.) KüM rendelet módosításáról
- 13/2000. (XII. 21.) KüM rendelet Az alapellátmányról, a valuta-költségtérítésről és egyes állomáshelyekhez kapcsolódó további ellátmánypótlékról szóló 5/1997. (XII. 29.) KüM rendelet módosításáról
- 3/2000. (XII. 21.) MeHVM rendelet A belföldi postai szolgáltatások legmagasabb hatósági díjairól szóló 35/1997. (XII. 21.) KHVM rendelet módosításáról
- 49/2000. (XII. 21.) PM rendelet Az illetékkel kapcsolatos ügyiratok kezeléséről, az illetékek kiszabásáról, elszámolásáról és könyveléséről szóló 32/1999. (XII.22.) PM rendelet módosításáról
- 50/2000. (XII. 21.) PM rendelet A települési önkormányzat hatáskörébe tartozó adók és adók módjára behajtandó köztartozások nyilvántartásáról, kezeléséről és elszámolásáról szóló 13/1991. (V. 21.) PM rendelet módosításáról
- 12/2000. (XII. 21.) SZCSM-PM együttes rendelet A megváltozott munkaképességű dolgozók foglalkoztatásáról és szociális ellátásáról szóló 8/1983. (VI. 29.) EüM-PM együttes rendelet módosításáról
- 51/2000. (XII. 23.) GM rendelet A vendéglátó üzletek kategóriába sorolásáról, valamint ártájékoztatásáról szóló 43/1998. (VI. 24.) IKIM rendelet és a kereskedelmi és a fizetővendéglátó szálláshelyek osztályba sorolásáról, valamint a falusi szálláshelyek minősítéséről szóló 45/1998. (VI. 24.) IKIM rendelet módosításáról
- 33/2000. (XII. 26.) OM rendelet A közalkalmazottak jogállásáról szóló 1992. évi XXXIII. törvény felsőoktatásban való végrehajtásáról
- 51/2000. (XII. 26.) PM rendelet A Vámtarifa Magyarázatról szóló 23/1990. (XII. 3.) PM rendelet módosításáról
- 42/2000. (XII. 27.) BM rendelet A belügyminiszter irányítása alá tartozó szervek, valamint az önkormányzati tűzoltóság szolgálati viszonyban álló tagjai szolgálati viszonyának egyes kérdéseiről és a személyügyi igazgatás rendjéről szóló 9/1997. (II. 12.) BM rendelet módosításáról
- 43/2000. (XII. 27.) BM rendelet A helyszíni bírságolás részletes szabályairól szóló 10/2000. (II. 23.) BM rendelet módosításáról
- 42/2000. (XII. 27.) EüM rendelet Az egyes miniszteri rendeletek módosításáról szóló 24/2000. (IX. 1.) EüM rendelet módosításáról
- 43/2000. (XII. 27.) EüM rendelet A nemzeti szabványok kötelező alkalmazásáról szóló 58/1999. (XI. 26.) EüM rendelet módosításáról
- 44/2000. (XII. 27.) EüM rendelet A veszélyes anyagokkal és a veszélyes készítményekkel kapcsolatos egyes eljárások, illetve tevékenységek részletes szabályairól
- 96/2000. (XII. 27.) FVM-HM együttes rendelet A földmérési és térképészeti tevékenységről szóló 1996. évi LXXVI. törvény egyes rendelkezéseinek végrehajtásáról szóló 21/1997. (III. 12.) FM-HM együttes rendelet módosításáról
- 52/2000. (XII. 27.) GM rendelet A termékek aeroszol csomagolásának műszaki követelményeiről
- 35/2000. (XII. 27.) KöViM-BM együttes rendelet A közúti járművek forgalomba helyezésével és forgalomban tartásával, valamint környezetvédelmi felülvizsgálatával és ellenőrzésével kapcsolatos egyes díjakról szóló 11/1998. (IV. 17.) KHVM-BM együttes rendelet módosításáról
- 36/2000. (XII. 27.) KöViM-BM együttes rendelet A közúti járművezetők pályaalkalmassági vizsgálatáról szóló 11/1988. (XII. 20.) KM-BM együttes rendelet módosításáról
- 37/2000. (XII. 27.) KöViM rendelet A kedvtelési célú vízijárművek tervezéséről, építéséről és megfelelőségének tanúsításáról szóló 2/2000. (VII. 26.) KöViM rendelet módosításáról
- 34/2000. (XII. 27.) OM rendelet A Felsőoktatási és Tudományos Tanács szervezetéről, működéséről és megválasztásának rendjéről szóló 15/1997. (III. 12.) MKM rendelet módosításáról
- 35/2000. (XII. 27.) OM rendelet A Felsőoktatás Fejlesztési Alapprogramokról szóló 11/1996. (X.9.) MKM rendelet hatályon kívül helyezéséről
- 36/2000. (XII. 27.) OM rendelet A gyermek- és ifjúságvédelmi tanácsadó szakirányú továbbképzési szak képesítési követelményeiről
- 52/2000. (XII. 27.) PM-TNM együttes rendelet A PHARE, SAPARD és ISPA előcsatlakozási eszközökből finanszírozott beszerzések általános forgalmi adó alóli mentesítésének szabályairól
- 44/2000. (XII. 28.) BM rendelet A közúti közlekedési nyilvántartás működéséről és az adatszolgáltatás rendjéről szóló 56/1999. (XII. 28.) BM rendelet módosításáról
- 45/2000. (XII. 28.) BM-IM együttes rendelet A bűnügyi nyilvántartást kezelő szervről, az adatközlés és az adatszolgáltatás rendjéről szóló 7/2000. (II. 16.) BM-IM együttes rendelet módosításáról
- 45/2000. (XII. 28.) EüM rendelet A mentésről szóló egyes miniszteri rendeletek módosításáról
- 39/2000. (XII. 28.) HM rendelet A hivatásos és szerződéses katonai szolgálati viszony létesítéséről, tartalmáról és megszüntetéséről szóló 13/1997. (V. 16.) HM rendelet módosításáról
- 46/2000. (XII. 29.) EüM-FVM-KöM-GM együttes rendelet Egyes veszélyes anyagok és veszélyes készítmények behozatalával, illetve kivitelével összefüggő bejelentési és előzetes tájékoztatáson alapuló jóváhagyási (PIC) eljárásról
- 96/2000. (XII. 29.) FVM rendelet A kísérleti célú térségi termelési integráció kialakításának támogatásáról, a szarvasmarha ágazat fejlesztéséről, valamint az 1999. évi költségvetési törvényben jóváhagyott 16 milliárd forint összegű kezességvállalási keret felhasználásáról
- 37/2000. (XII. 29.) OM rendelet A Fogyatékos gyermekek óvodai nevelésének irányelve és a Fogyatékos tanulók iskolai oktatásának tantervi irányelve kiadásáról szóló 23/1997. (VI. 4.) MKM rendelet módosításáról
- 53/2000. (XII. 29.) PM rendelet A pénzügyi szolgáltatások teljesítésének rendjéről a Magyar Államkincstárban tárgyú 36/1999. (XII. 27.) PM rendelet módosításáról
- 54/2000. (XII. 29.) PM rendelet A pénzügyminiszter ágazatába tartozó akkreditált iskolai rendszerű felsőfokú szakképesítések szakmai követelményeiről szóló 20/1998. (VII. 22.) PM rendelet módosításáról
- 53/2000. (XII. 30.) GM rendelet Az egyes fogyasztási cikk behozatalának 2001. I. félévi szabályozásáról

#### Kormányhatározatok

##### Január (1001−1008)
- 1001/2000. (I. 7.) Korm. határozat a Budapest Sportcsarnok újjáépítésére érkezett társadalmi felajánlásokról
- 1002/2000. (I. 10.) Korm. határozat a felsőoktatási beruházások kormánybiztosának kinevezéséről
- 1003/2000. (I. 14.) Korm. határozat a Nyíregyháza, Körte u. 7. szám alatti ingatlan tulajdoni helyzetének rendezéséről
- 1004/2000. (I. 14.) Korm. határozat a lakáspolitika főbb irányairól, valamint a lakástámogatási és finanszírozási rendszer átalakításáról szóló 1100/1999. (IX. 3.) Korm. határozat módosításáról
- 1005/2000. (I. 18.) Korm. határozat a köztisztviselői előmeneteli rendszer közszolgálati életpályává történő átalakításának feladatairól
- 1006/2000. (I. 18.) Korm. határozat a Kormány által alapított közalapítványok alapítói jogainak gyakorlásával kapcsolatos kormányzati feladatok meghatározásáról
- 1007/2000. (I. 18.) Korm. határozat a Civil Koordinációs Tárcaközi Bizottság létrehozásáról
- 1008/2000. (I. 18.) Korm. határozat a külgazdaság-politika irányításáról és a külgazdasági tevékenység irányításával kapcsolatos egyes feladatok ellátásáról

##### Február (1009−1018)
- 1009/2018. (II. 1.) Korm. határozat a Szegedi Tudományegyetem egyes infrastrukturális fejlesztéseinek támogatásáról
- 1010/2000. (II. 2.) Korm. határozat a Lakáspolitikai Tanácsadó Testület létrehozásáról szóló 1099/1999. (VIII. 31.) Korm. határozat módosításáról
- 1011/2000. (II. 8.) Korm. határozat A Tudomány- és Technológiapolitikai Kollégium és a Tudományos Előkészítő Bizottság létrehozásáról szóló 1012/1999. (II.1.) Korm. határozat módosításáról
- 1012/2000. (II. 11.) Korm. határozat a gazdasági kamarai törvény végrehajtását felügyelő kormánybiztos kinevezéséről
- 1014/2000. (II. 16.) Korm. határozat az Országos Bűnmegelőzési Tanács Szervezeti és Működési Szabályzatának jóváhagyásáról
- 1015/2000. (II. 16.) Korm. határozat az "Esély a stabilitásra" Közalapítvány központi költségvetési támogatásáról
- 1016/2000. (II. 23.) Korm. határozat tiszai kormánybiztos kinevezéséről
- 1017/2000. (II. 25.) Korm. határozat a szarvasmarha ágazat fejlesztéséhez nyújtott hitelek állami kezességvállalásáról szóló 1142/1999. (XII. 30.) Korm. határozat módosításáról
- 1018/2000. (II. 25.) Korm. határozat a Kossuth- és Széchenyi-díj Bizottság tagsági, illetve a Társadalomtudományi Albizottság elnöki megbízatásának megszűnéséről

##### Március (1109−1025)
- 1019/2000. (III. 8.) Korm. határozat A prágai Szent István kard bemutatásához kapcsolódó kormányzati kezességvállalásról
- 1020/2000. (III. 10.) Korm. határozat a mezőgazdasági termelők kibontakozási hitelkonstrukciójáról, gazdahitel és minőségi termelést elősegítő programjáról
- 1021/2000. (III. 10.) Korm. határozat a 2000. évi tavaszi és őszi gabonavetési hitelhez szükséges állami kezességvállalásról
- 1022/2000. (III. 14.) Korm. határozat a Tisza és Szamos folyók cianid szennyeződéséből adódó kormányzati intézkedéseket koordináló kormánybiztos feladatairól
- 1023/2000. (III. 14.) Korm. határozat a szarvasmarha ágazat fejlesztéséhez nyújtott hitelek állami kezességvállalásáról szóló 1142/1999. (XII. 30.) Korm. határozat módosításáról
- 1024/2000. (III. 17.) Korm. határozat A Magyar Köztársaság Kiváló Művésze, a Magyar Köztársaság Érdemes Művésze és a Magyar Köztársaság Babérkoszorúja díjak 2000. évi adományozásáról
- 1025/2000. (III. 31.) Korm. határozat a kormányzati szervek elhelyezéséért felelős kormánymeghatalmazott megbízásáról

##### Április (1026−1034)
- 1026/2000. (IV. 6.) Korm. határozat a Budapest V., Erzsébet téri beruházás befejezéséről
- 1027/2000. (IV. 7.) Korm. határozat az Állami Privatizációs és Vagyonkezelő Rt. Felügyelő Bizottsága tagjának visszahívásáról és Igazgatósága új tagjának kinevezéséről
- 1028/2000. (IV. 7.) Korm. határozat a Fogyatékosok Esélye Közalapítvány Alapító Okiratának módosításáról
- 1029/2000. (IV. 7.) Korm. határozat a Kossuth- és Széchenyi-díj adományozási szabályzatáról szóló 1101/1996. (X. 2.) Korm. határozat módosításáról
- 1030/2000. (IV. 7.) Korm. határozat az agrárhitelhez kapcsolódó kezességvállalás felhasználásáról szóló 1065/1999. (VI. 11.) Korm. határozat és a tartósítóipar likviditási problémáinak megoldásáról szóló 1095/1999. (VIII. 26.) Korm. határozat módosításáról
- 1031/2000. (IV. 7.) Korm. határozat az „Energia Központ” Energiahatékonysági, Környezetvédelmi és Energia Információs Ügynökség Kht. létrehozásáról, valamint az 1107/1999. (X. 8.) Korm. határozat végrehajtásáról
- 1032/2000. (IV. 7.) Korm. határozat a Zánkai Gyermek és Ifjúsági Centrum Oktatási és Üdültetési Közhasznú Társaság alapító okiratának módosításáról
- 1033/2000. (IV. 26.) Korm. határozat a Magyarországi Nemzeti és Etnikai Kisebbségekért Közalapítvány Alapító Okiratának módosításáról
- 1034/2000. (IV. 26.) Korm. határozat a Budapest, II. kerület, Lövőház utcai ingatlan millenniumi hasznosításához szükséges pénzügyi forrás biztosításáról

##### Május (1035−1045)
- 1035/2000. (V. 3.) Korm. határozat a Magyar CERN (Európai Nukleáris Kutatási Szervezet) Bizottság elnökének felmentéséről és kinevezéséről
- 1036/2000. (V. 3.) Korm. határozat a polgári nemzetbiztonsági szolgálatokat irányító tárca nélküli miniszter kijelöléséről
- 1037/2000. (V. 5.) Korm. határozat Május 6-ának a Magyar Sport Napjává történő nyilvánításáról
- 1038/2000. (V. 5.) Korm. határozat a Tudomány- és Technológiapolitikai Kollégium, valamint a Tudományos Tanácsadó Testület létrehozásáról és működéséről
- 1039/2000. (V. 19.) Korm. határozat a rendkívüli ár- és belvízhelyzettel kapcsolatos költségelszámolásról
- 1040/2000. (V. 31.) Korm. határozat A 2000. évi foglalkoztatáspolitikai irányelvekről
- 1041/2000. (V. 31.) Korm. határozat a Kormány otthonteremtési koncepciójának megvalósításához szükséges további lépésekről
- 1042/2000. (V. 31.) Korm. határozat a Budapest Sportcsarnok újjáépítésének beruházási tervéről
- 1043/2000. (V. 31.) Korm. határozat a Nemzeti Kollégiumi Közalapítvány létrehozásáról
- 1044/2000. (V. 31.) Korm. határozat az évszámkezelési kormánybiztos felmentéséről
- 1045/2000. (V. 31.) Korm. határozat informatikai kormánybiztos kinevezéséről

##### Június (1046−1054)
- 1046/2000. (VI. 8.) Korm. határozat a polgári védelmi szervezetek összlétszámának meghatározásáról szóló 1010/1998. (I. 30.) Korm. határozat módosításáról
- 1047/2000. (VI. 8.) Korm. határozat Az Europalia '99 Hungaria Fesztivál kormánybiztosának felmentéséről
- 1048/2000. (VI. 15.) Korm. határozat az Országos Nyugdíjbiztosítási Főigazgatóság főigazgatójának kinevezéséről
- 1049/2000. (VI. 22.) Korm. határozat a szarvasmarha ágazat fejlesztéséhez nyújtott hitelek állami kezességvállalásáról szóló 1141/1999. (XII. 30.) Korm. határozat módosításáról
- 1050/2000. (VI. 23.) Korm. határozat az államigazgatási informatika koordinációjának továbbfejlesztéséről szóló 1066/1999. (IV. 11.) Korm. határozat módosításáról
- 1051/2000. (VI. 28.) Korm. határozat a kormányzati munkamegosztás megváltozásával összefüggő egyes feladatok ellátásáról
- 1052/2000. (VI. 28.) Korm. határozat a közoktatás tankönyvellátásához a 2000. évben szükséges állami készfizető kezességvállalásról
- 1053/2000. (VI. 28.) Korm. határozat a Magyarországi Cigányokért Közalapítvány alapító okiratának módosításáról
- 1054/2000. (VI. 30.) Korm. határozat az országosan kiemelt termékekre vonatkozó állami normatívákról

##### Július (1055−1064)
- 1055/2000. (VII. 6.) Korm. határozat az energiahordozók beszerzéséhez kapcsolódó állami kezességvállalásról
- 1056/2000. (VII. 6.) Korm. határozat a mezőgazdasági termelők kibontakozási hitelkonstrukciójáról, gazdahitel és minőségi termelést elősegítő programjáról szóló 1020/2000. (III. 10.) Korm. határozat módosításáról
- 1057/2000. (VII. 6.) Korm. határozat a Magyar Katolikus Egyház számára 2000. évben rendezésre javasolt ingatlanokról és az e célra elkülönített költségvetési keret felosztásáról
- 1058/2000. (VII. 11.) Korm. határozat az 1999. november 22-e és 2000. május 19-e közötti belvíz és árvíz miatti védekezés költségeiről és a kárenyhítésről
- 1059/2000. (VII. 11.) Korm. határozat A Helyreállítási és Újjáépítési Tárcaközi Bizottság létrehozásáról
- 1060/2000. (VII. 11.) Korm. határozat A Közép-Európa Szent István korában című kiállítás műtárgyainak bemutatásához kapcsolódó kormányzati kezességvállalásról
- 1061/2000. (VII. 11.) Korm. határozat az ISPA program koordinációjával kapcsolatos egyes feladatokról
- 1062/2000. (VII. 11.)Korm. határozat a 2000. évi Energiatakarékossági Hitel Programról
- 1063/2000. (VII. 11.) Korm. határozat a PHARE 2001. évi Nemzeti Programjának prioritásairól és tárgyalási irányelveiről
- 1064/2000. (VII. 26.) Korm. határozat az ISPA program lebonyolításával kapcsolatos egyes feladatokról

##### Augusztus (1065−1073)
- 1065/2000. (VIII. 3.) Korm. határozat a nőkkel szembeni hátrányos megkülönböztetés valamennyi formájának kiküszöböléséről szóló egyezmény részes államainak 2000. augusztus 31-én, New Yorkban sorra kerülő 11. ülésén való részvételről
- 1066/2000. (VIII. 9.) Korm. határozat a gázközmű-vagyonnal összefüggő helyi önkormányzati igények rendezésével kapcsolatos előleg fizetéséről
- 1067/2000. (VIII. 9.) Korm. határozat egyes kormányhatározatoknak a kormányzati munkamegosztás megváltozásával összefüggő módosításáról
- 1068/2000. (VIII. 9.) Korm. határozat a dubrovniki Szent István koponyaereklye bemutatásához kapcsolódó kormányzati kezességvállalásról
- 1069/2000. (VIII. 18.) Korm. határozat a Nemzeti Színház Részvénytársaság alapításával kapcsolatos intézkedésekről
- 1070/2000. (VIII. 31.) Korm. határozat a légi közlekedéssel összefüggő vámkedvezményről
- 1071/2000. (VIII. 31.) Korm. határozat az Állami Privatizációs és Vagyonkezelő Részvénytársaság Felügyelő Bizottsága új tagjának kinevezéséről
- 1072/2000. (VIII. 31.) Korm. határozat a Nemzeti Hírközlési és Informatikai Tanácsban a Kormányt képviselő tagok kijelöléséről
- 1073/2000. (VIII. 31.) Korm. határozat a Kormány tudomány- és technológiapolitikájának megvalósítását szolgáló intézkedésekről

##### Szeptember (1074−1081)
- 1074/2000. (IX. 8.) Korm. határozat A Belügyminisztérium fejezeti szinten kiemelt termékek és szolgáltatások köréről szóló 1007/1997. (I. 30.) Korm. határozat hatályon kívül helyezéséről
- 1075/2000. (IX. 13.) Korm. határozat az elektronikus aláírásról szóló törvény szabályozási alapelveiről és az ezzel kapcsolatban szükséges intézkedésekről
- 1076/2000. (IX. 15.) Korm. határozat a Közép- és Kelet-európai Történelem és Társadalom Kutatásáért Közalapítvány alapító okiratának módosításáról
- 1077/2000. (IX. 22.) Korm. határozat az országosan kiemelt termékekre vonatkozó állami normatívákról
- 1078/2000. (IX. 22.) Korm. határozat a Magyarországi Református Egyház számára 2000. évben rendezésre javasolt ingatlanokról és az e célra elkülönített költségvetési keret felosztásáról
- 1079/2000. (IX. 29.) Korm. határozat a Magyar Köztársaság Kormánya és az Osztrák Köztársaság Kormánya között a határmenti térségekben történő foglalkoztatásról szóló, Szombathelyen, 1997. március 26-án aláírt Egyezmény kiegészítéséről szóló Jegyzőkönyv létrehozásáról
- 1080/2000. (IX. 29.) Korm. határozat A nyugellátások 2000. évi kiegészítő emeléséről
- 1081/2000. (IX. 29.) Korm. határozat a helyi önkormányzatok 2001. évi új címzett támogatásainak döntés-előkészítéséről

##### Október (1082−1088)
- 1082/2000. (X. 11.) Korm. határozat az Állami Privatizációs és Vagyonkezelő Részvénytársaság Alapító Okiratának módosításáról
- 1083/2000. (X. 13.) Korm. határozat a köztisztviselők jogállásáról szóló 1992. évi XXIII. törvény hatálya alá tartozó szervek jegyzékéről szóló 1034/1992. (VII. 1.) Korm. határozat módosításáról
- 1084/2000. (X. 13.) Korm. határozat A helyi önkormányzatoknak történő vagyonátadásról szóló 1125/1996. (XII. 19.) Korm. határozat hatályon kívül helyezéséről
- 1085/2000. (X. 30.) Korm. határozat a fertődi Esterházy-kastélyegyüttes helyreállításáról és hasznosításáról
- 1086/2000. (X. 30.) Korm. határozat a MÁV Rt., illetve a GySEV Rt. vontatójármű-állomány felújítását, beszerzését szolgáló hitelfelvételhez, valamint a MÁV Rt. 2000. évi működési feltételeinek biztosításához szükséges állami kötelezettégvállalásról
- 1087/2000. (X. 31.) Korm. határozat a takarmánykukorica exportjának tilalmáról
- 1088/2000. (X. 31.) Korm. határozat a Magyarországi Evangélikus Egyház, a Magyarországi Zsidó Hitközségek Szövetsége, valamint a Magyar Katolikus Egyház férfi szerzetesrendek számára 2000. évben rendezésre javasolt ingatlanokról és az e célra elkülönített költségvetési keret felosztásáról

##### November (1089−1102)
- 1089/2000. (XI. 8.) Korm. határozat a szarvasmarha ágazat fejlesztéséhez nyújtott hitelek állami kezességvállalásáról szóló 1142/1999. (XII. 30.) Korm. határozat módosításáról
- 1090/2000. (XI. 14.) Korm. határozat az Oktatási Minisztérium felügyelete alá tartozó közalapítványok alapító okiratainak egységes módosításáról
- 1091/2000. (XI. 22.) Korm. határozat a Nemzeti Színház felépítésére közadakozásból befolyt összeg felhasználásáról
- 1092/2000. (XI. 22.) Korm. határozat a Nemzeti Színház felépítésének finanszírozásához kapcsolódó kormányzati kezességvállalásról
- 1093/2000. (XI. 24.) Korm. határozat a stabil vérkészítménytől HCV vírussal megfertőződött veleszületett vérzékenységben szenvedő állampolgárok egységes állami kártalanításáról
- 1094/2000. (XI. 24.) Korm. határozat a regionális jelentőségű Debrecen és Sármellék repülőterek fejlesztésének állami támogatásáról
- 1095/2000. (XI. 24.) Korm. határozat a Nemzeti Programengedélyező tisztséget betöltő személyről
- 1096/2000. (XI. 29.) Korm. határozat a gázközmű-vagyonnak összefüggő helyi önkormányzati igények rendezésével kapcsolatos előleg fizetéséről szóló 1066/2000. (VIII. 9.) Korm. határozat módosításáról
- 1097/2000. (XI. 29.) Korm. határozat a 2001-ben felvehető államilag finanszírozott hallgatói összlétszámról
- 1098/2000. (XI. 29.) Korm. határozat a IV. Magyarország 2000 tanácskozásról és a Nyugati Magyar Tanács létrehozásáról
- 1099/2000. (XI. 29.) Korm. határozat a kőolaj és kőolajtermékek stratégiai készletezéséről és azok beszerzéséhez kapcsolódó állami kezességvállalásról
- 1100/2000. (XI. 29.) Korm. határozat a minisztériumokban kinevezhető helyettes államtitkárok számáról szóló 1138/1998. (X. 30.) Korm. határozat módosításáról
- 1101/2000. (XI. 29.) Korm. határozat az 1999. november 22-e és 2000. május 19-e közötti belvíz és árvíz miatti védekezés költségeiről és a kárenyhítésről szóló 1058/2000. (VII. 11.) Korm. határozat módosításáról
- 1102/2000. (XI. 29.) Korm. határozat az ÁPV Rt. új Belső Ellenőrzési Szabályzatának jóváhagyásáról

##### December (1103−1117)
- 1103/2000. (XII. 8.) Korm. határozat a 2000. évi várható áralakulásról és az árintézkedésekről szóló 1113/1999. (XI. 19.) Korm. határozat módosításáról
- 1104/2000. (XII. 8.) Korm. határozat A „Közép-Európa Szent István korában” című kiállítás műtárgyainak bemutatásához kapcsolódó kormányzati kezességvállalásról szóló 1060/2000. (VII. 11.) Korm. határozat módosításáról
- 1105/2000. (XII. 8.) Korm. határozat a hallgatói hitelrendszer elveiről és a bevezetés érdekében elvégzendő feladatokról
- 1106/2000. (XII. 8.) Korm. határozat az Állami Privatizációs és Vagyonkezelő Részvénytársaság Szervezeti és Működési Szabályzatának jóváhagyásáról szóló 1125/1999. (XII. 13.) Korm. határozat módosításáról
- 1107/2000. (XII. 11.) Korm. határozat a Nemzeti Kollégiumi Közalapítvány alapító okiratának módosításáról
- 1108/2000. (XII. 11.) Korm. határozat a Befektető-védelmi Alap hitelfelvételéhez kapcsolódó állami kezességvállalásról
- 1109/2000. (XII. 21.) Korm. határozat dr. Gógl Árpád kormánymeghatalmazott kinevezéséről
- 1110/2000. (XII. 23.) Korm. határozat a Magyarországi Zsidó Örökség Közalapítvány Alapító Okiratának módosításáról
- 1111/2000. (XII. 23.) Korm. határozat a 2001. évi, határátlépéssel járó csapatmozgások engedélyezéséről
- 1112/2000. (XII. 27.) Korm. határozat a Szent Korona országházi látogatásáról
- 1113/2000. (XII. 27.) Korm. határozat a közigazgatási adat-vagyon-nyilvántartásról
- 1114/2000. (XII. 27.) Korm. határozat az agrárhitelhez biztosított 65 Mrd Ft összegű kezességvállalási keret felhasználásáról
- 1115/2000. (XII. 27.) Korm. határozat a Magyar Energia Hivatal szervezete, szervezeti és működési szabályzata jóváhagyásáról
- 1116/2000. (XII. 27.)  Korm. határozat a MÁV Rt. járműállományának felújítását, illetőleg a személyszállítási alapellátás működési feltételeit szolgáló hitelfelvételhez szükséges állami kötelezettségvállalásról
- 1117/2000. (XII. 28.) Korm. határozat a Helyreállítási és Újjáépítési Tárcaközi Bizottság megszüntetéséről